# Église Saint-Michel du Mesnil-en-Thelle
L'église Saint-Michel est une église catholique paroissiale située au Mesnil-en-Thelle, dans le département de l'Oise, en France. C'est l'une des rares églises de la région qui soit entièrement construite dans le style gothique flamboyant. Elle n'est pourtant pas entièrement homogène, car quelques décennies d'évolution stylistique séparent les supports des voûtes adossés au chevet et certains éléments de la troisième travée du bas-côté nord du reste de l'édifice, qui s'imbriquent d'une telle manière dans les parties plus récentes qu'il faut conclure à une destruction partielle de l'édifice non encore achevé sous la guerre de Cent Ans. En plus, la rupture du profil des piliers de la nef au-dessus des grandes arcades donne à penser que le chantier connut une interruption avant la construction des parties hautes et des voûtes de la nef. Le plan de l'église Saint-Michel est des plus simples, à savoir un vaisseau central aveugle accompagné de deux bas-côtés, et s'inscrit dans un rectangle. L'architecture n'offre rien de particulièrement remarquable, mais se fait le reflet parfait de son époque, et le monument est soigneusement appareillé en pierre de taille. Le clocher est toutefois resté inachevé. Une sacristie fut ajoutée à la période classique. L'église Saint-Michel a été classée monument historique par arrêté du 28 juillet 1966. Elle fut lourdement endommagée par des obus en juin 1940, et restaurée au titre des dommages de guerre au fil de la seconde moitié du XXe siècle. Le clocher bénéficia d'une restauration en 2004, et l'église tout entière se présente aujourd'hui dans un excellent état. Le Mesnil-en-Thelle est affilié à la paroisse Saint-Louis-en-Thelle avec siège à Chambly, et des messes dominicales anticipées y sont célébrées environ tous les deux mois à 18 h 30.

## Localisation
L'église Saint-Michel est située en France, en région Hauts-de-France et dans le département de l'Oise, en pays de Thelle, dans la commune du Le Mesnil-en-Thelle, au centre du village, rue de la Libération. C'est le chevet qui donne sur la rue, et l'édifice est bâti perpendiculairement à celle-ci. Un parvis, desservi par la même rue, et servant en même temps de parking, s'étend au nord. L'accès principal s'effectue depuis ce parvis. La façade occidentale et l'élévation méridionale donnent sur l'ancien cimetière, qui a été transformé en espace vert public, et va jusqu'à la rue de la Ferme, à l'ouest. Au sud de l'église, le terrain de l'ancien cimetière est très étroit, et clos par un mur, que jouxte une propriété privée. Autant que la façade est bien mise en valeur, l'élévation méridionale n'est donc pas visible dans sa totalité.

## Histoire

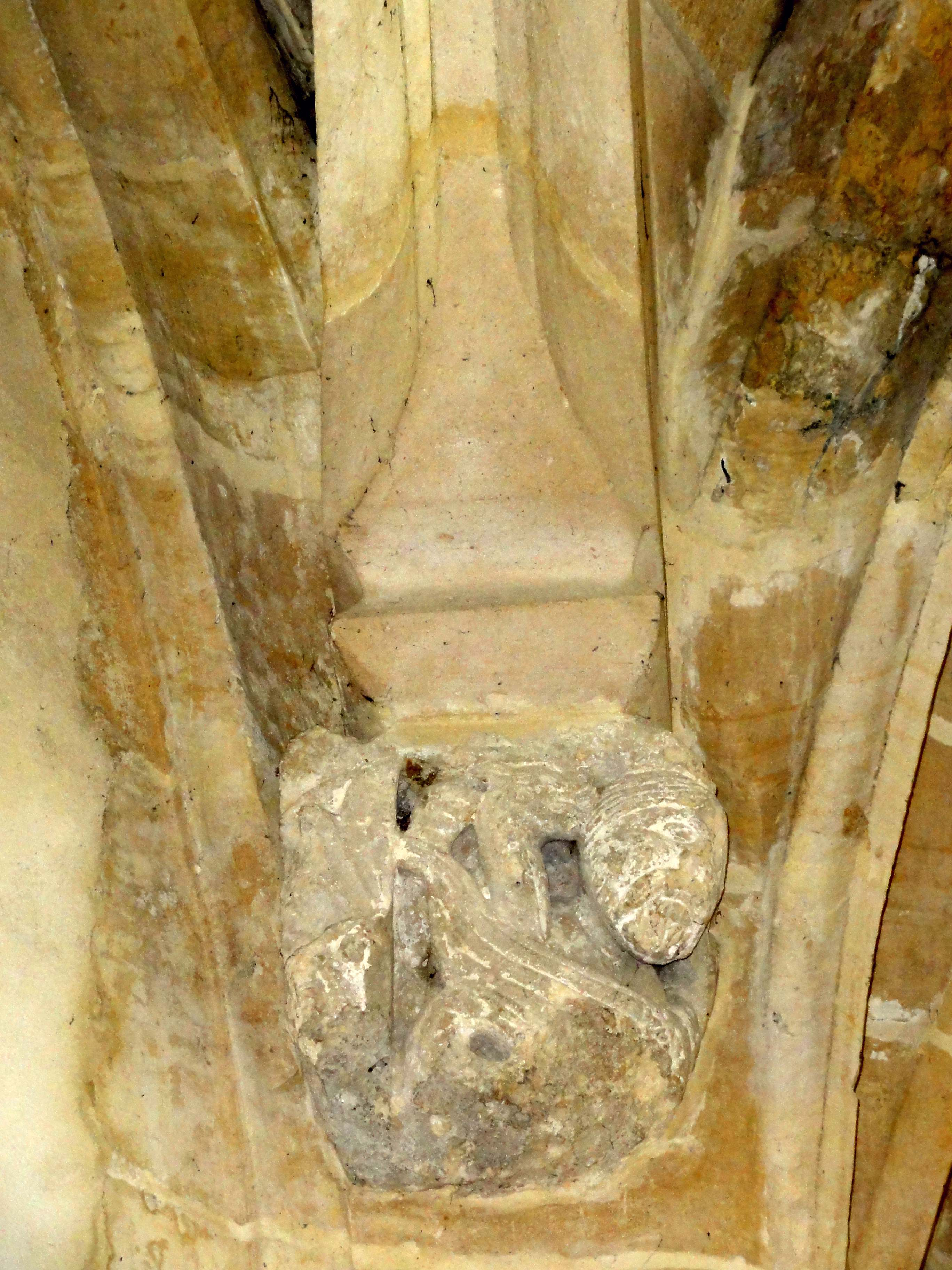
Fragment de chapiteau roman dans le bas-côté sud.

La date de fondation de la paroisse du Mesnil-Saint-Denis (nom de la commune jusqu'en 1911) n'est pas connue. Sous l'Ancien Régime, elle relève du doyenné de Beaumont-sur-Oise, de l'archidiaconé de Clermont et du diocèse de Beauvais. Le collateur de la cure est l'évêque de Beauvais. Le patron de la paroisse est saint Michel archange. Les différentes campagnes de construction de l'église ne sont pas documentées par des sources d'archives ou des inscriptions. D'après le dossier de protection, les irrégularités du plan trahissent des reconstructions successives, et le plan serait donc hérité d'un édifice médiéval. « Les travées plus courtes de la nef semblent suivre le plan d'une nef initiale romane. La troisième travée, celle du porche latéral nord, correspond sans doute au transept initial. Le grand chœur-halle à chevet plat appartient à la typologie du XIIIe siècle. Après les destructions dues à la guerre de Cent ans, l'édifice est reconstruit à partir de 1500 (bas-côtés, voûtes et clocher latéral) ». Il est à rectifier que le portail latéral nord se situe dans la deuxième, et non dans la troisième travée. La notion de chœur-halle fait en principe référence aux édifices dont les vaisseaux sont voûtés à la même hauteur, comme à Boran-sur-Oise, Nogent-sur-Oise, Plailly et Villers-Saint-Paul, ce qui n'est pas le cas au Mesnil-en-Thelle. De la période romane, subsiste un fragment de chapiteau réemployé comme cul-de-lampe dans l'angle sud-ouest de la deuxième travée du bas-côté sud. De la période gothique, subsistent le deuxième arc-doubleau intermédiaire du bas-côté nord ; les deux ogives attenantes de la troisième travée ; et les colonnettes au chevet du bas-côté nord et du vaisseau central. Les ressauts dans le pignon du chevet semblent également indiquer que la partie correspondant au vaisseau central soit plus ancienne, et que ses murs hauts étaient primitivement dégagés, et donc probablement ajourés de fenêtres.

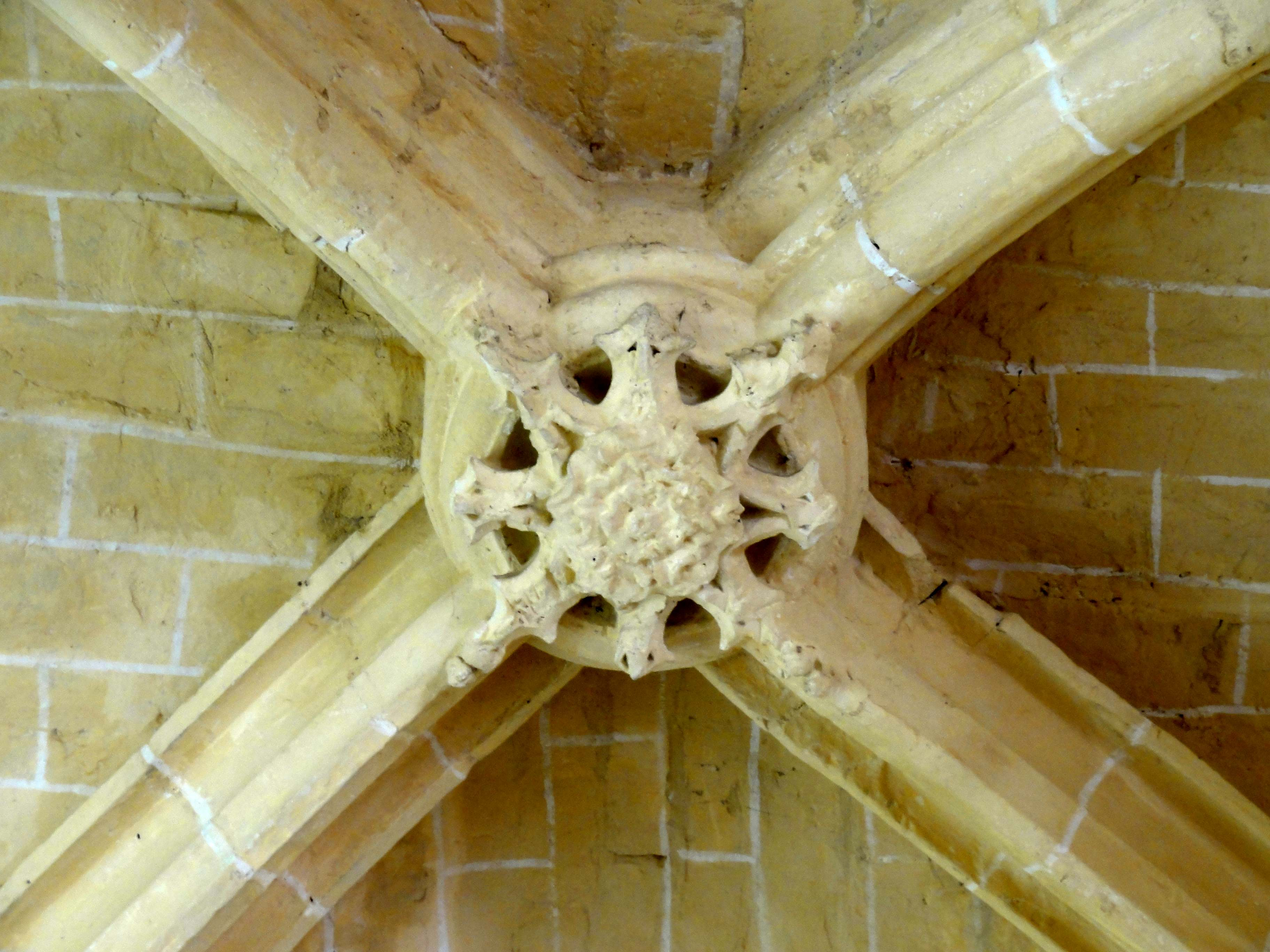
Bas-côté nord, clé de voûte de la 3e travée : les deux ogives en haut (ouest) sont du XIIIe siècle.

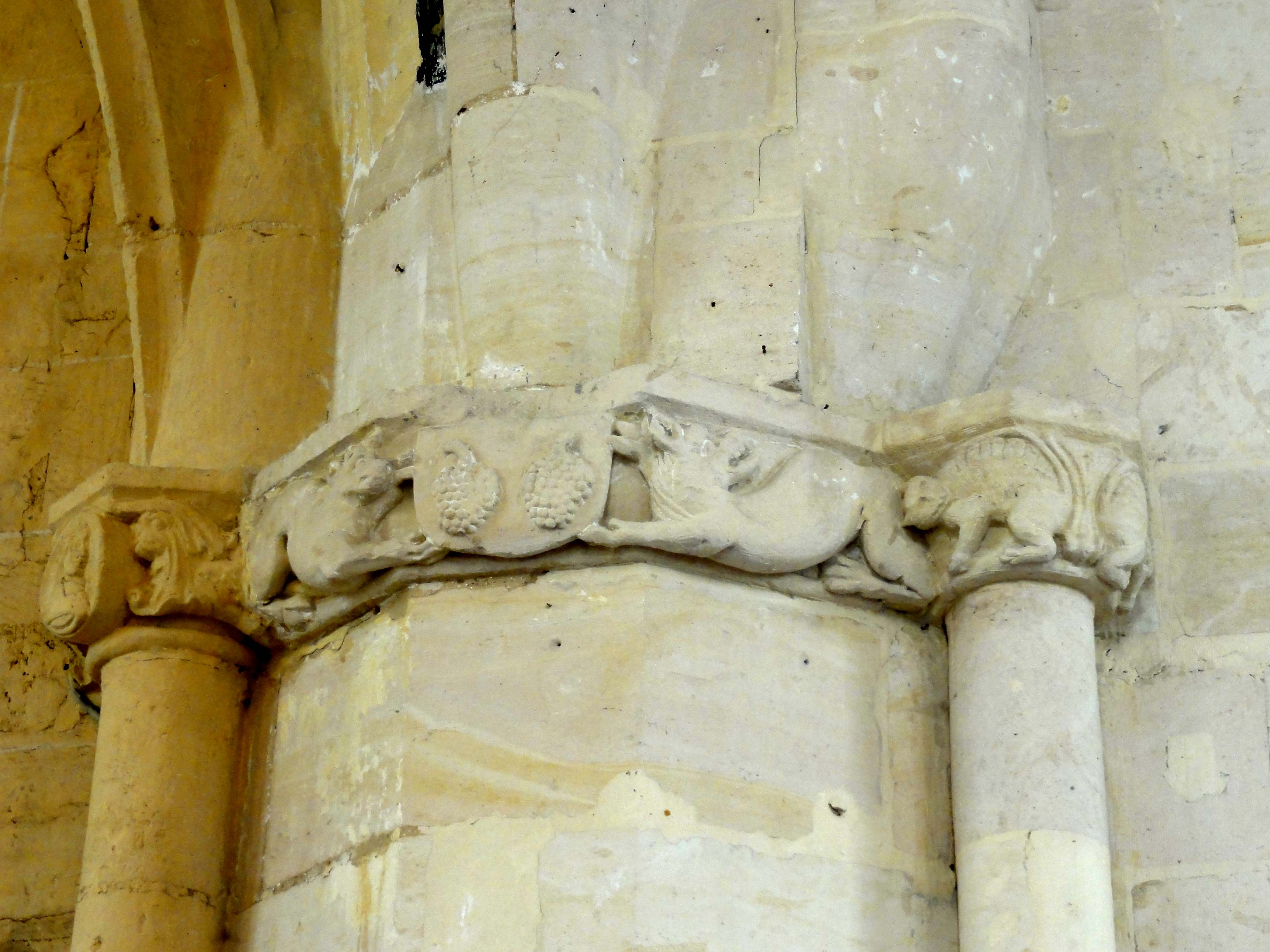
Colonnettes du XIIIe siècle et chapiteaux du début du XVe siècle à la fin des grandes arcades du nord, au droit du chevet.

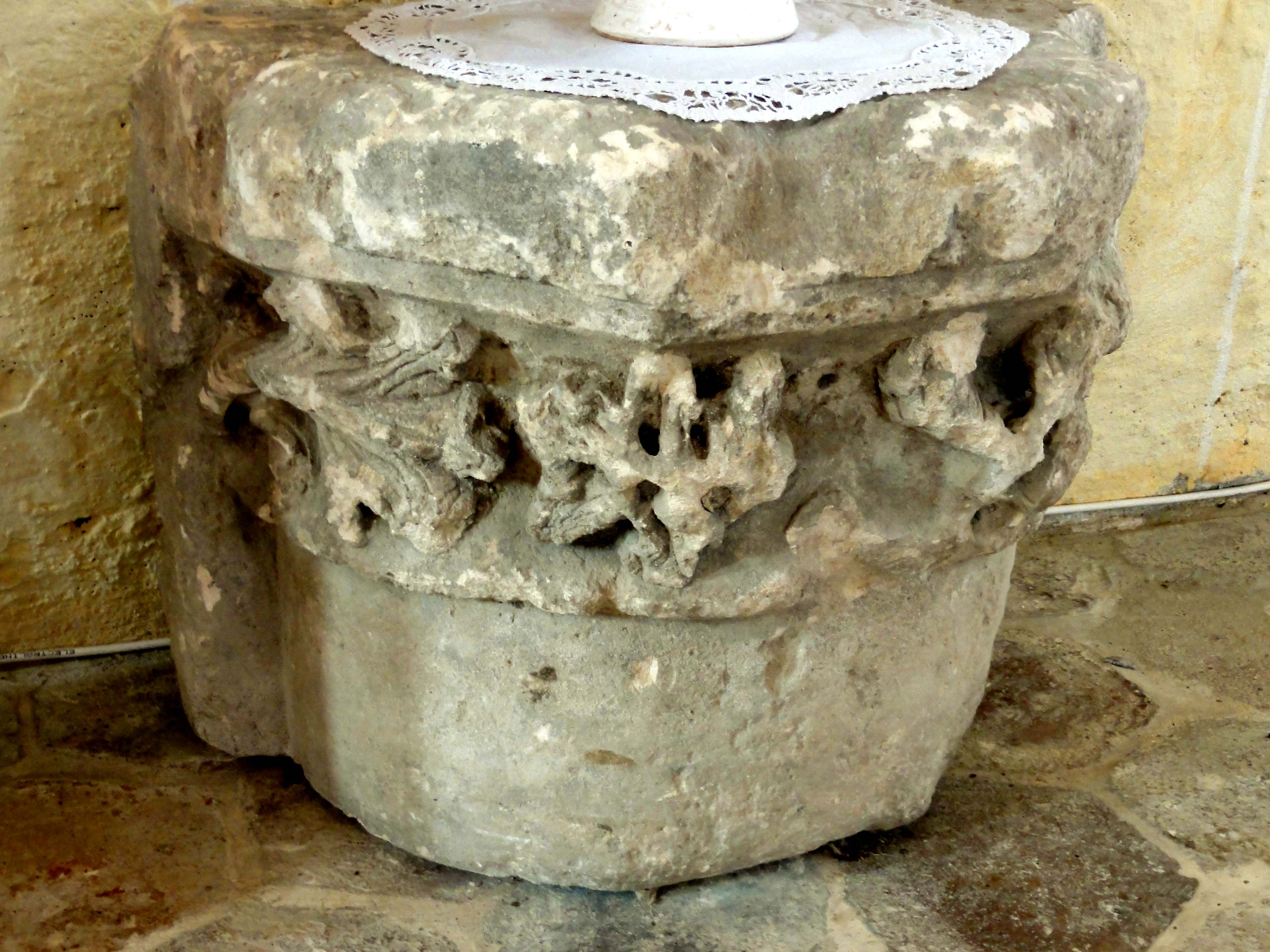
Frise ou chapiteau du début du XVe siècle déposé dans le bas-côté nord.

La reconstruction au XVe siècle ne semble pas s'être effectuée d'un seul jet. Les travaux semblent s'être interrompus assez tôt, et l'église a probablement été partiellement détruite alors que le chantier était encore en cours. En effet, les colonnettes gothiques au chevet ont été munies de nouveaux chapiteaux, mais dans l'angle nord-est du chœur (à gauche du chevet du vaisseau central), le pilier ondulé engagé des hautes-voûtes déborde par rapport au tailloir du chapiteau, et la rupture de style est assez nette. La reconstruction se fit finalement sans tailloirs ni chapiteaux, avec des nervures pénétrantes, conformément aux préceptes du style gothique flamboyant pas encore très clairement défini au début du XVe siècle. Dans le même sens, l'on trouve un pilier engagé à angles abattus (de plan trapézoïdal) et une frise de maigres feuilles frisées à la retombée du troisième doubleau du bas-côté nord, au droit du mur gouttereau. Jacques et Roger Ouvrard situent cette frise au XVIe siècle, de même que les colonnettes du XIIIe siècle avec les chapiteaux du XVe siècle, et conjecturent qu'il pourrait s'agir des « vestiges d'une chapelle élevée en l'honneur de saint Vincent à la suite d'un vœu de Jehan de Belmont : voir cesser la maladie qui ravageait alors les vignobles de la région. Détruite par un incendie, cette chapelle dédiée au patron des vignerons ne fut jamais remplacée ». Cette hypothèse n'est guère pertinente, car le tailloir de la frise est profilé d'un tore, comme à la période gothique rayonnante, et les feuilles sont de la même facture qu'au XIVe siècle, alors que le XVIe siècle privilégie les feuilles grasses. Des frises plus simples se trouvent également dans les angles de la base du clocher, dans la première travée du bas-côté nord, et une autre frise est déposée au ras le sol. Ce bloc sculpté a dû être retrouvé lors de la restauration de l'église, ou on a manqué de le remettre en place lors des travaux de réparation après la Seconde Guerre mondiale. Outre les déboires à mettre sur le compte de la guerre de Cent Ans, l'on note les signes d'une interruption du chantier au niveau du sommet des grandes arcades, où des moulures marquent la transition d'un plan ondulé vers un plan cylindrique. Les parties hautes du vaisseau central et les voûtes seraient donc postérieures au reste. On peut faire le même constat à Précy-sur-Oise et Raray. Dans le bas-côté sud, une grande clé de voûte pendante de style Renaissance est déposée au ras le sol. Elle est fortement abîmée, et pourrait provenir de la nef, où les clés principales au milieu des voûtes sont du même type. Louis Graves dit : « Tout l'édifice est voûté à pendentifs ». Ce constat est un autre indice qui souligne que les voûtes du vaisseau central sont postérieures. La construction de l'église s'acheva en tout cas par la sacristie, à la période classique,.
Sous la Révolution française, les hiérarchies ecclésiastiques traditionnelles sont renversées. L'ancien doyenné de Beaumont, traversé par la limite administrative entre l'Oise et la Seine-et-Oise, est départagé entre le diocèse de Beauvais et le nouveau diocèse de Versailles. Pour Le Mesnil-en-Thelle, le diocèse reste inchangé, mais la paroisse dépend désormais du doyenné de Chambly.
En juin 1940, la nef est gravement endommagée par des obus, lors des combats qui se déroulent sur l'Oise. Les soldats allemands laissent sur place un tableau représentant saint Véronique essuyant le visage du Christ, qu'ils avaient sans doute volé quelque part. Ce tableau a longtemps été accroché au-dessus du portail occidental.
Dans l'après-guerre, l'église est réparée, et bénéficie d'une restauration prise en charge par l'État au titre des dommages de guerre. Dans ce contexte, elle est classée monument historique par arrêté du 28 juillet 1966. Au début du XXe siècle, le clocher est restauré, et le coq datant probablement d'origine est démonté afin d'être conservé à l'abri des intempéries dans un local de la mairie.
Aujourd'hui, Le Mesnil-en-Thelle est affilié à la paroisse Saint-Louis-en-Thelle avec siège à Chambly, qui rassemble les communes de l'ancien canton de Neuilly-en-Thelle jadis comprises dans le doyenné de Beaumont. Cette paroisse réunit quatorze églises, et les célébrations du dimanche sont réservées à deux parmi eux, ce qui ne laisse que la messe anticipée du samedi à 18 h 30 pour les douze restantes. La fréquence des messes ne dépasse donc pas une tous les deux mois.

## Description

### Aperçu général

Plan de l'église.

Régulièrement orientée, l'église répond à un plan symétrique simple sans transept ni déambulatoire. Elle se compose d'un vaisseau central de cinq travées et de deux bas-côtés. Les trois vaisseaux se terminent par un chevet plat, et le plan de l'église s'inscrit dans un rectangle. L'église Saint-Justin de Louvres possède le même plan. Seulement la sacristie, au sud de la deuxième travée, déborde. Le vaisseau central est à deux niveaux d'élévation, avec l'étage des grandes arcades et un étage de murs hauts aveugles. La première travée est moins profonde que les autres, et les deux dernières sont nettement plus profondes que les précédentes. Elles forment le chœur liturgique. La première travée du bas-côté nord est la base du clocher. Ce bas-côté est plus large que son homologue au sud. L'ensemble de l'église est voûté d'ogives. Le portail principal se situe dans la deuxième travée du bas-côté nord. Le portail occidental, nettement plus simple, est abrité sous un petit porche. Les trois vaisseaux sont recouverts ensemble par une vaste toiture à deux rampants, avec un pignon au chevet et un pignon en façade, incomplet en raison de la présence du clocher à l'angle nord-ouest de l'édifice. Le clocher, à trois étages, est coiffé d'un toit en pavillon aplati. Une tourelle d'escalier cylindrique y est adossée au nord.

### Intérieur

#### Vaisseau central

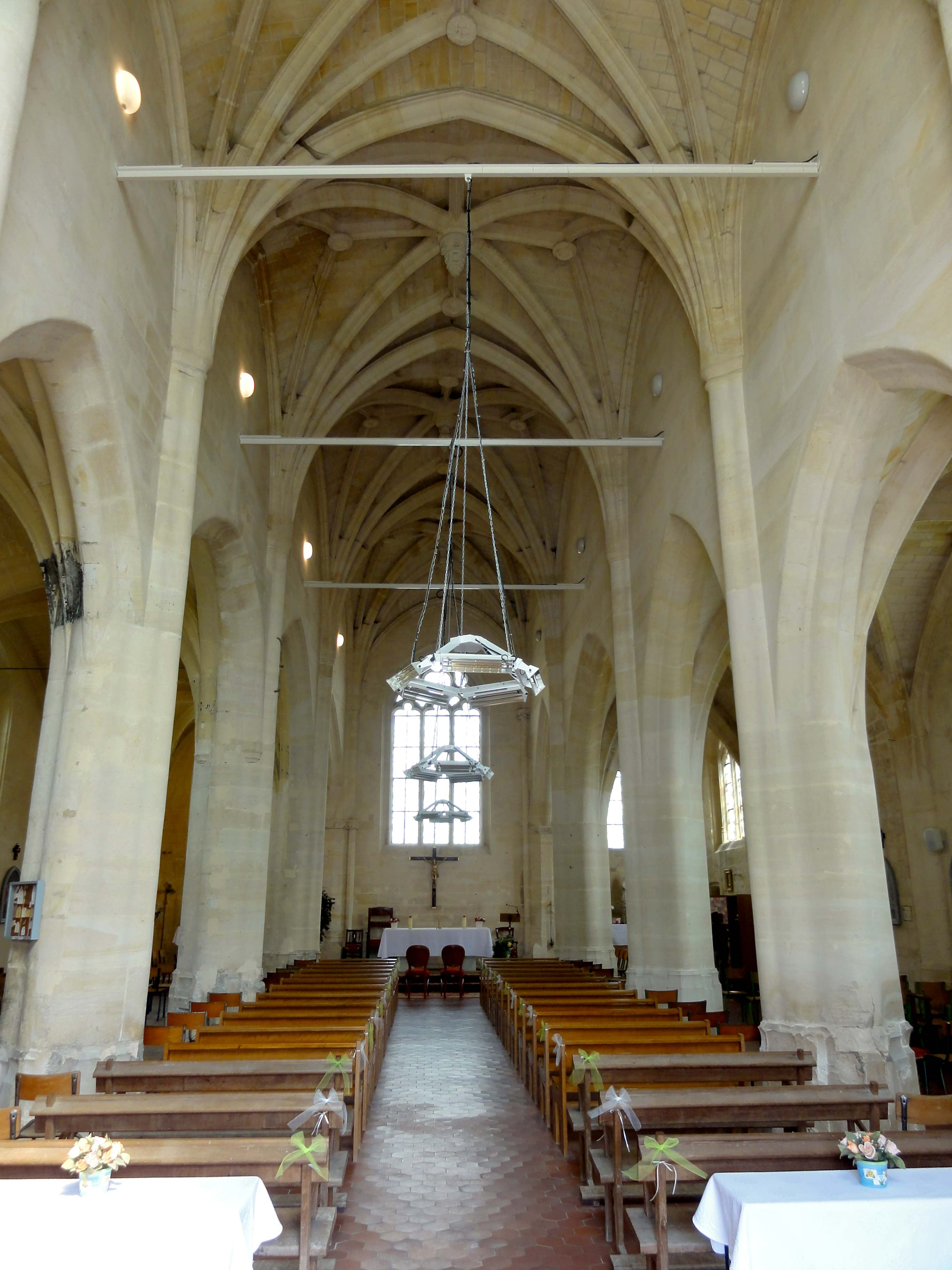
Nef, vue vers l'est.

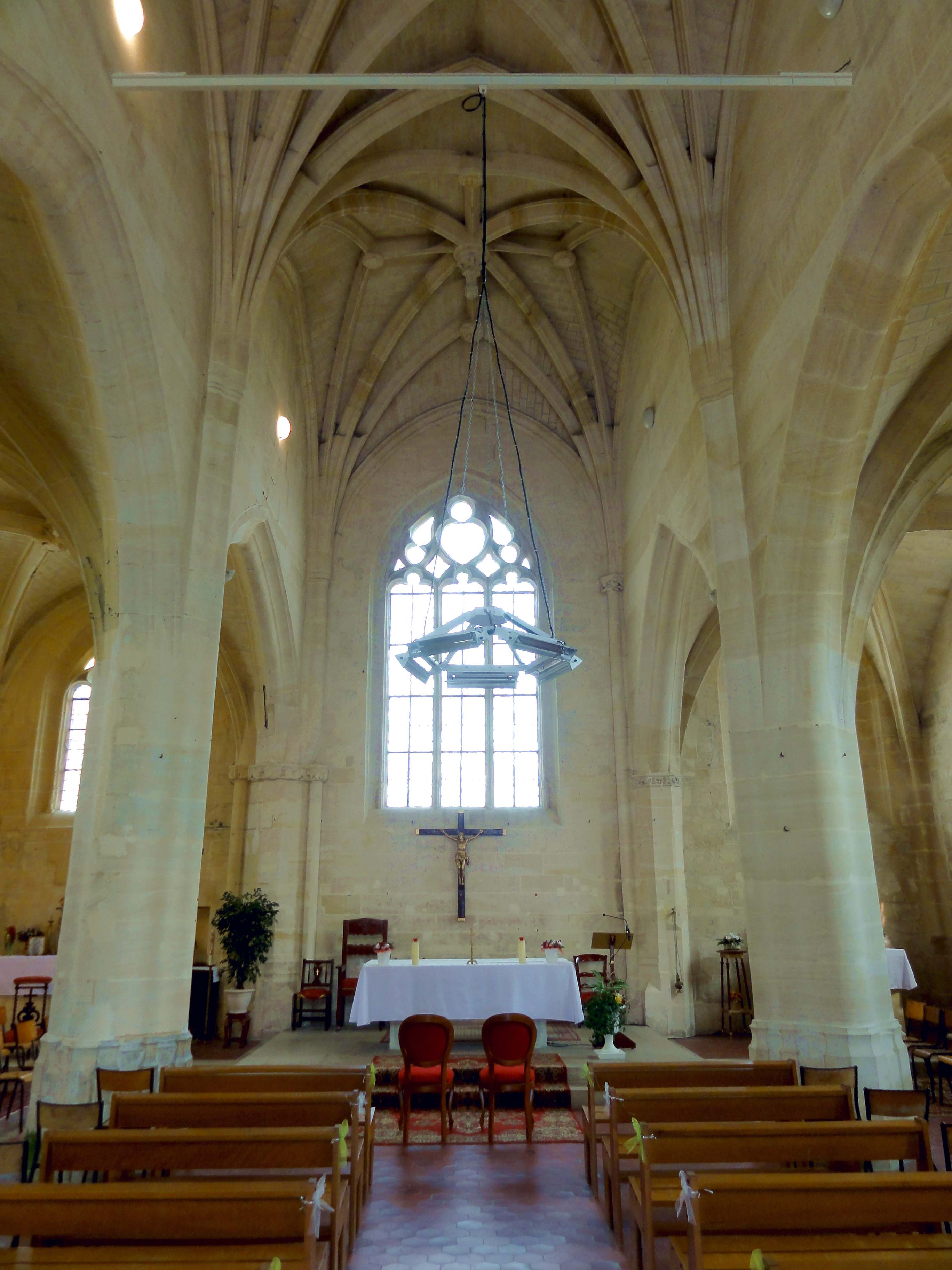
Chœur, vue vers l'est.

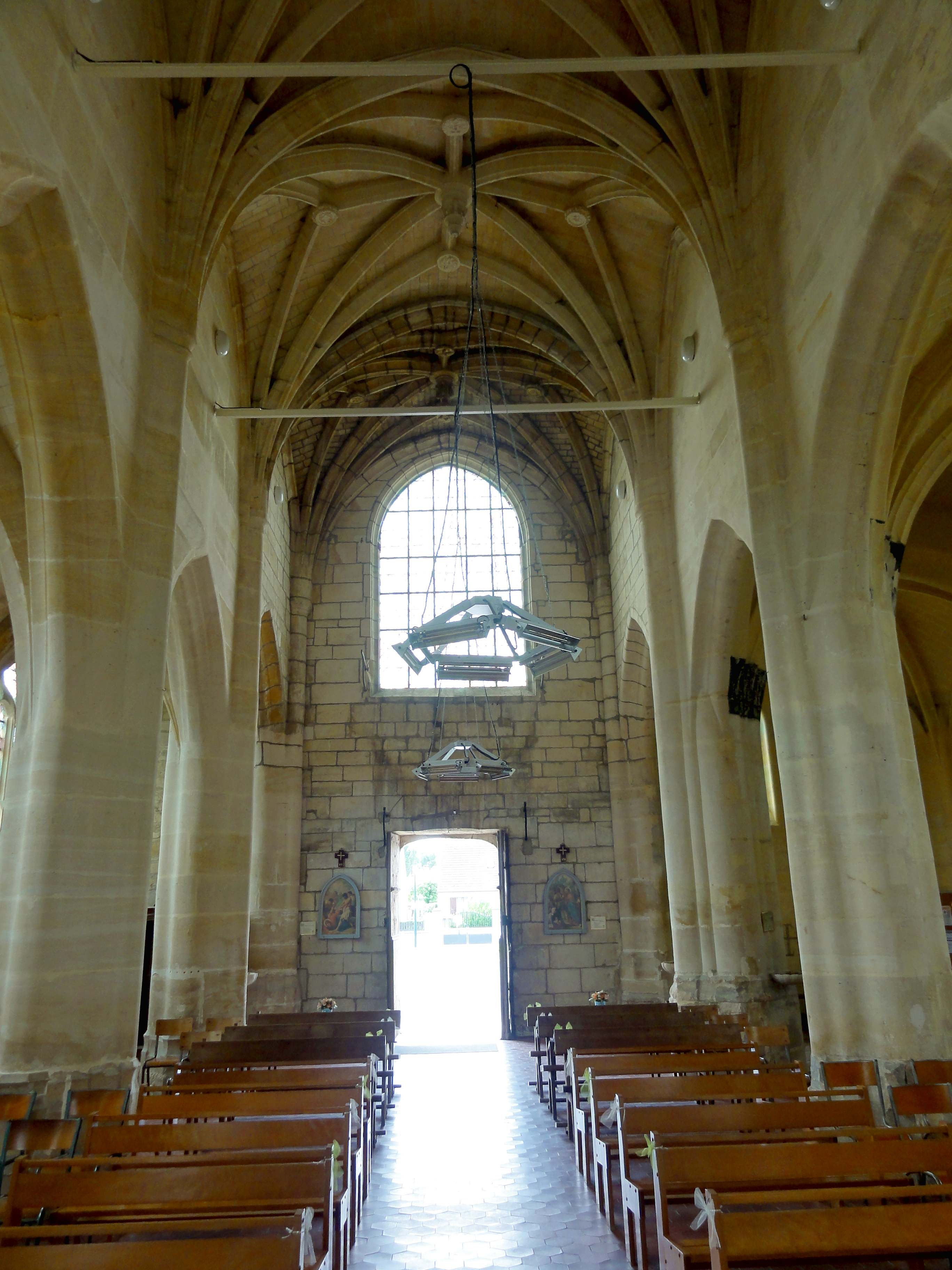
Nef, vue vers l'ouest.

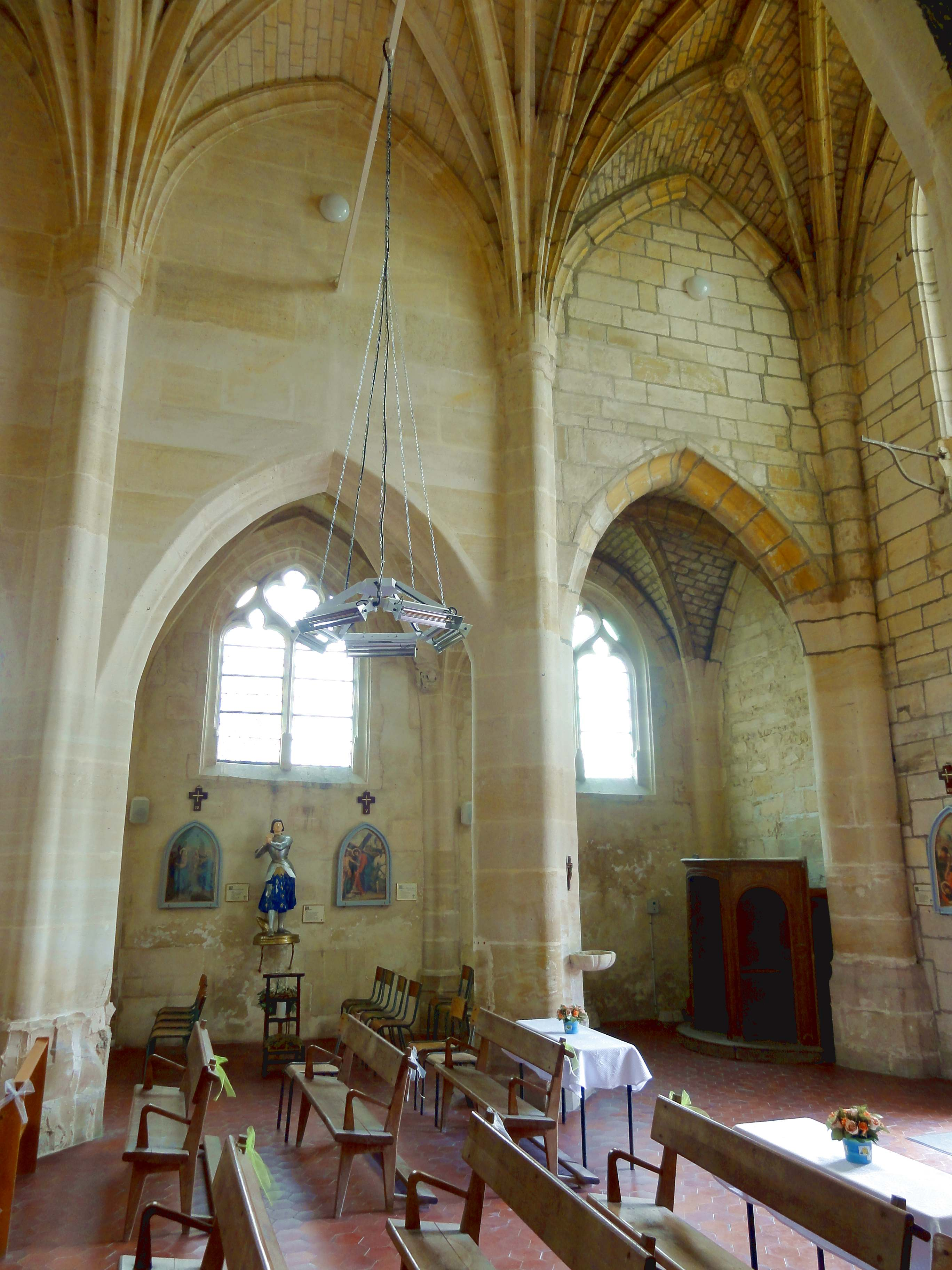
Nef, 2e et 1re travée, élévation sud.

La vaste toiture unique confère à l'église une physionomie un peu trapue, mais l'ordonnancement du chevet permet de se douter que  le vaisseau central est en réalité de proportions élancées. Elle n'est pas très large, mais la hauteur des piliers est presque deux fois supérieure à la largeur, et l'envergure des voûtes s'ajoute encore à la hauteur totale. Les grandes arcades représentent environ les deux tiers de la hauteur des élévations latérales, mais celles de la deuxième et de la troisième travée sont moins élevées, contrairement à toute convention. L'étage des murs hauts, sans fenêtres, prend donc une importance relativement importante, comme à La Chapelle-en-Serval, Montagny-Sainte-Félicité, Raray, Survilliers, Vineuil-Saint-Firmin. Les fenêtres hautes sont généralement l'apanage des édifices plus importants après la guerre de Cent Ans, comme par exemple Saint-Étienne de Beauvais ou L'Isle-Adam, ou apparaissent dans des édifices successivement reconstruits, comme par exemple Bessancourt, Précy-sur-Oise ou Serans. Les surfaces murales parfaitement lisses, qui n'ont pas besoin d'être enduites grâce à l'appareil d'excellente qualité, ne laissent pas de doute qu'il n'y a jamais eu de fenêtres hautes depuis la reconstruction au XVe siècle. Sinon, le vaisseau central est surtout défini par les piliers ondulés à six renflements, que l'on ne trouve guère qu'à Ully-Saint-Georges, et par le profil des grandes arcades en tiers-point. Des piliers ondulés à quatre renflements se trouvent à Baron, Borest, Ève, Montagny-Sainte-Félicité, Saint-Sauveur et Versigny ; et des piliers à huit ondulations, à Armancourt, Saint-Étienne de Beauvais, Clermont, Chevrières, Jaux, Rivecourt, Roberval, Venette, et Verneuil-en-Halatte. Les grandes arcades, bien que de trois dimensions différentes, accusent tous le même profil d'un gros boudin entre deux gorges et deux fines rainures. Ce profil parfaitement compatible avec les piliers ondulés se trouve, avec des variations, dans de très nombreuses églises flamboyantes de la région, dont Armancourt, Baron, Boran-sur-Oise, Fresnoy-en-Thelle, Jagny-sous-Bois, Raray, Serans, Survilliers et Vauréal. Parfois, il cohabite avec des piliers monocylindriques. Les bases sont des plinthes moulurées, mais à l'exception des piliers du clocher, le profil appliqué aux ondulations est différent de celui appliqué aux intervalles, ce qui confère à ces bases une certaine complexité. Les socles sont losangés, aux angles abattus.
Au niveau du sommet des grandes arcades les plus élevées, en l'occurrence celles du chœur, les trois ondulations qui montent sur les murs depuis les piliers, s'arrêtent. Il y a ensuite une baguette et une gorge, à l'ouest du vaisseau, ou simplement un double ressaut, à l'est du ressaut. Ces moulures épousent encore le plan des piliers ondulés engagés, puis cèdent la place à des fûts cylindriques engagées, dans lesquels se fondent les doubleaux, ogives, tiercerons et formerets. Il s'impose le rapprochement avec Raray, où la transition est rachetée par des culs-de-lampe sculptés de masques ; ou Montfort-l'Amaury et Précy-sur-Oise, où il n'y a qu'un seul renflement, qui diminue d'épaisseur au niveau des grandes arcades, et où la transition est maladroitement soulignée par des chaperons. En principe, cette rupture dans les supports des voûtes est contraire à l'esprit flamboyant, qui favorise la fluidité des lignes. L'explication ne peut être qu'une interruption du chantier suffisamment longue pour que les artisans qui reprirent les travaux ne soient plus les mêmes que ceux qui élevèrent les grandes arcades. L'écart chronologique est par ailleurs mis en exergue par les clés de voûte principales, qui sont pendantes, et sculptées de consoles et de feuillages traités dans le goût de la Renaissance. Les clés secondaires sont en partie entourées de guirlandes, qui traduisent également l'influence de la Renaissance. Mais globalement, les clés secondaires sont d'une facture plus traditionnelle, et toutes se présentent sous la forme de disques sculptés de feuillages, ou, dans un cas, d'un homme vert. La sculpture est d'une qualité très moyenne et d'une facture presque rustique. Toutes les voûtes sont agrémentées de liernes et tiercerons, qui forment le dessin conventionnel d'une croix au milieu de la voûte, dont les extrémités des quatre branches sont reliées aux angles de la voûte. Les voûtes à liernes et tiercerons sont très répandues pendant la première moitié du XVIe siècle, mais les premières font leur apparition dès les années 1230 en Angleterre, et la première application en France se trouve à la croisée du transept de la cathédrale d'Amiens peu avant 1270. Ensuite ce nouveau type de voûtement apparaît simultanément à Chambly et à l'abbatiale de Saint-Riquier. La modénature des nervures des voûtes est très angulaire. Les ogives et doubleaux accusent un filet entre deux fines moulures concaves, deux larges gorges et deux arêtes saillantes. Les liernes et tiercerons adoptent ce même profil, avec les arêtes saillantes en moins, et les formerets correspondent à la moitié des ogives et doubleaux.
L'extrémité occidentale de la nef ne donne pas lieu à des irrégularités majeures, sauf que le mortier est d'une teinte plus sombre que la pierre dans toute la première travée, ce qui est peut-être imputable à une restauration inadéquate. Au début des grandes arcades, des piliers ondulés à trois renflements sont engagés dans le mur occidental. Le renflement situé du côté de la nef monte ensuite vers la retombée des hautes-voûtes, mais prend la forme d'un petit fût cylindrique seulement très partiellement engagé. Le portail occidental paraît rectangulaire à l'intérieur de l'église, et n'est pas décoré. Au-dessus, la vaste baie occidentale est dépourvue de remplage, ce qui n'a peut-être pas toujours été le cas, mais son pourtour est moulurée d'une gorge et d'une fine rainure. L'extrémité orientale montre tout au contraire les irrégularités résultant de la reprise partielle du chevet du XIIIe siècle. À droite du chevet, une colonnette d'origine monte jusqu'à la retombée des hautes-voûtes, tandis qu'à gauche, une colonnette analogue s'arrête au niveau de la retombée des grandes arcades du nord, ce qui montre bien que ces colonnettes ne datent pas de la reconstruction flamboyante, car on leur aurait sinon donné la même hauteur. Elles devaient s'accompagner d'une seconde colonnette, voire d'une troisième, et d'une colonne engagée réservée au rang de claveaux inférieur des grandes arcades. Ces colonnes ont été arasées, et ont fourni les piliers à angles abattus que l'on voit actuellement. Lors du début des travaux de reconstruction au XVe siècle, l'on a donné de nouveaux chapiteaux aux colonnettes du XIIIe siècle. Celui de droite, situé en hauteur, représente un homme couché à côté d'un grand pichet, apparemment un buveur, et celui de gauche, situé plus bas, représente deux chats qui se tournent le dos. Les tailloirs sont de simples tablettes polygonales. À gauche, une sorte de frise sculptée de deux chiens féroces tenant un écusson arborant deux grappes de raisin établit la liaison avec le chapiteau dans l'angle sud-est du bas-côté nord. À droite, la frise sculptée de deux personnages disposés horizontalement et de feuilles de vigne grasses est délimitée inférieurement par une scotie torique. Elle n'est pas accostée de chapiteaux. Ces deux frises prennent la place des chapiteaux du XIIIe siècle, qui devaient être situés un peu en avant. Quant au chevet plat, il est très répandu dans la région aux XIIe et XIIIe siècles, mais devient la totale exception aux XVe et XVIe siècles, ce qui justifie l'hypothèse formulée dans le dossier de protection qu'il s'agisse de la reprise d'une structure du XIIIe siècle. L'on peut envisager deux rangs de fenêtres, avec un triplet avec des baies cantonnées de colonnettes en bas, et une rosace en haut, comme à Précy-sur-Oise et Viarmes, ou un triplet seul beaucoup plus austère, comme à Avilly-Saint-Léonard, Borest, Ermenonville, Saint-Crépin-Ibouvillers ou Ver-sur-Launette. L'on peut également concevoir une baie au réseau gothique rayonnant, comme à Andrésy, Cambronne-lès-Clermont, Cormeilles-en-Vexin ou Jouy-le-Moutier. La fenêtre flamboyante du XVe siècle que l'on voit actuellement affiche un remplage de trois lancettes trilobées, surmontées de deux losanges, et d'un grand soufflet flanqué de deux petits soufflets renversés.

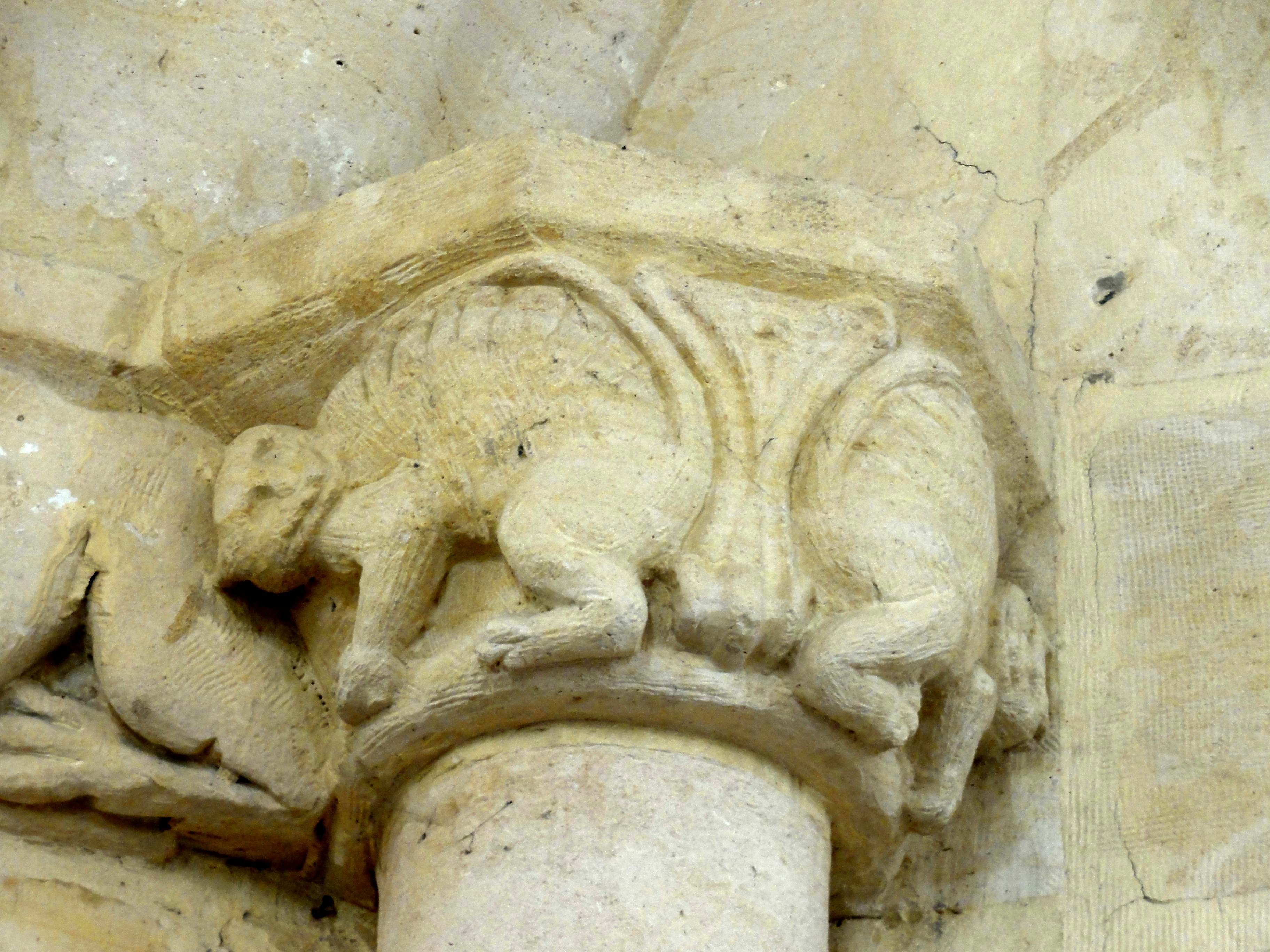
Chœur, chapiteau à gauche du chevet (angle nord-est).
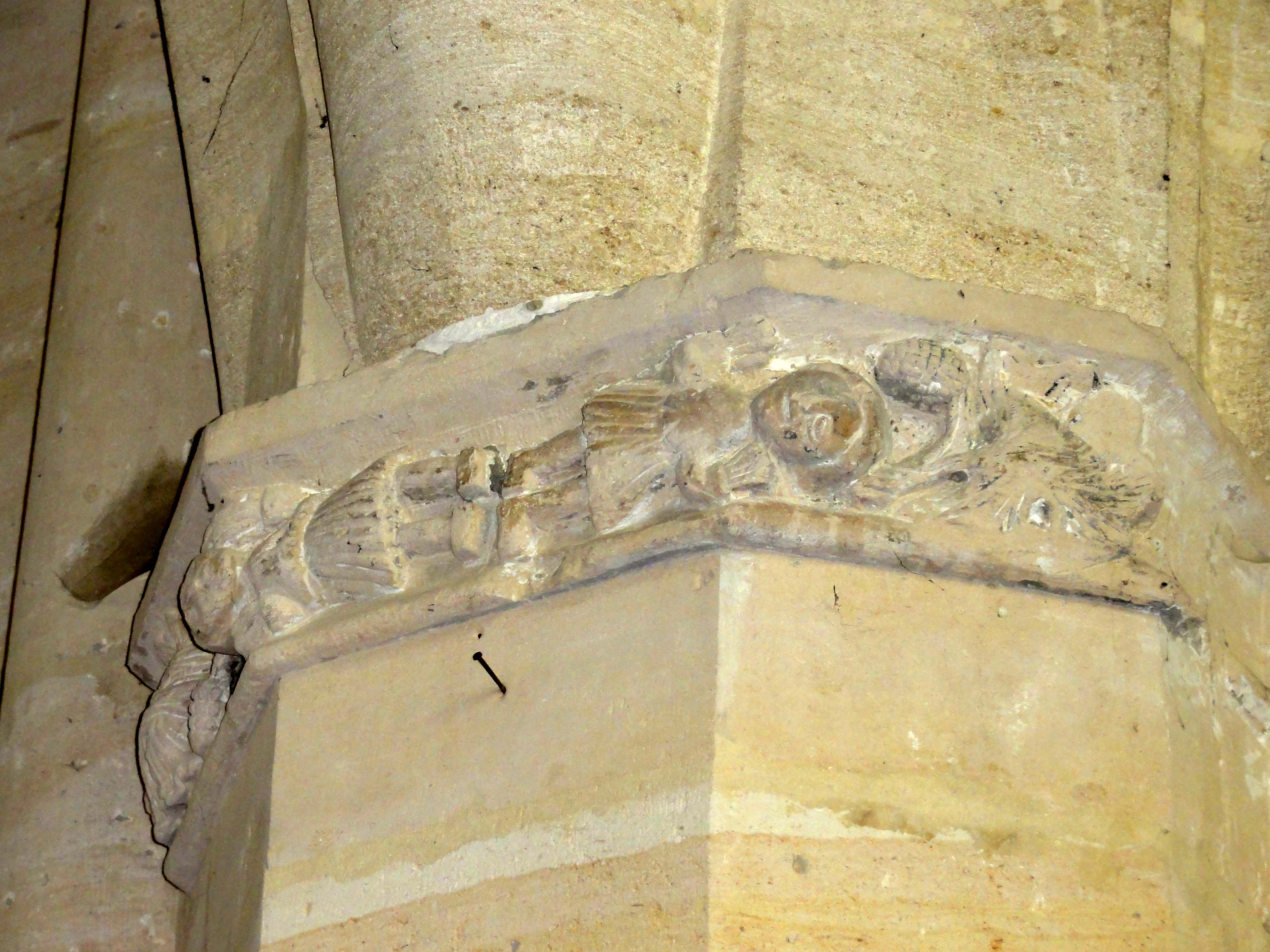
Frise à la fin des grandes arcades du sud.
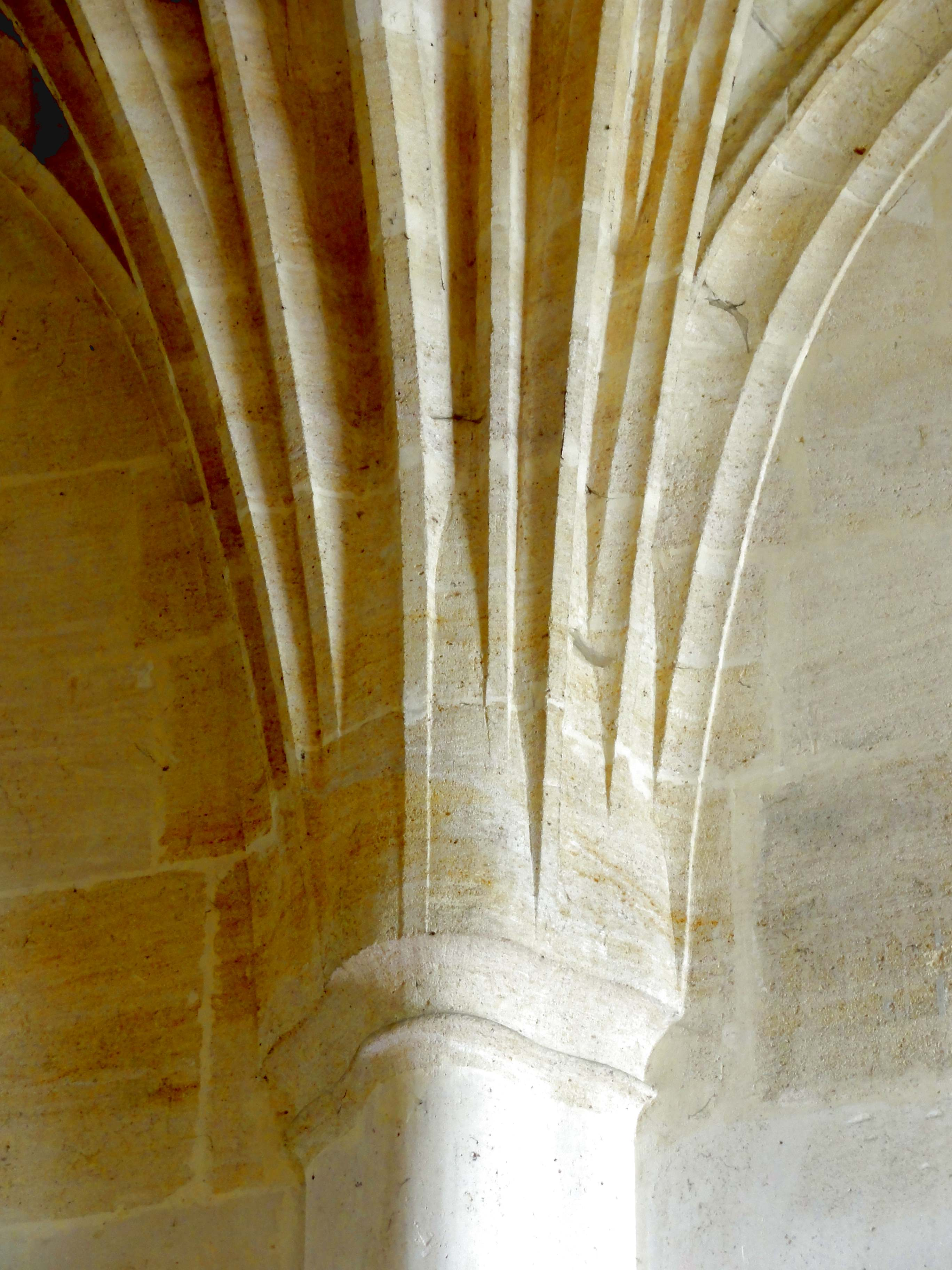
Retombée du 2e doubleau, côté sud.
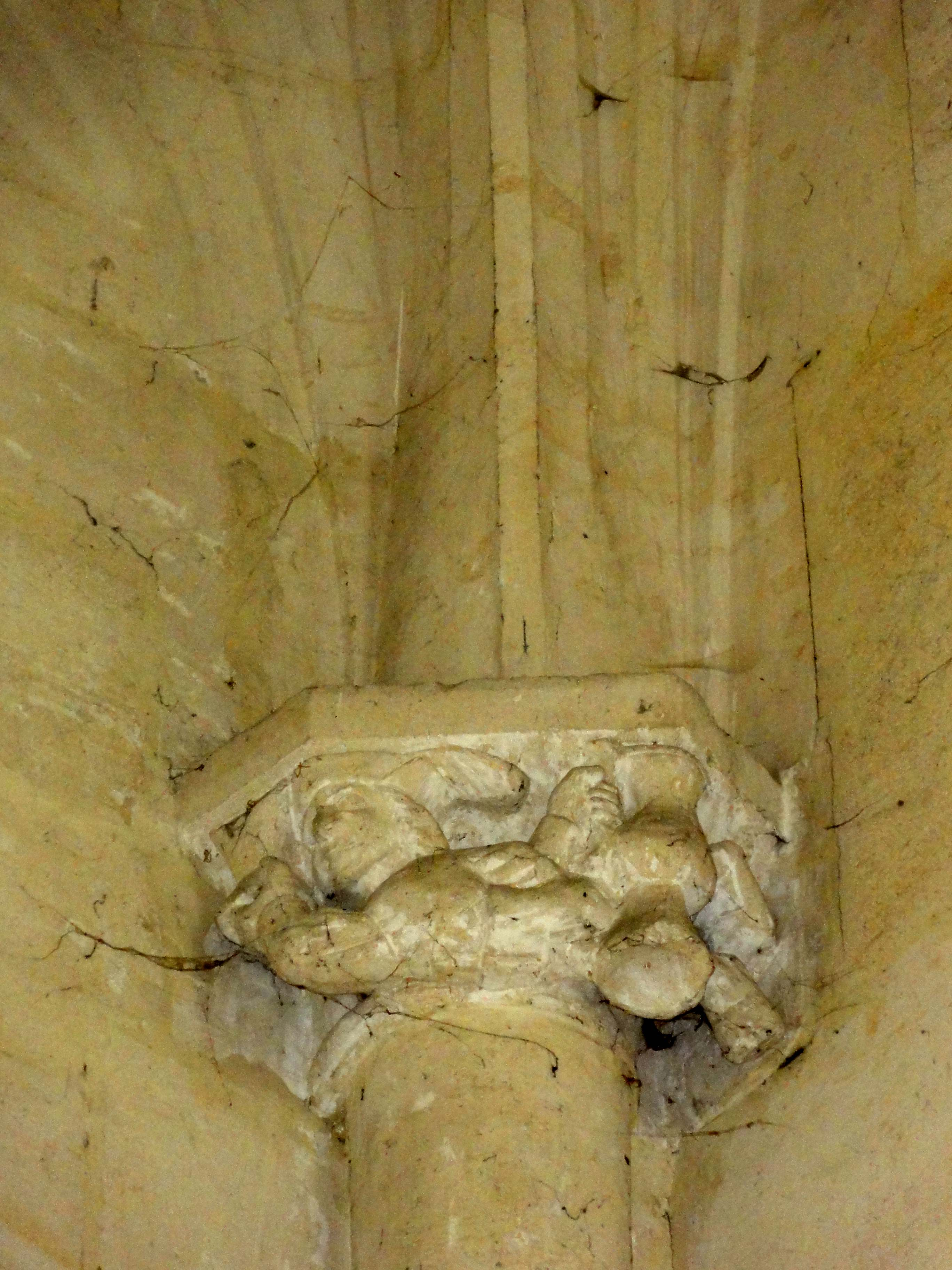
Chœur, chapiteau à droite du chevet (angle sud-est).
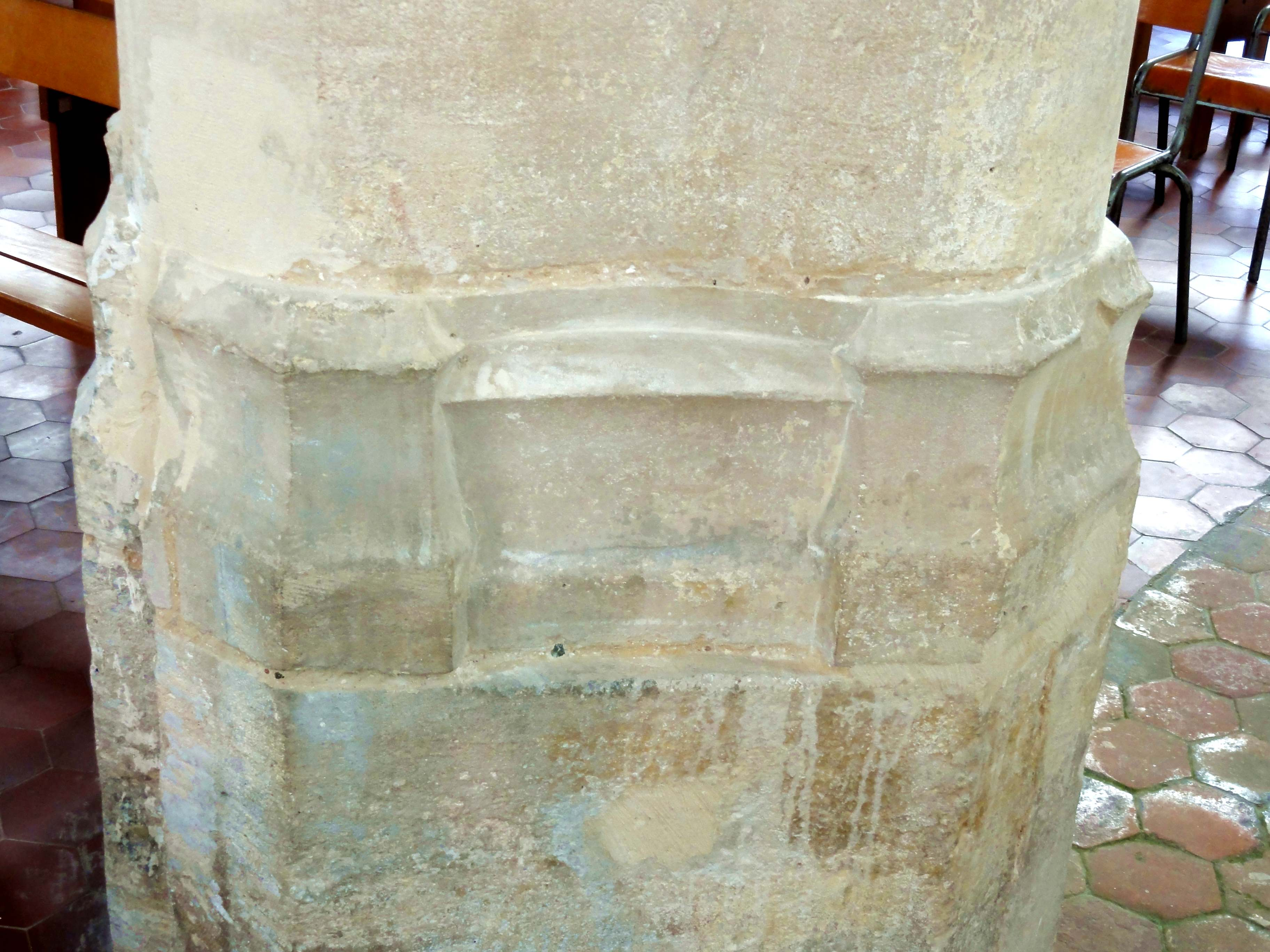
Base des piliers (sauf clocher).
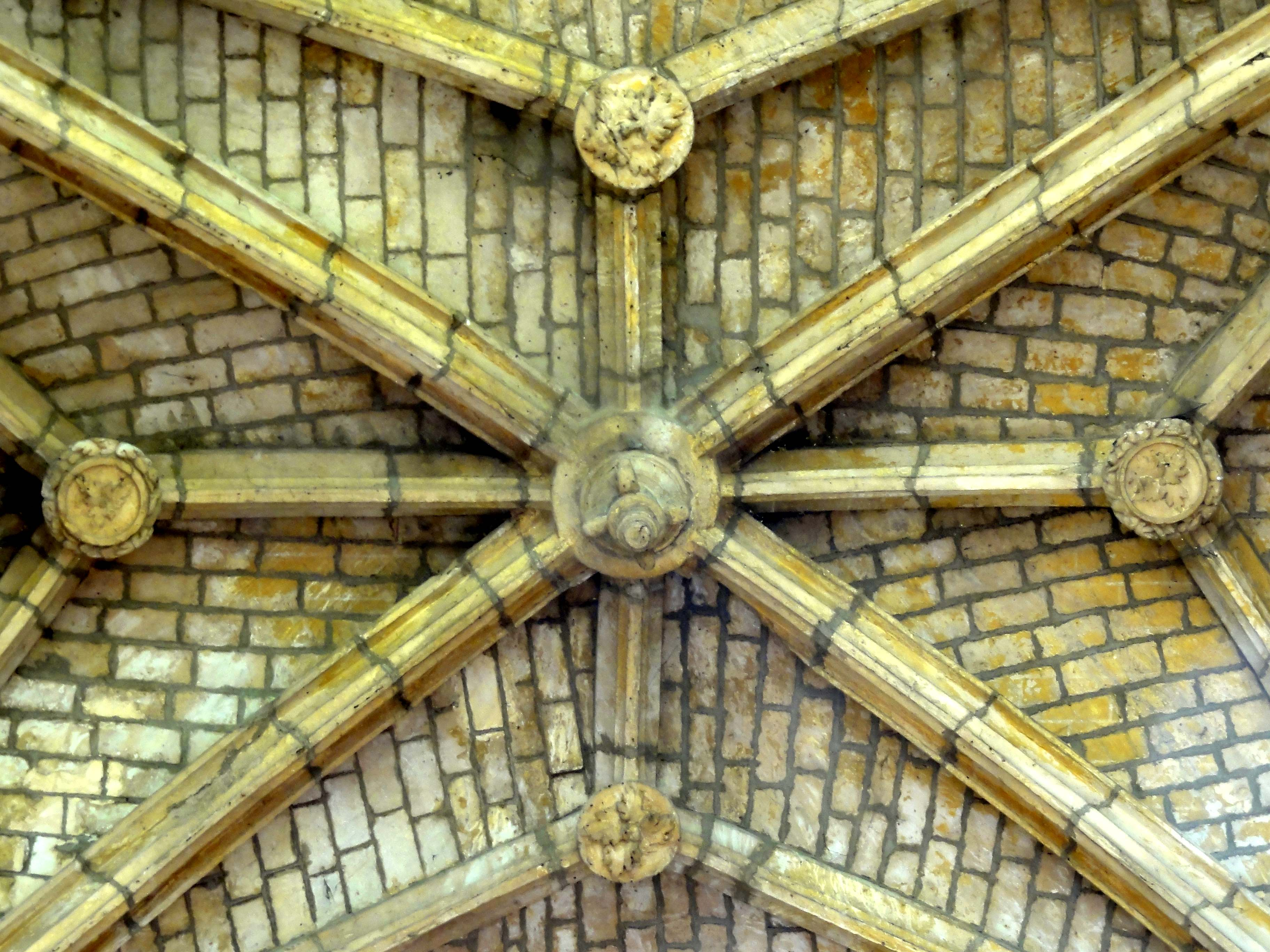
Clés de voûte de la première travée.

#### Base du clocher

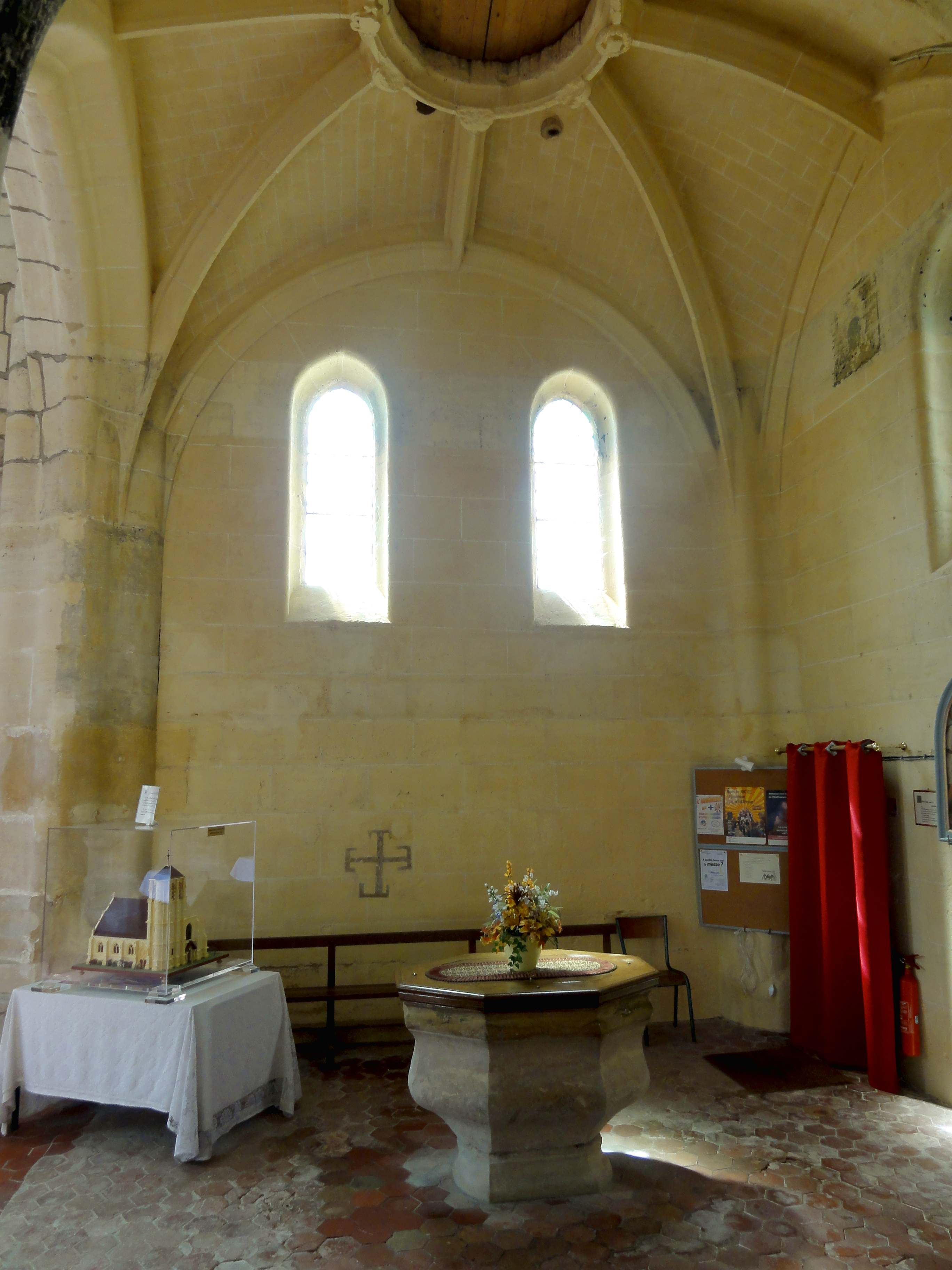
Vue vers l'ouest.

Le bas-côté nord est tout sauf homogène, mais les irrégularités constatées ne sont pas nuisibles à l'aspect esthétique. En tant que base du clocher, la première travée possède bien sûr des piliers renforcés d'un plus fort diamètre que les autres. Le seul pilier libre (soit la pile sud-est du clocher ou le premier pilier des grandes arcades du nord) est à huit ondulations, dont quatre larges ondulations, qui sont dédiées aux arcades et doubleaux, et quatre petites ondulations, qui correspondent aux ogives et formerets. Dans le même ordre d'idées, le premier doubleau intermédiaire du bas-côté est du même profil que les grandes arcades, alors que le profil des autres doubleaux est généralement assimilé à celui des ogives. Aux points d'interpénétration des ogives, le grand boudin de l'intrados est flanqué de courtes frises de feuillages très simples.
Comme fréquemment dans les bases de clocher, la voûte est percée d'un trou pour la montée des cloches en son centre, et agrémentée de quatre liernes du même profil que les ogives, mais pas de tiercerons. L'on n'a pas non plus oublié les formerets. Une nervure toujours du même profil encercle le trou de cloches, et des clés de voûte sont placées aux huit points de départ des ogives et liernes. Plusieurs parmi elles sont abîmées. Les autres sont des rosaces, ou arborent un écusson entouré d'une couronne de feuillages ou de quatre volutes. Le jour entre par deux fenêtres en arc brisé à l'ouest, et par une seule baie nettement désaxée vers la droite (vers l'est) au nord. L'ébrasement des baies est mouluré d'un tore relié à une doucine. Au sud, les bases prennent la forme de plinthes moulurées simples, déjà signalées dans le contexte de la nef. Au nord, les piliers engagés à trois renflements sont dépourvues de bases à proprement parler, mais seulement des plans inclinés qui assurent la transition du plan ondulé vers le plan rectangulaire ou à angle coupé des socles.
Dans son ensemble, la base du clocher offre une architecture recherchée, ce qui mérite d'être souligné car en raison de la charge à supporter par les piliers, l'architecture reste souvent purement fonctionnelle dans les bases des clochers (Baron, Boran-sur-Oise, Haravilliers, Montagny-Sainte-Félicité, Versigny).

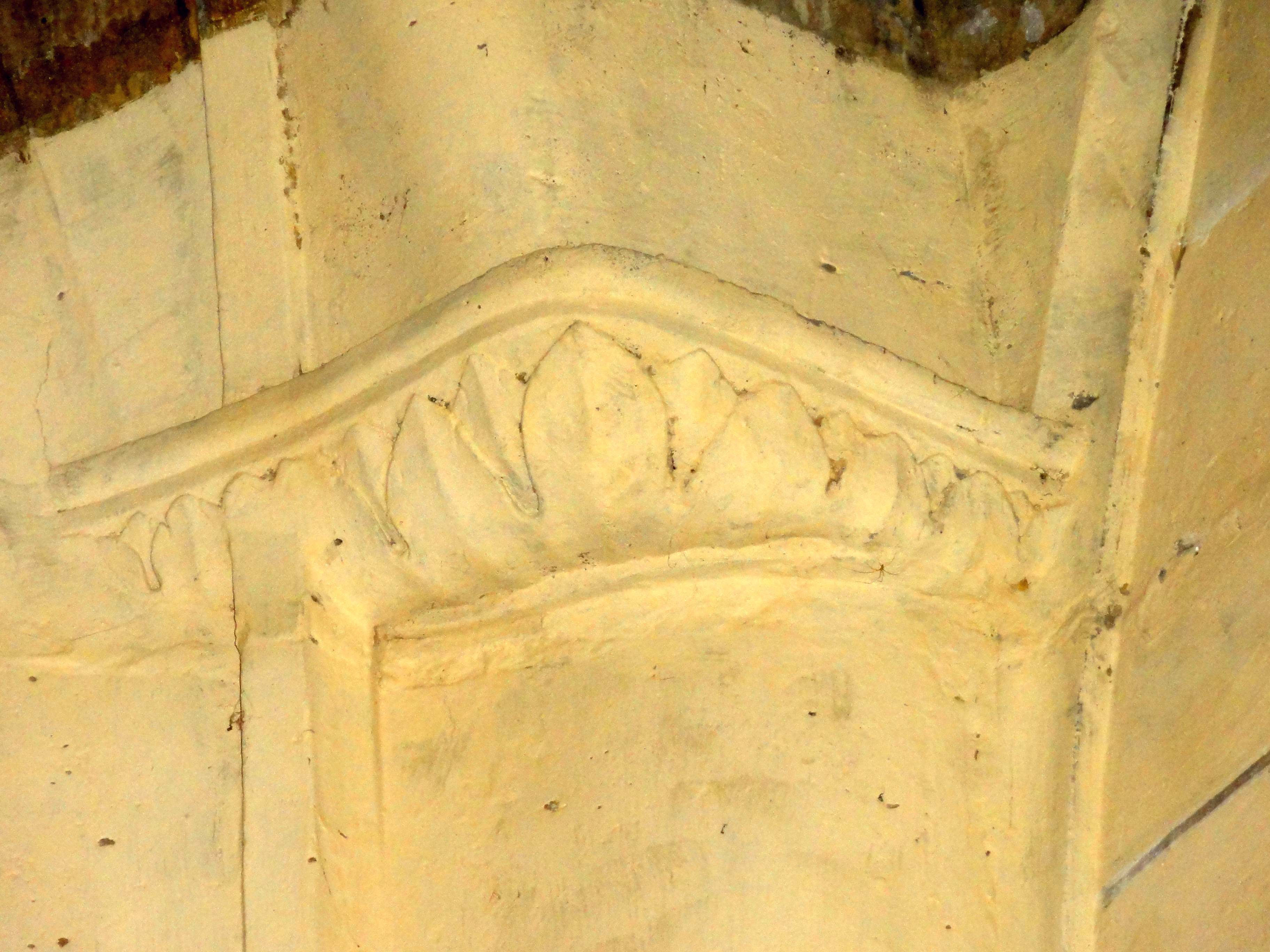
Frise du doubleau oriental.
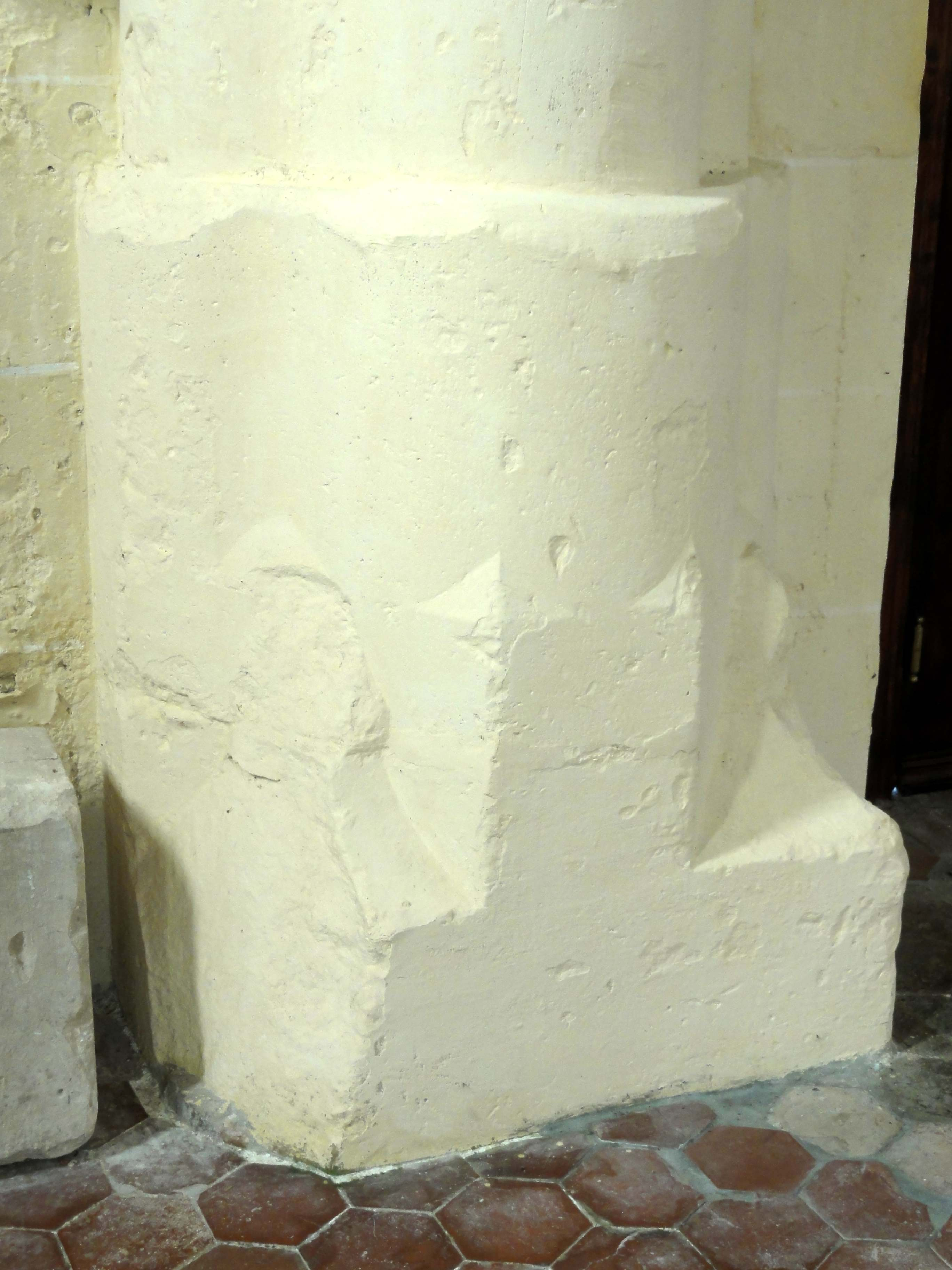
Base du même doubleau.
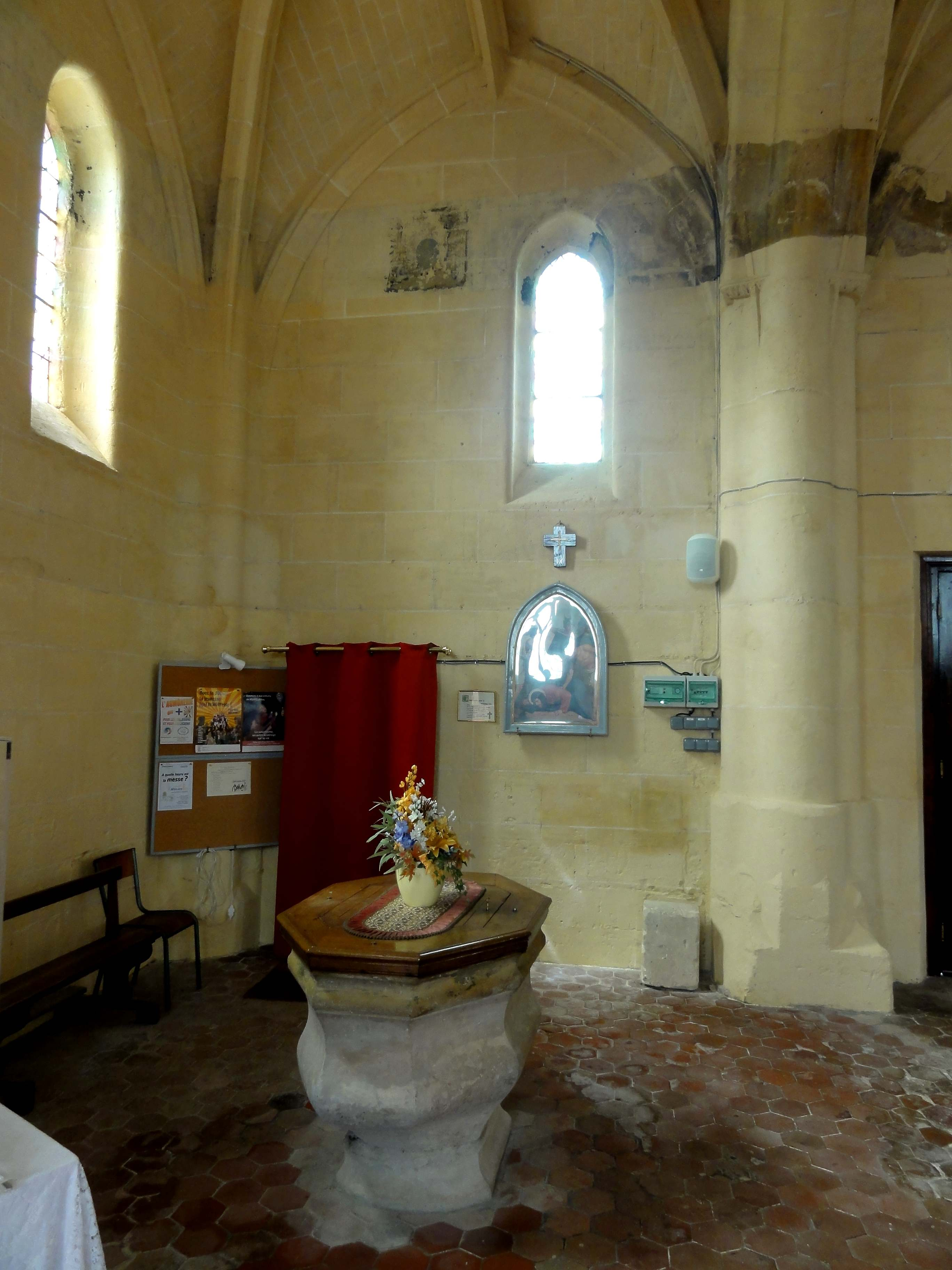
Vue vers le nord.
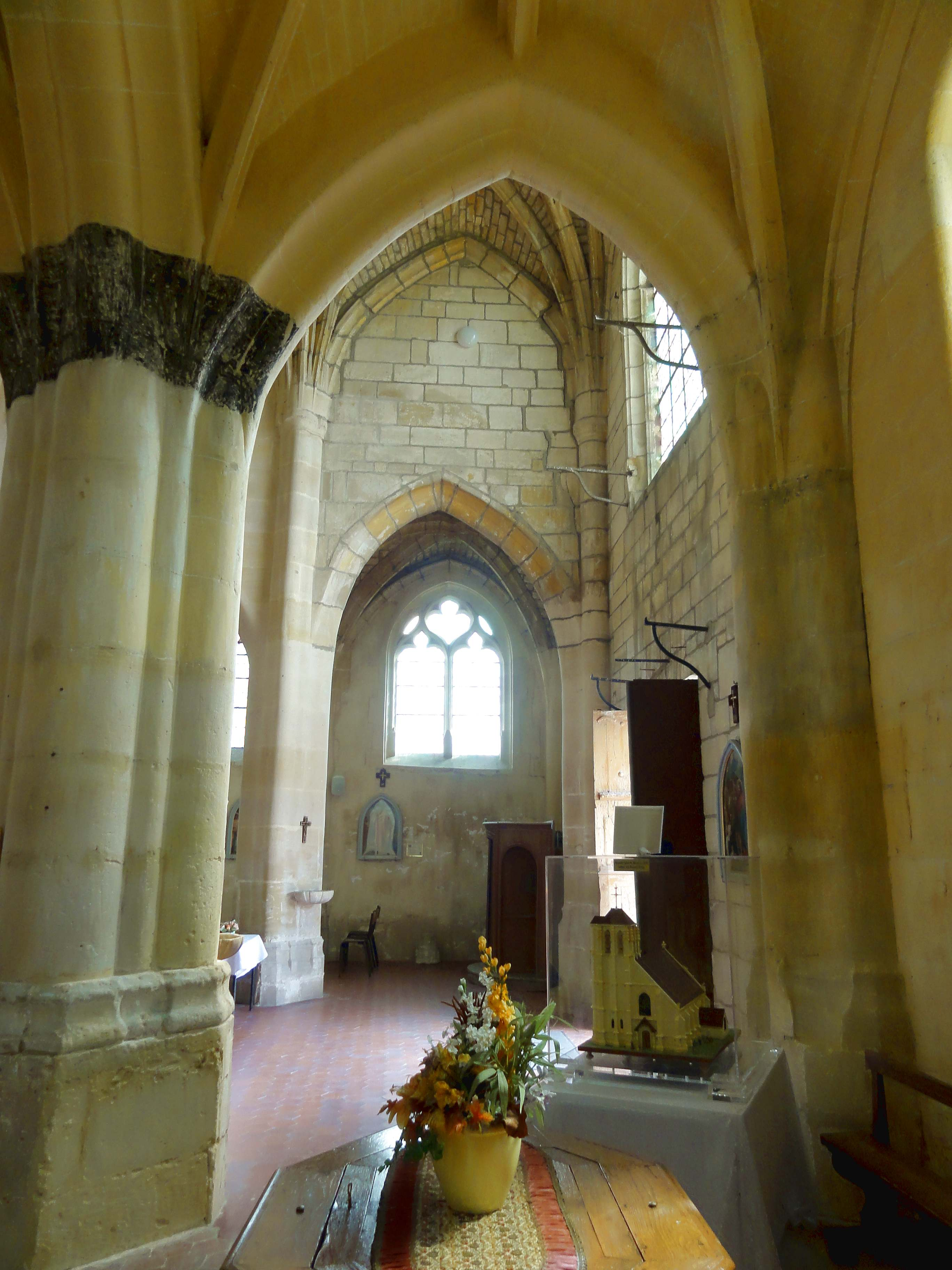
Vue vers le sud.
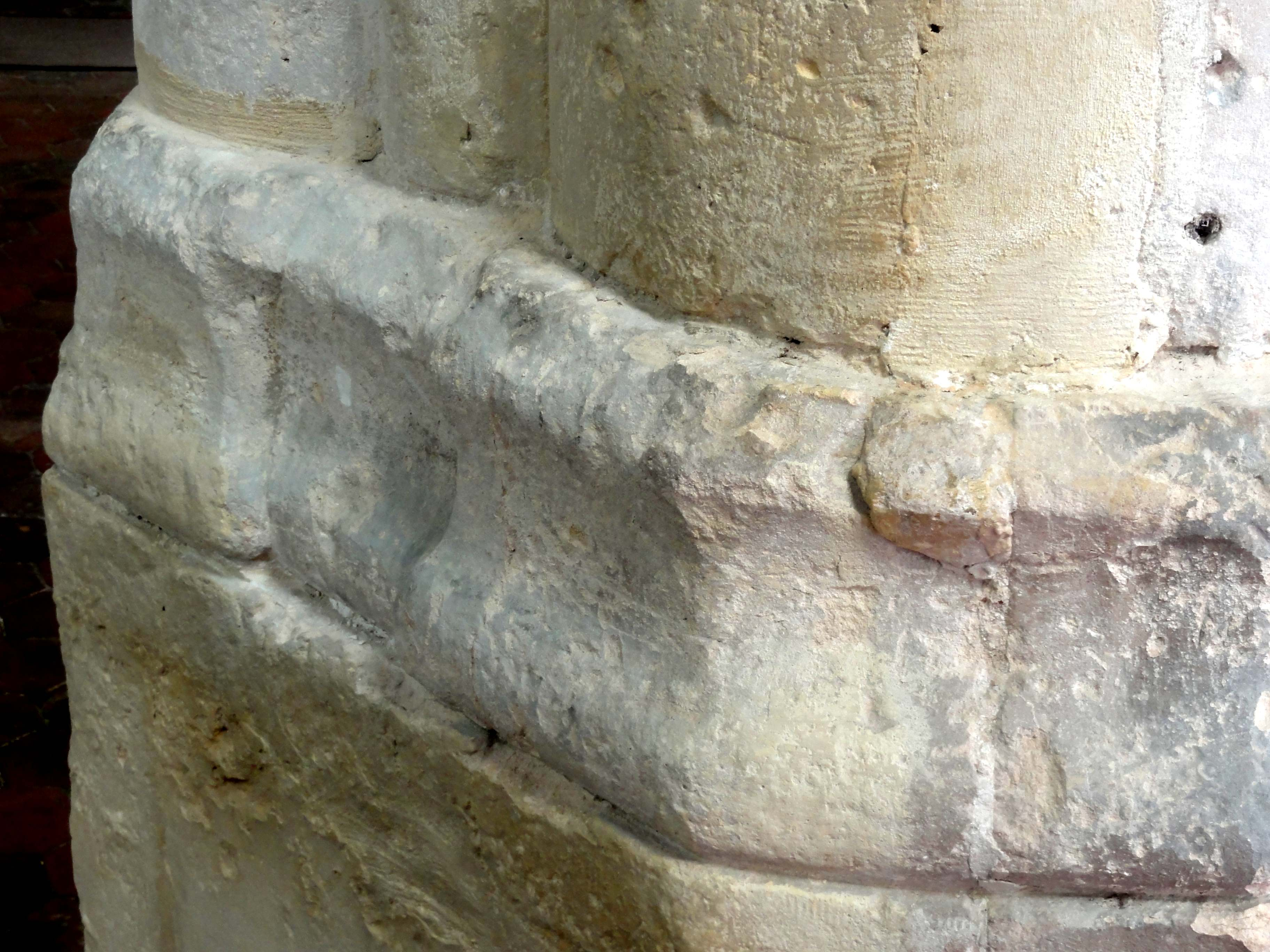
Base du pilier libre.
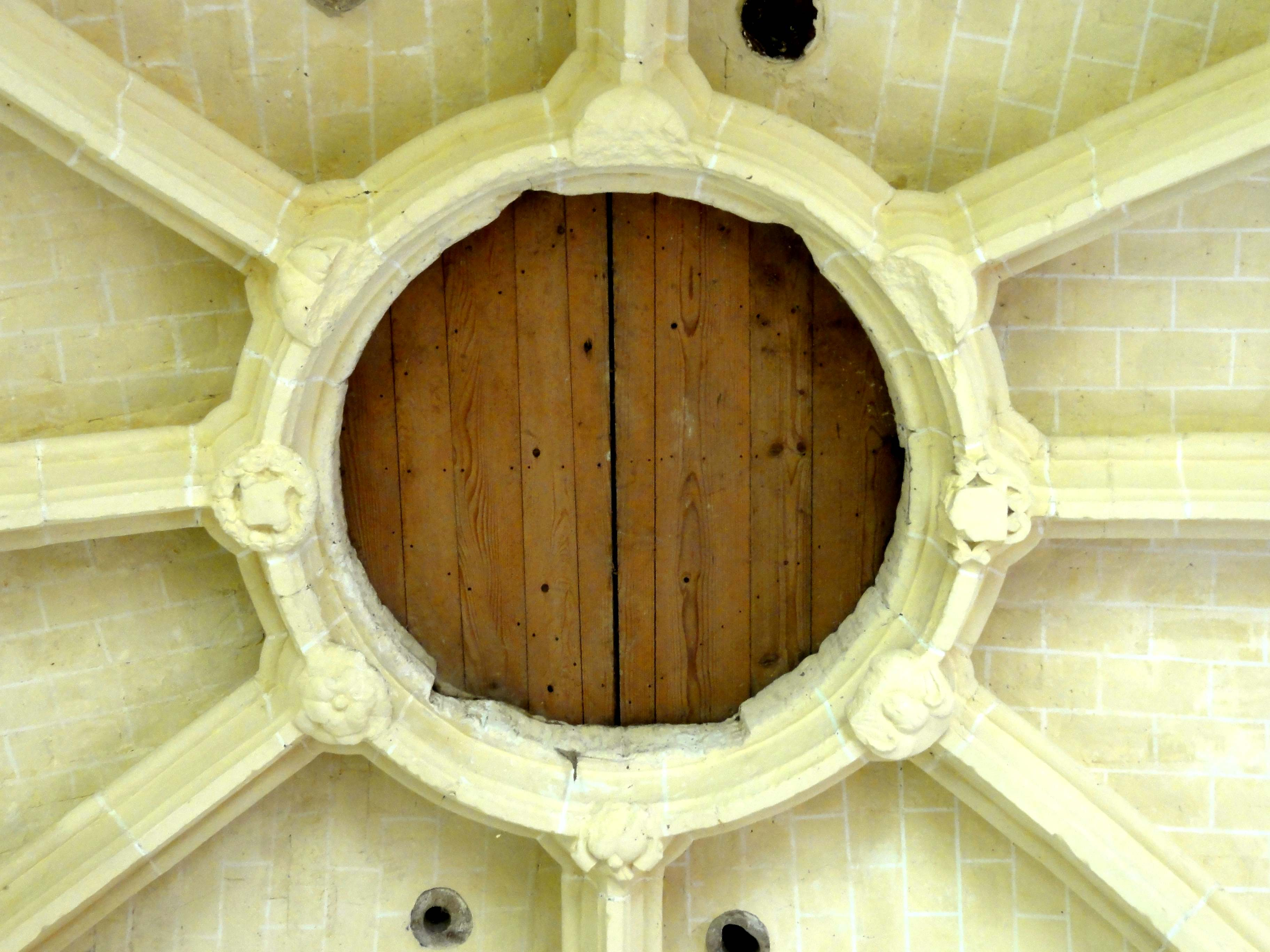
Clés de voûte.

#### Bas-côté nord

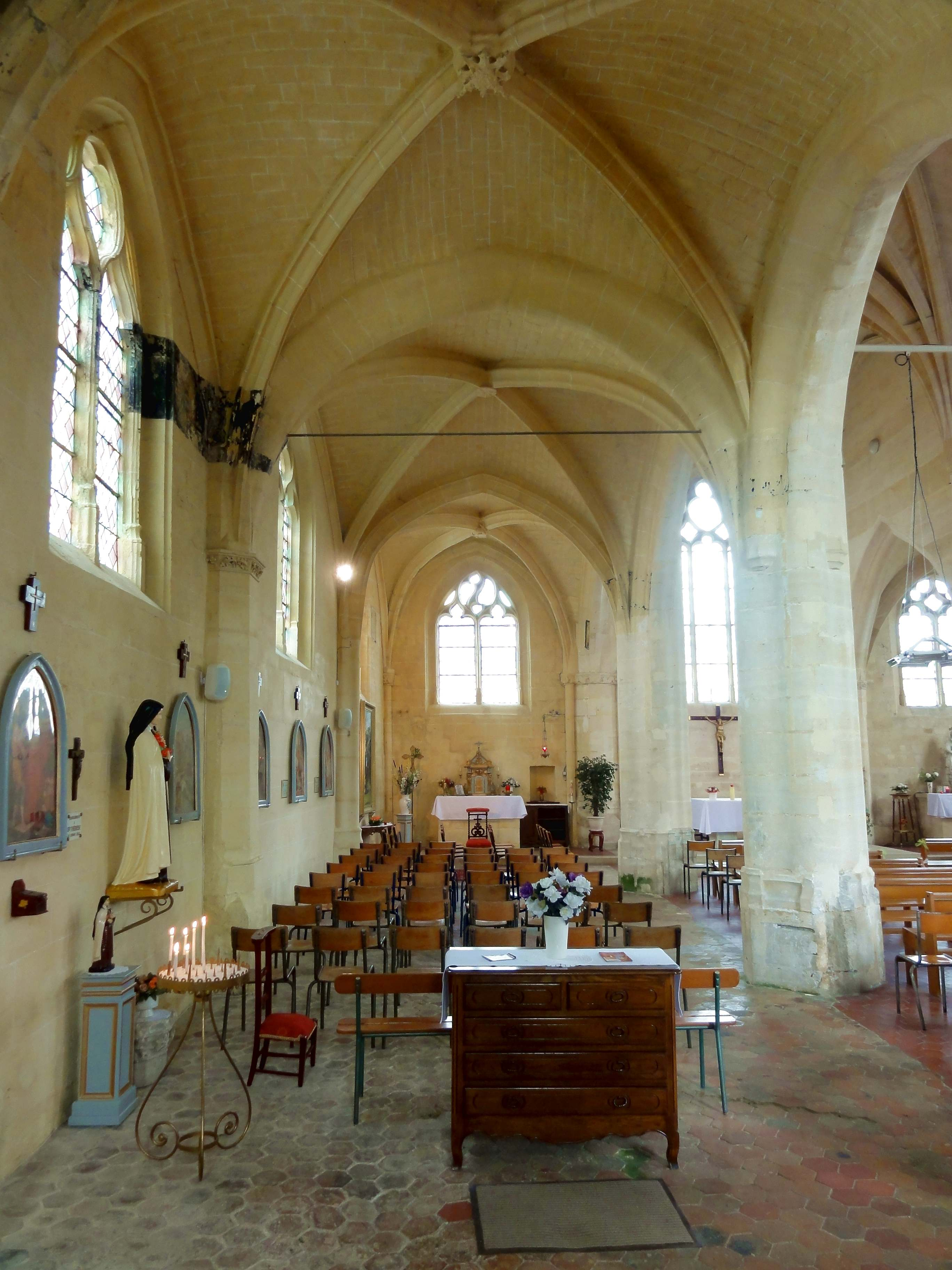
Vue vers l'est.

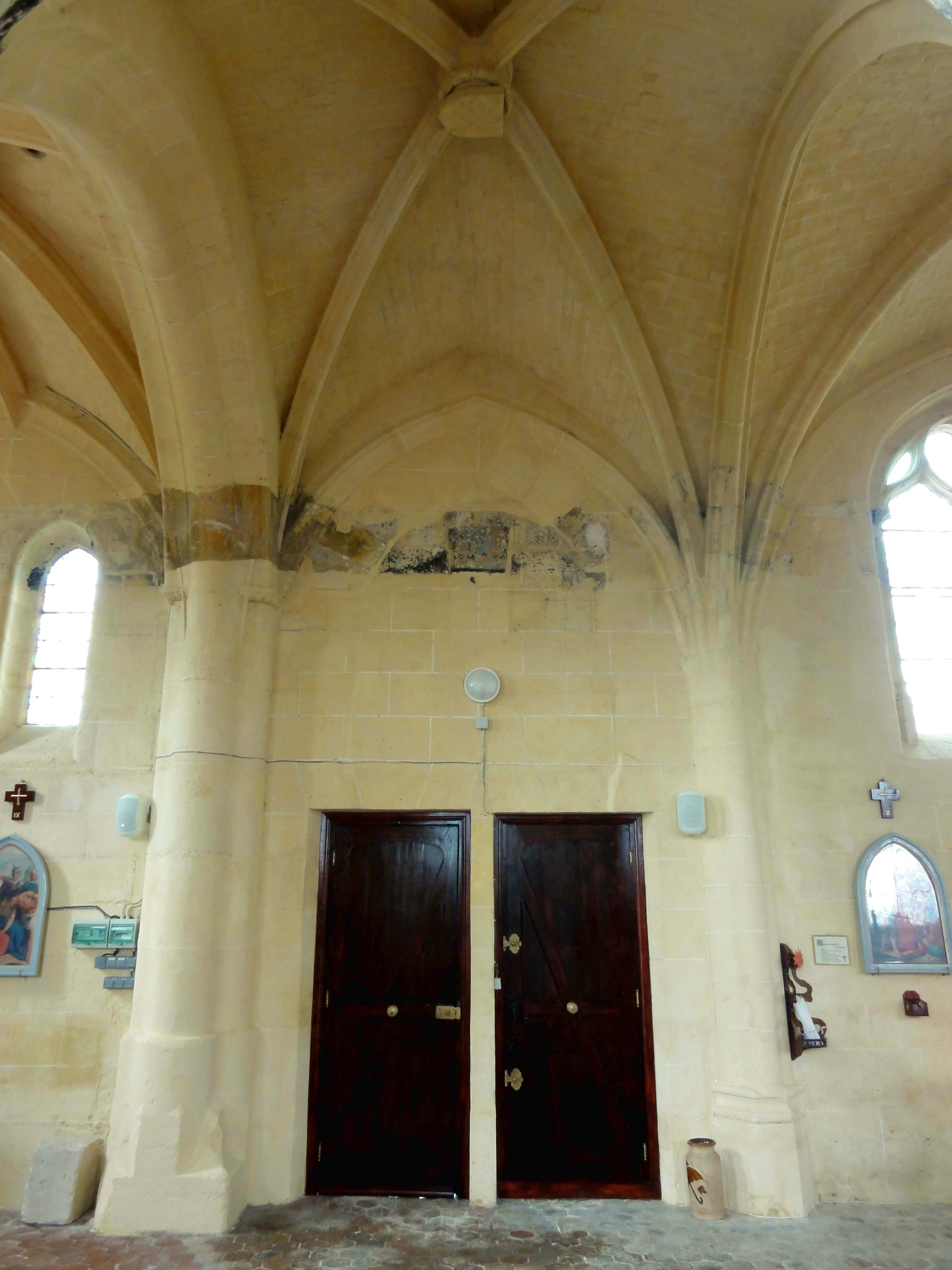
2e travée, élévation nord (portail latéral).

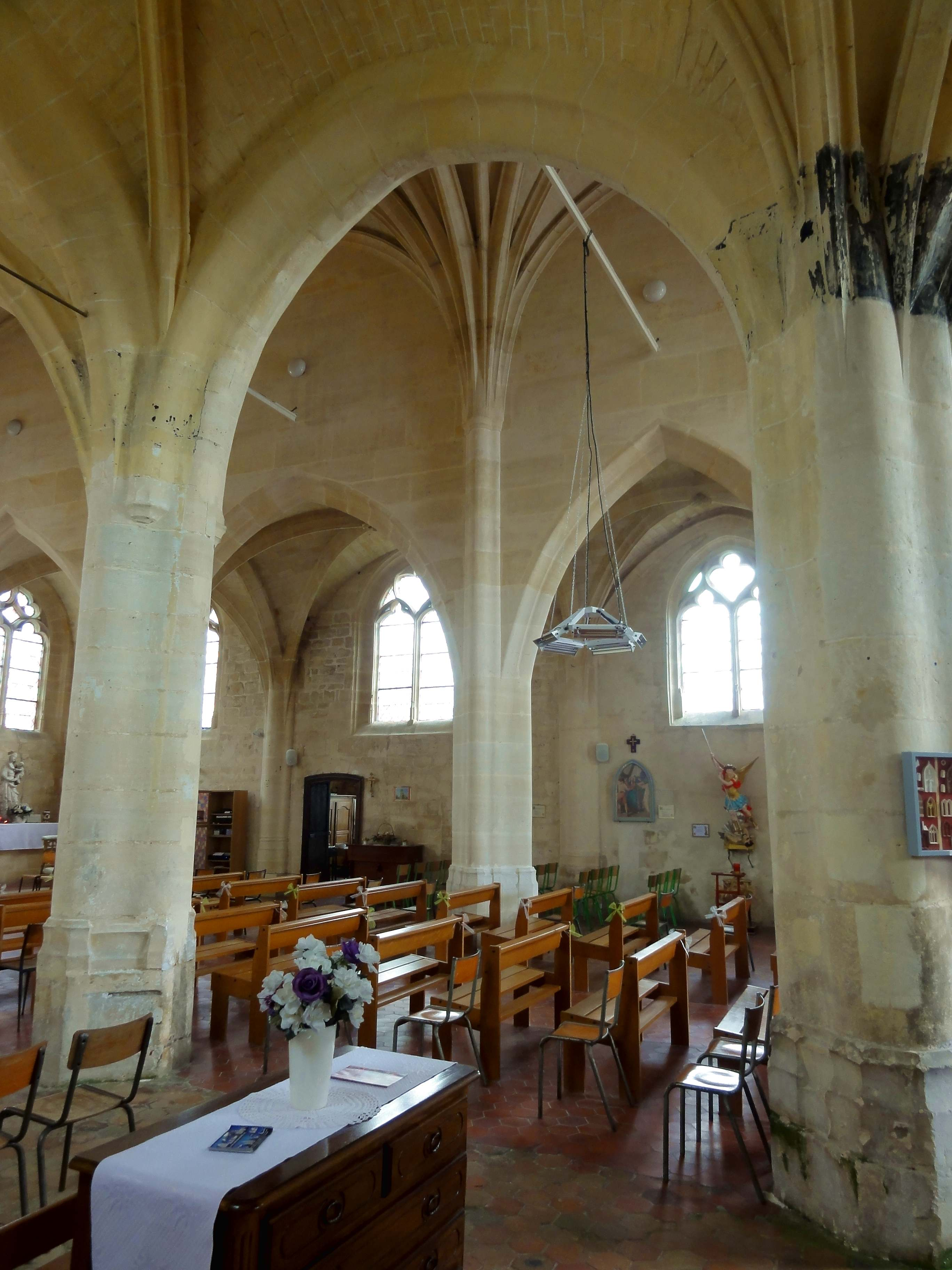
Vue par la 3e grande arcade.

De moitié plus large que son homologue au sud, le bas-côté nord est moins élancé que la nef, mais il est de dimensions généreuses, et équivalent aux nefs des églises les plus modestes. La courte travée qui succède à la base du clocher ne comporte pas de fenêtre en raison de la présence du portail latéral à deux portes, dont les contours du tympan sont visibles à l'intérieur, et donnent à penser qu'il était initialement ajouré. Le réseau plaqué du tympan pourrait en effet correspondre au remplage d'une fenêtre. Au-dessus de cette fenêtre bouchée, le formeret de la voûte accuse le même tracé en tiers-point, mais est situé trop bas pour remplir sa mission. La lunette de la voûte en est donc distincte, et adopte un tracé plus aigu.
La base à l'intersection de la deuxième et de la troisième travée appartient au même type que la base de la pile sud-est du clocher (côté nef), mais la plinthe comporte ici des boudins anormalement épais. Le pilier ondulé engagé associé à cette base est tout à fait régulier, et mais le doubleau correspondant ne l'est pas : au sud de sa clé d'arc, il est formé par trois tores accolés, ce qui est un profil associé au style gothique rayonnant. Au nord, le profil devient flamboyant, mais en comparant le gabarit, l'on voit clairement que les facettes concaves ont pu être obtenues en retaillant le doubleau torique existant. Il en va de même des deux ogives attenantes de la troisième travée, qui accusent un tore entre deux baguettes. La clé de voûte, fortement mutilée, est une étoile formée par des têtes trilobées disposées autour d'une rosace. Cette clé ajourée est placée devant un orifice, dont la bordure est torique à l'ouest, et méplate, garnie d'un listel, à l'est. En conclusion, la voûte de la troisième travée subsiste de toute évidence de la précédente église, au moins en partie, même si les supports ont été modifiés ou repris en sous-œuvre. L'on peut encore ajouter qu'il manque aux ogives les deux arêtes saillantes qui les délimitent des voûtains. Ce profil simplifié, qui est à peu près celui des liernes de la nef, se rencontre aussi dans la troisième et la quatrième travée. La clé de voûte est un écusson bûché à la Révolution, placé devant une couronne de feuillages.
En ce qui concerne le pilier engagé à l'intersection avec la quatrième travée, il est de plan rectangulaire aux angles abattus, et s'apparente aux piliers engagés à la fin des grandes arcades, au droit du chevet, qui sont issus de la transformation des supports du XIIIe siècle. Comme au chevet, le maître d'œuvre de la première campagne de reconstruction a jugé nécessaire de le doter d'une frise, qui est ici sculptée de maigres feuilles frisées dans le style du XIVe siècle, sans personnages ou chimères. Le tailloir est torique, et la scotie est une mince baguette, ce qui souligne la persistance de l'influence gothique rayonnante. La base, fortement mutilée, est une plinthe au profil d'une fine moulure concave, d'un cavet et d'une baguette, en parfaite cohérence avec la frise. Le socle comporte ici une transition vers un plan rectangulaire moyennant des plans inclinés, comme à la retombée du premier doubleau intermédiaire. L'on peut imaginer que ce dernier doubleau était initialement muni d'une base identique. Pour venir au doubleau associé à la frise et à la base évoquées, il adopte curieusement le profil épais des grandes arcades, ce qui ne se justifie guère à cet emplacement, si ce n'est, une fois de plus, par le remaniement d'une structure plus ancienne. Le dossier de protection formule l'hypothèse de l'existence ancienne d'un transept, et les arcades ouvrant sur les croisillons sont généralement de la même nature que les grandes arcades. La retombée de la grande arcade de la troisième travée du côté est réserve une autre irrégularité. Sur sa moitié est, l'arcade est plus épaisse qu'à l'accoutumée, et seul le gros boudin de l'intrados peut se fondre directement dans le pilier. Le rang de claveaux supérieur est reçu sur deux culots engagés dans le pilier, comme dans la nef de Brie-Comte-Robert, où ces culots sont même sculptés.
Dans la quatrième travée, la clé de voûte est un disque arborant une sorte de soleil stylisé entouré de seulement huit rayons. Des clés aussi simples, pratiquement frustes, règnent également dans le bas-côté sud. Ensuite, le dernier doubleau intermédiaire du bas-côté nord est le seul de ce côté qui ne présente aucune irrégularité, ni sur le plan du profil, ni sur le plan des supports. La base est semblable à la précédente, mais il lui manque la baguette inférieure, et le socle ne transite pas vers un plan rectangulaire, et est du même type qu'au nord du deuxième doubleau intermédiaire. La clé de voûte de la cinquième travée est la plus aboutie dans les deux bas-côtés de l'église. Il s'agit d'un écusson couronné porté par deux anges. Les insignes héraldiques ont été burinés à la Révolution. Les ogives affichent ici le profil « complet » que l'on observe dans la nef. La cinquième travée n'est pour autant pas complètement régulière, car au chevet, les ogives et formerets sont reçus sur deux chapiteaux du début du XVe siècle placés sur les fûts du XIIIe siècle. Celui dans l'angle nord-est affiche un médaillon contenant le portrait d'un homme de profil, et des feuillages de part et d'autre. Le chapiteau qui lui fait face au sud est du même type, mais le médaillon figure ici une femme. Il pourrait s'agir du seigneur qui finança les travaux de reconstruction du début du XVe siècle et de son épouse. Marques de vanité, de tels portraits sont en principe incongrus dans une église, et ce n'est qu'à travers leurs blasons ou des représentations sur des tableaux et vitraux que les donateurs se rappellent généralement à la postérité. Mais la décadence des ordres religieux sous la guerre de Cent Ans montre bien que des transigeances avec les principes moraux chrétiens n'ont rien d'extraordinaire à l'époque. Restent à signaler les fenêtres, qui sont à deux lancettes trilobées, surmontées d'un grand soufflet entre deux mouchettes, ou de deux soufflets dissymétriques imbriqués entre deux mouchettes, en ce qui concerne la baie du chevet. Ces réseaux sont stylistiquement cohérents avec la grande baie au chevet du vaisseau central.

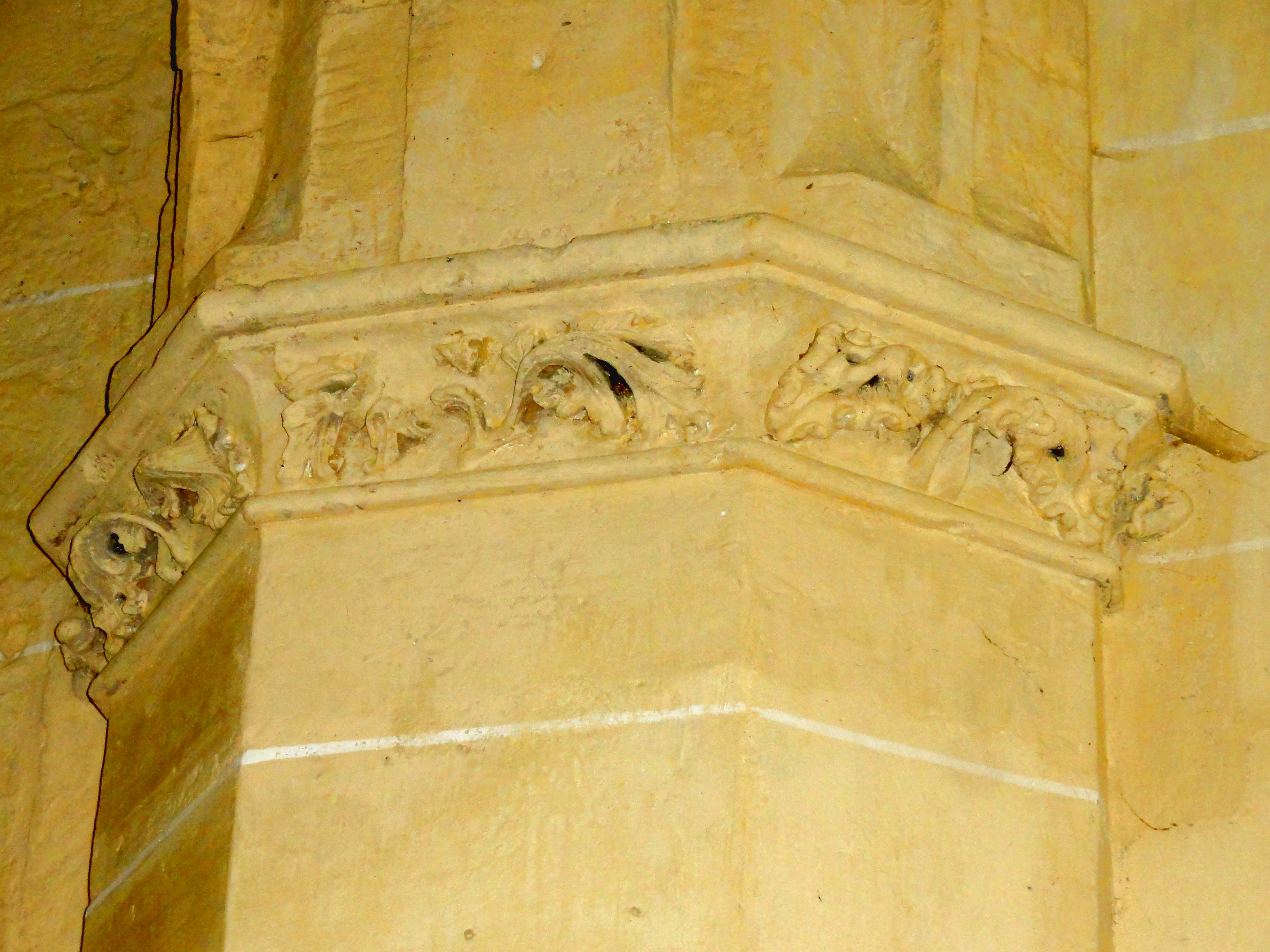
Frise au nord du 3e doubleau.
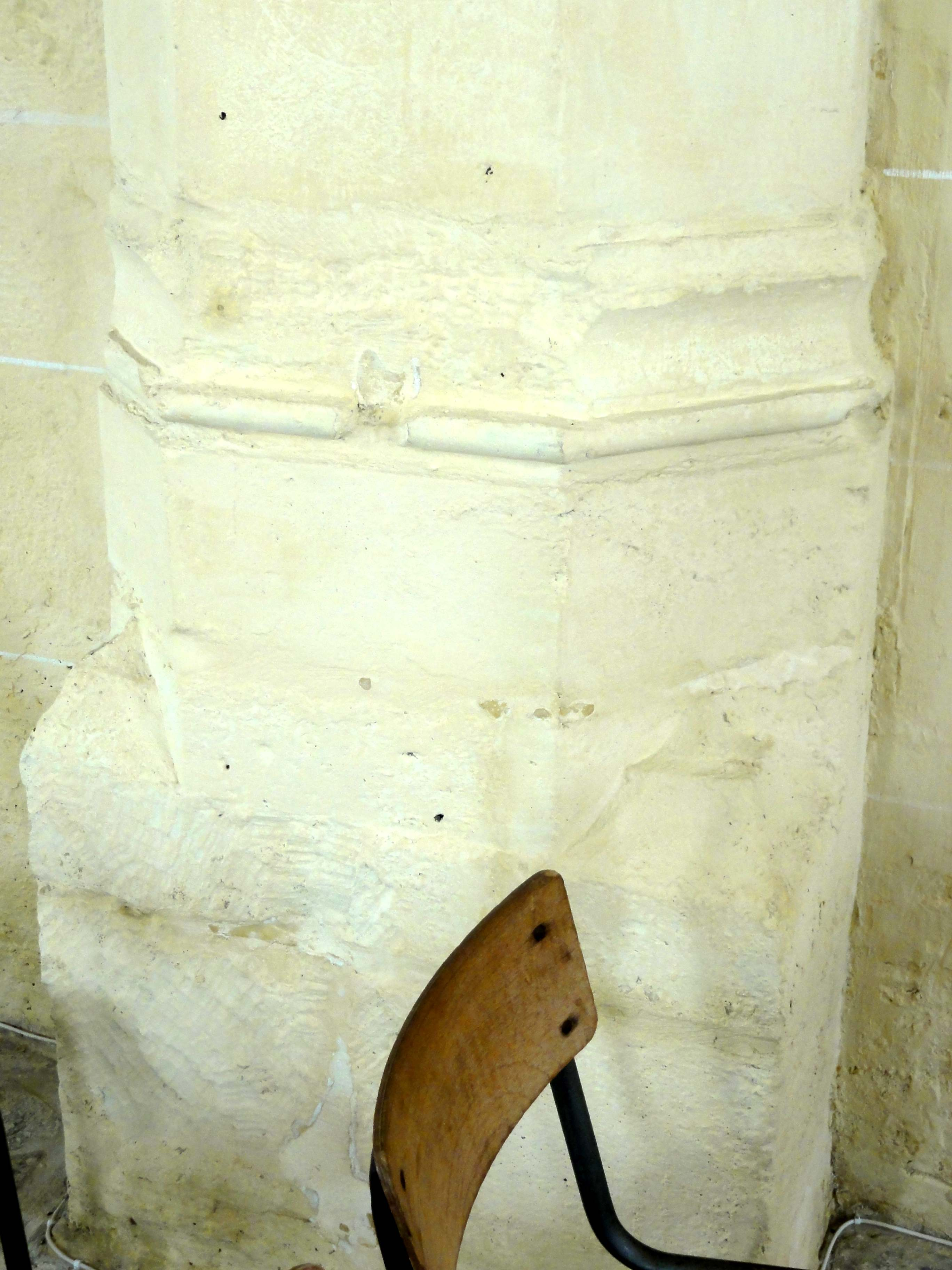
Base au nord du 3e doubleau.
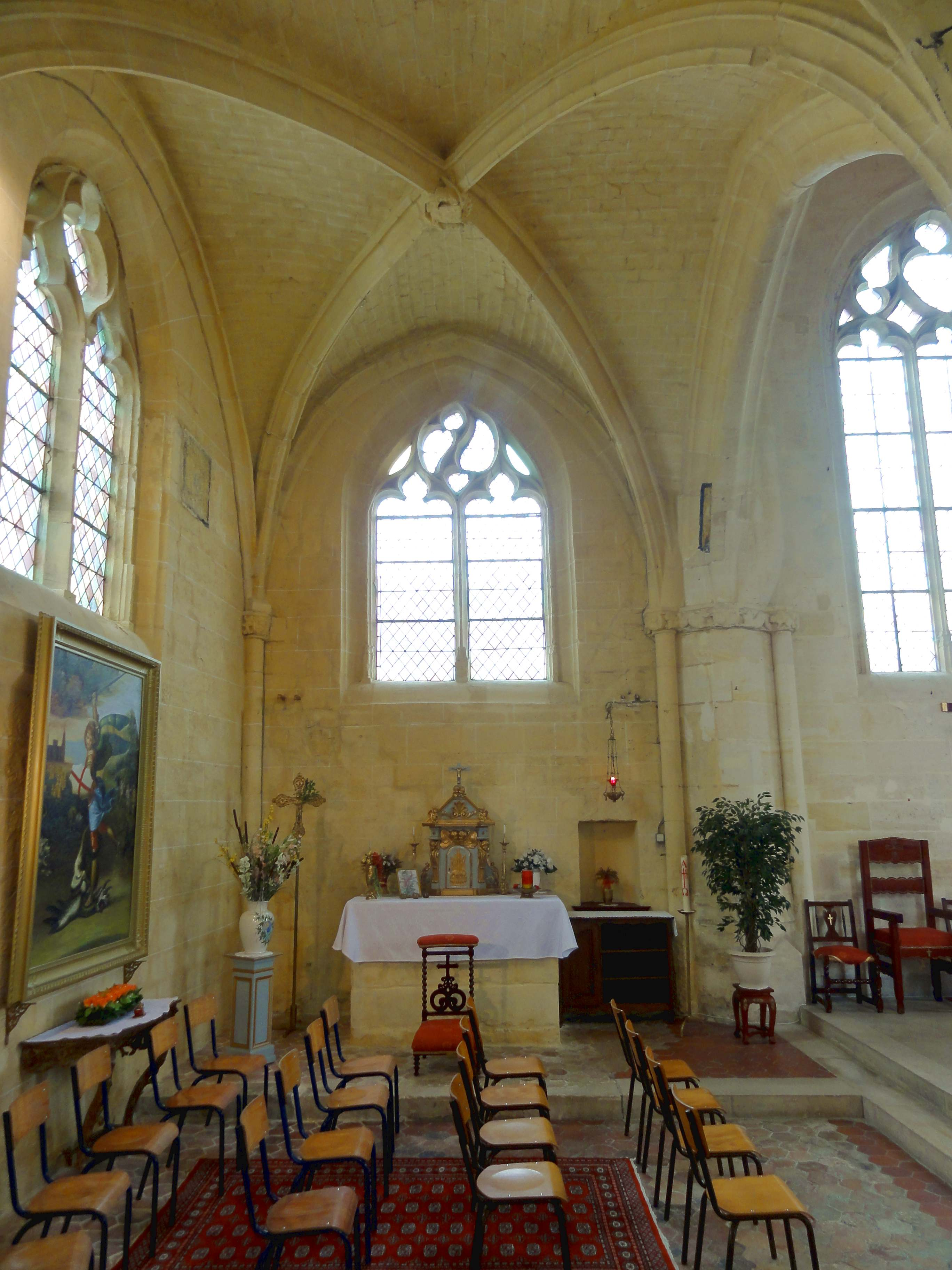
5e travée, vue vers l'est.
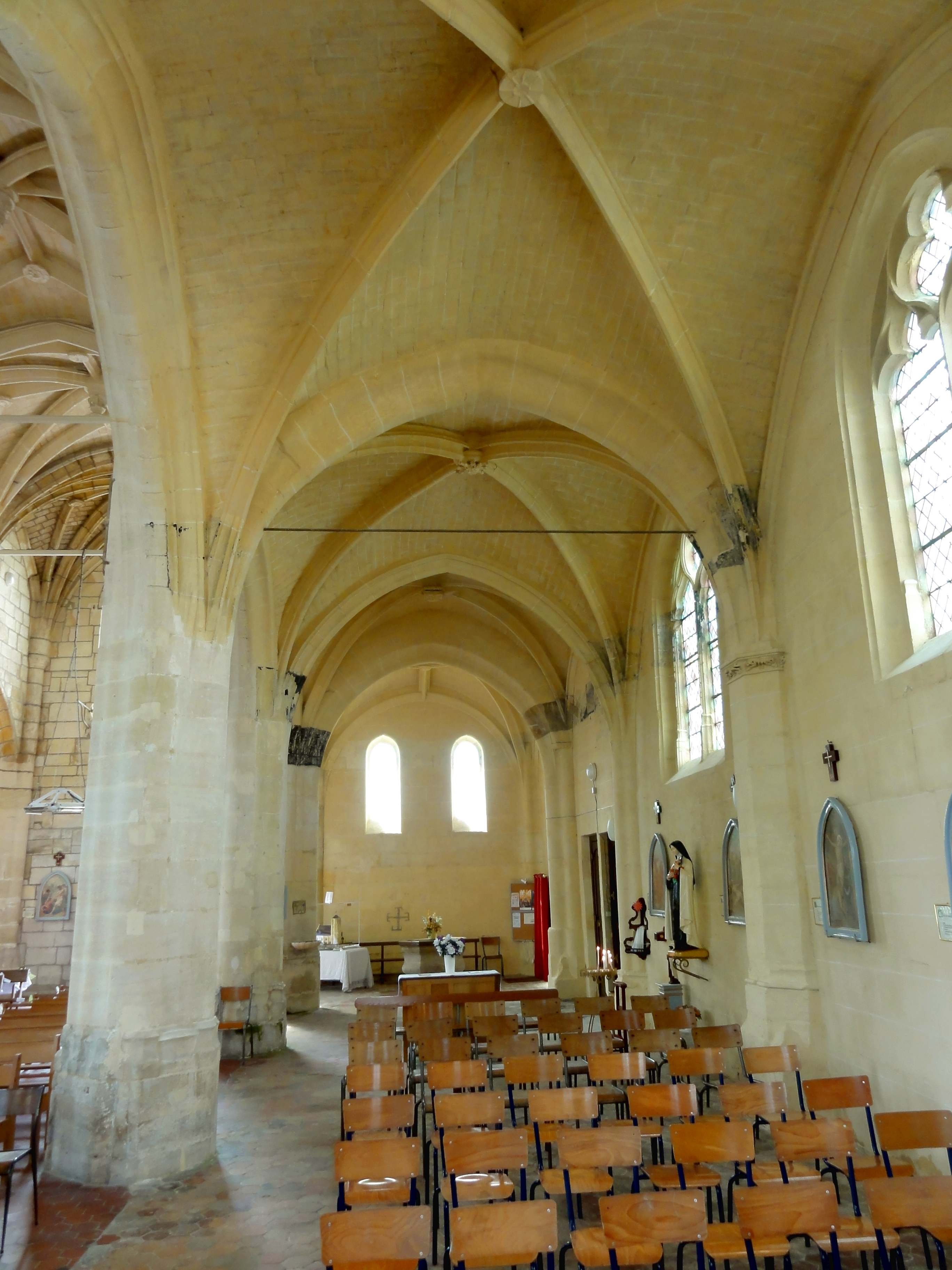
4e travée, vue vers l'ouest.
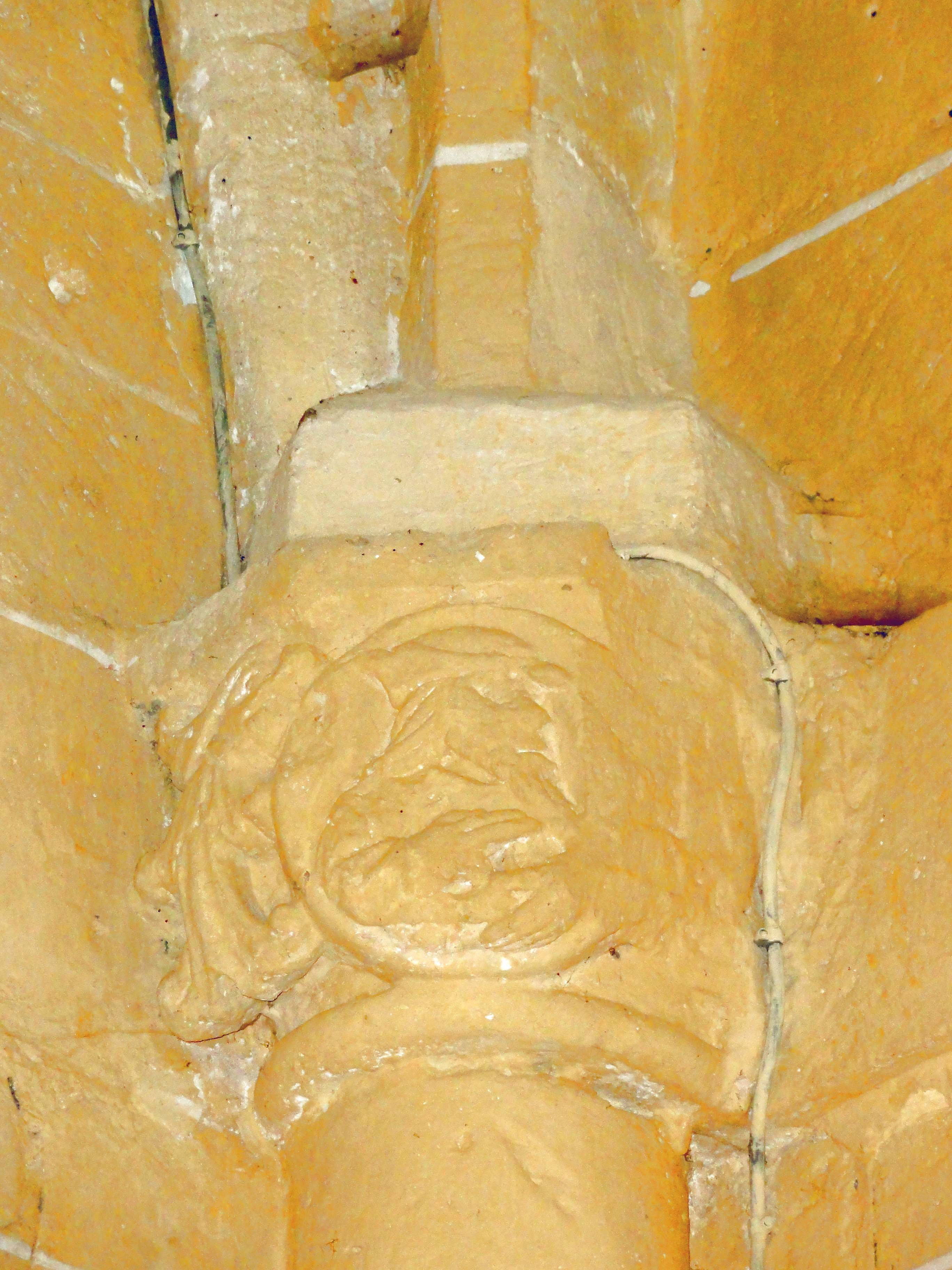
Chapiteau dans l'angle nord-est.
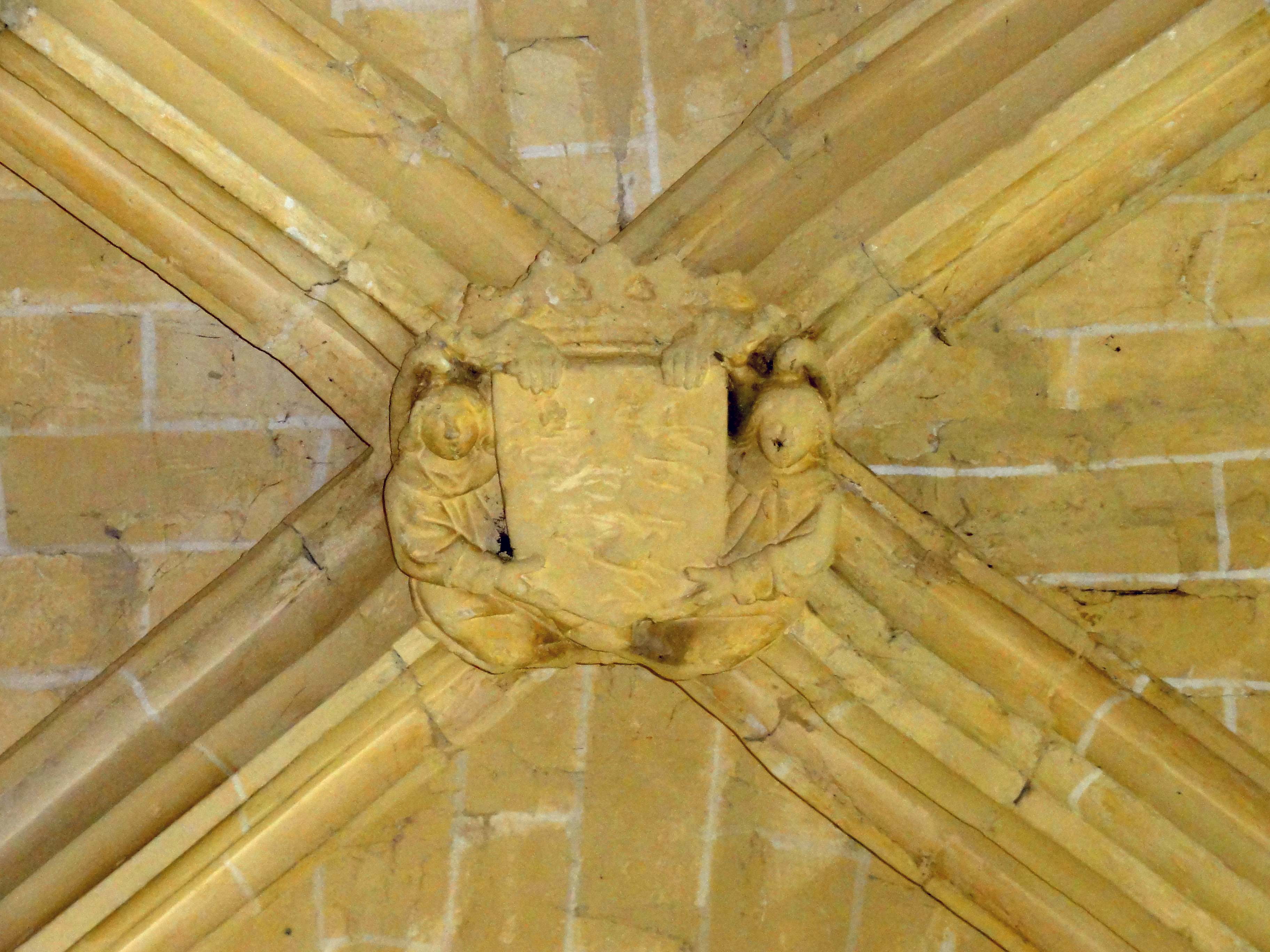
Clé de voûte de la 5e travée.

#### Bas-côté sud

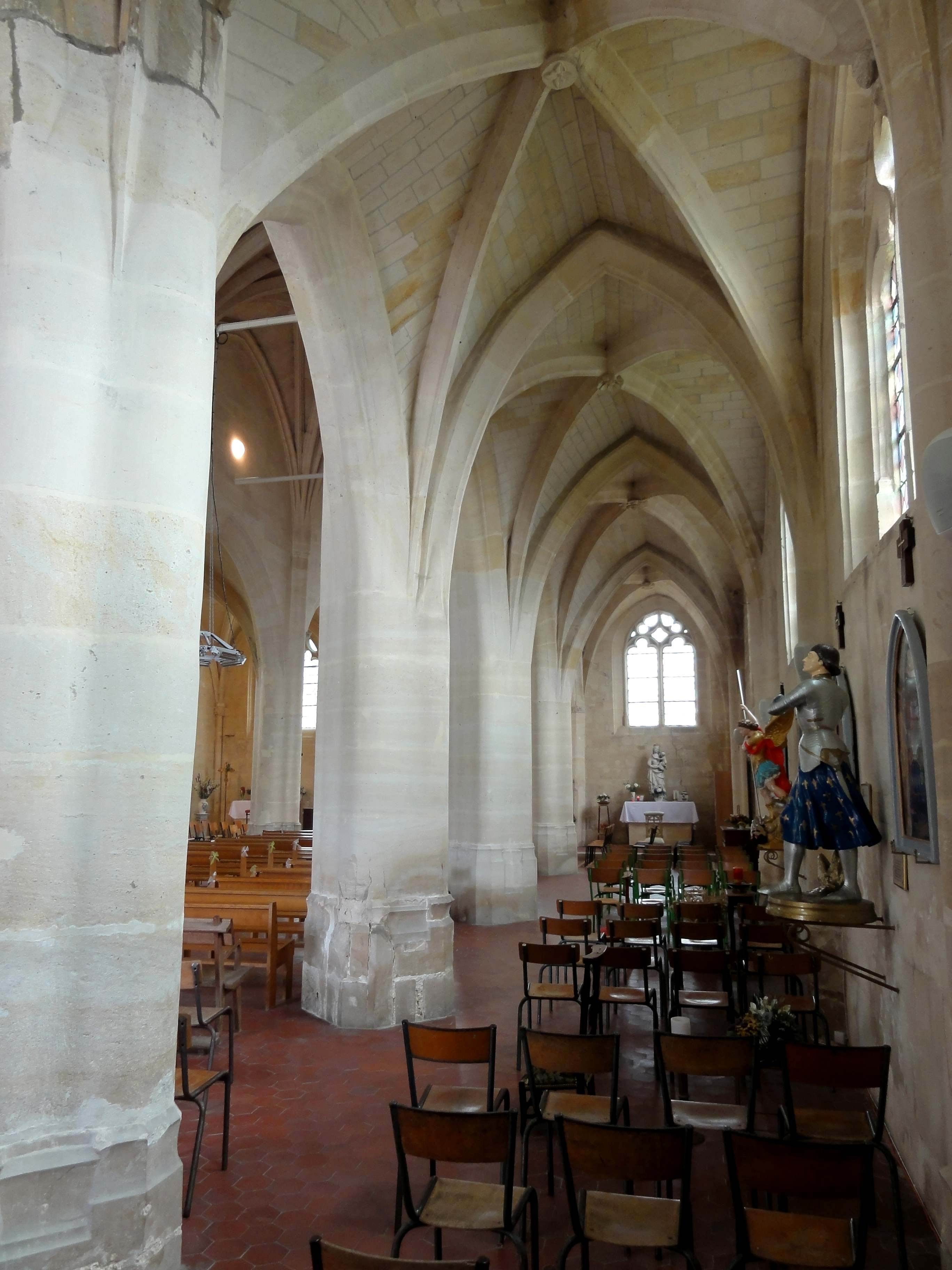
Bas-côté sud, vue vers l'est.

D'un tiers moins large que son homologue au nord, le bas-côté sud adopte des proportions beaucoup plus conventionnelles. Ses doubleaux sont particulièrement aigus, ce qui est inéluctable pour éviter un bombement des voûtes. Il en tient un aspect élancé, mais sont étroitesse saut aux yeux, car l'on peut juste placer quatre chaises de front à côté de l'allée de circulation. L'on ne relève aucune irrégularité hormis l'absence de formerets dans les deux dernières travées ; la frise déjà signalée à la fin des grandes arcades, au droit du chevet ; et le fragment d'un chapiteau roman avec une tête d'angle et des tiges entrelacées employé comme cul-de-lampe pour l'ogive dans l'angle sud-ouest de la deuxième travée. En ce qui concerne cette dernière particularité, il n'est pas exclu qu'elle résulte seulement de la restauration de l'après-guerre, et serve à mettre en valeur un vestige archéologique découvert par hasard. Il n'y a donc pas de colonnettes du XIIIe siècle dans les angles du chevet, et les ogives et formerets se fondent dans des piliers ondulés à un seul renflement dans les angles sud-est et sud-ouest du bas-côté.
Les doubleaux et les ogives de la dernière travée sont analogues au vaisseau central, et à l'instar du bas-côté nord, les ogives des quatre premières travées sont analogues aux liernes et tiercerons du vaisseau central. Les clés de voûte évoquent les clés secondaires du vaisseau central. Celles de la première et de la troisième travée sont des rosaces d'une grande simplicité. Les autres sont des disques sculptés de feuillages. Seule la clé de la dernière travée est entourée d'une bordure sculptée, mais dans la quatrième travée, le disque est assez curieusement un hexagone irrégulier. Les piliers à la retombée des doubleaux intermédiaires sont à trois renflements, et leurs bases sont seulement esquissés par trois baguettes, deux en haut et une en bas. Ces bases sont encore différentes des différents types rencontrés au nord. Il n'y a pas de fenêtre à l'ouest, mais la construction de la sacristie au sud de la quatrième travée n'a pas entraîné le bouchage de la fenêtre. Les quatre premières fenêtres sont analogues au bas-côté nord. La dernière se remarque par un réseau nettement déformé. La baie du chevet offre un réseau plus original, comme dans le bas-côté opposé. En l'occurrence, les deux lancettes sont surmontées d'un losange et de deux soufflets disposés obliquement. Toutes ces fenêtres ont des meneaux finement moulurés, et pas simplement chanfreinés, et pourvus de bases complexes. Dans la dernière travée, une piscine est ménagée dans l'épaisseur du mur. Contrairement à l'usage, sa niche est rectangulaire (et non en anse de panier, ou trilobée, par exemple). Elle est entourée d'un encadrement formé par des listels munis des mêmes bases qu'observées sur les fenêtres.

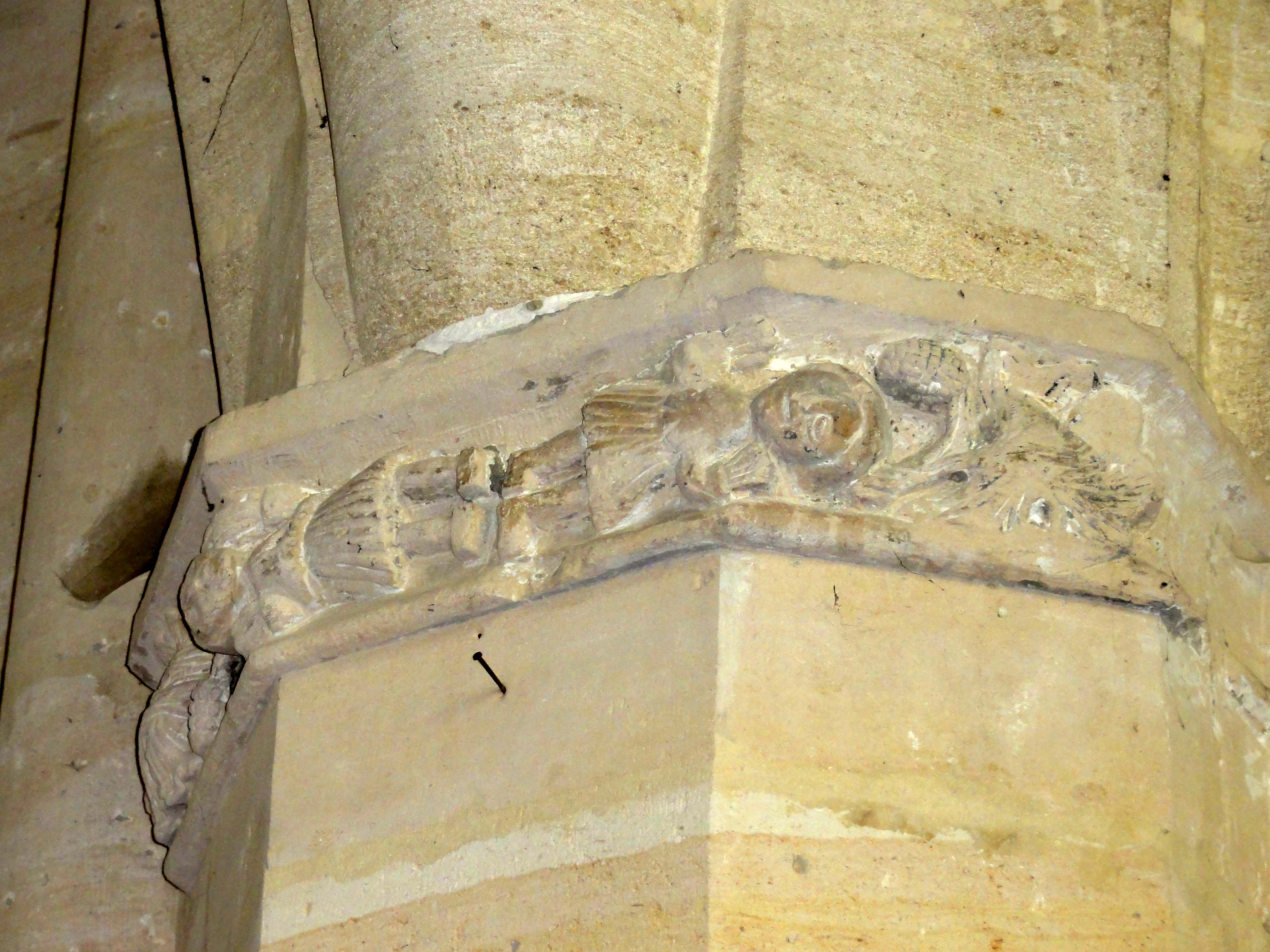
Frise au droit du chevet.
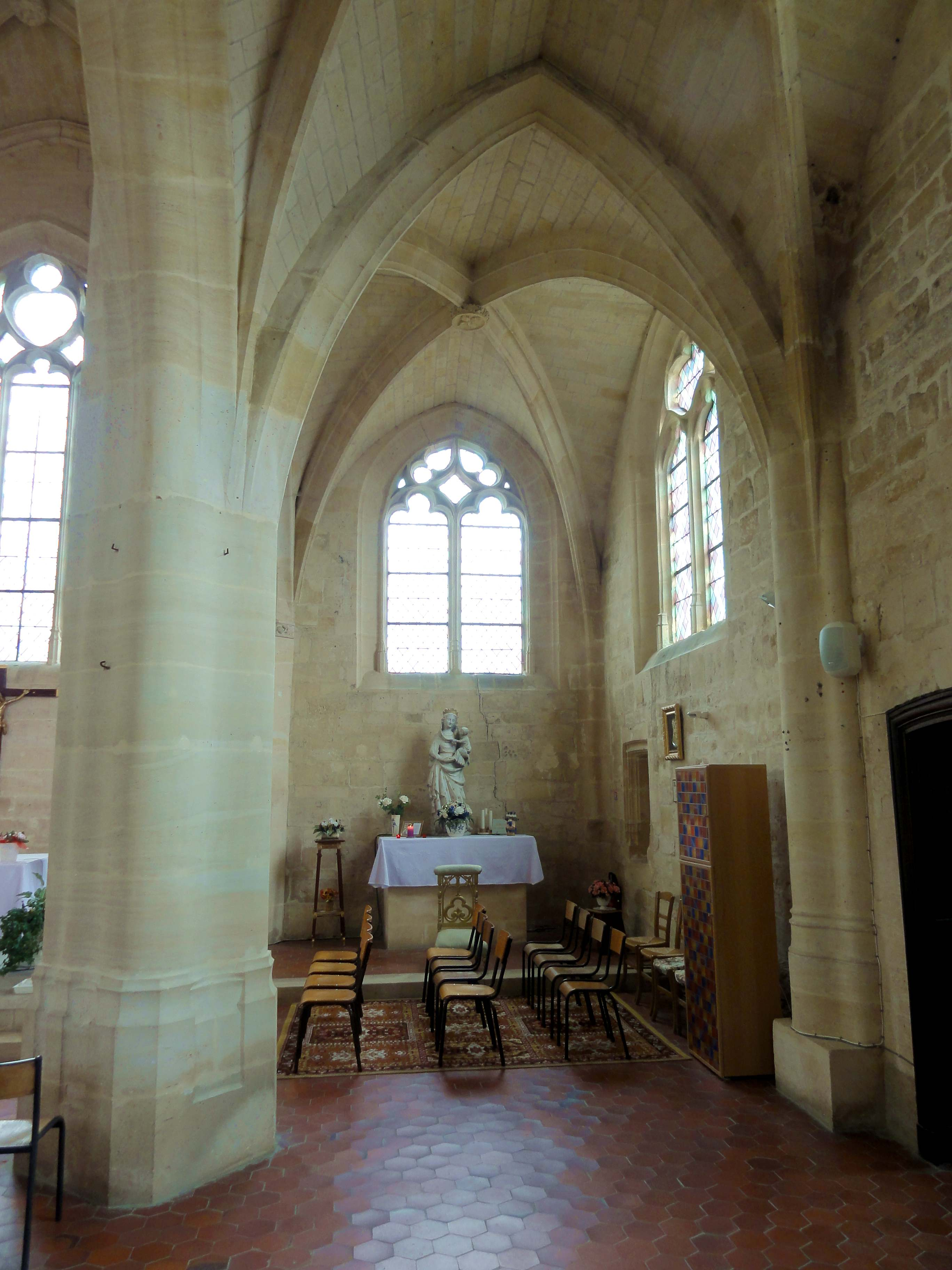
4e travée, vue vers l'est.
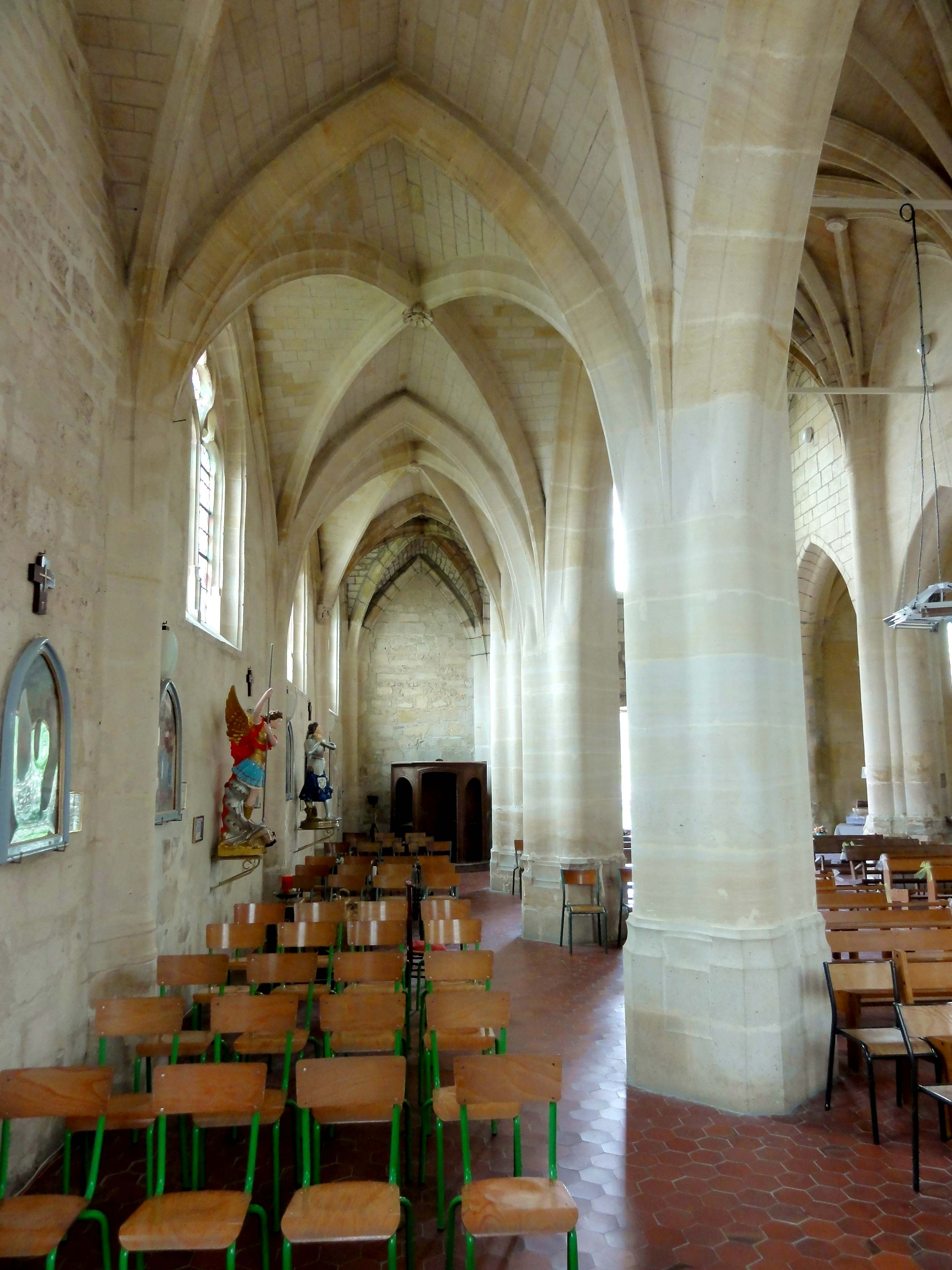
4e travée, vue vers l'ouest.
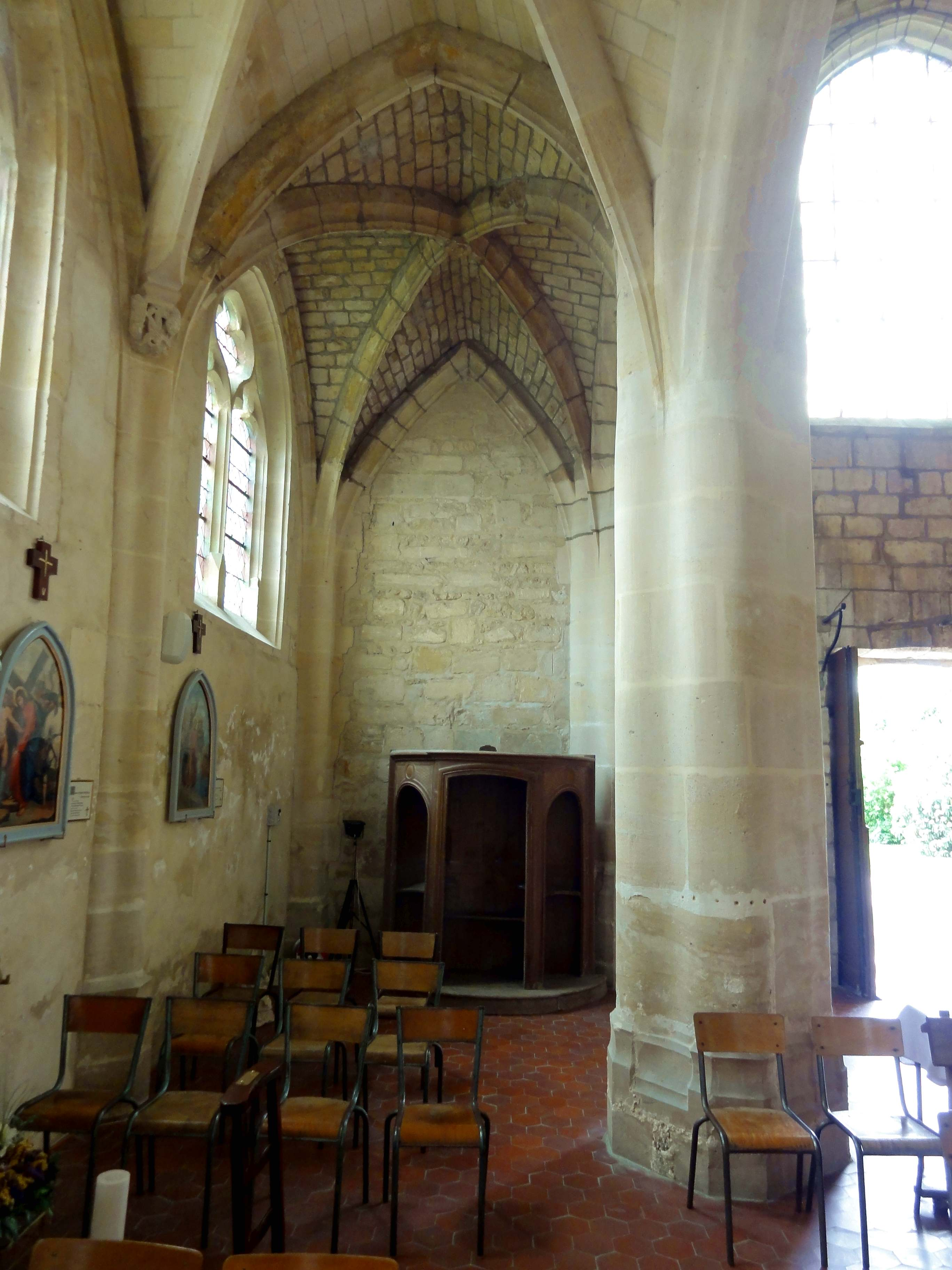
2e travée, vue vers l'ouest.
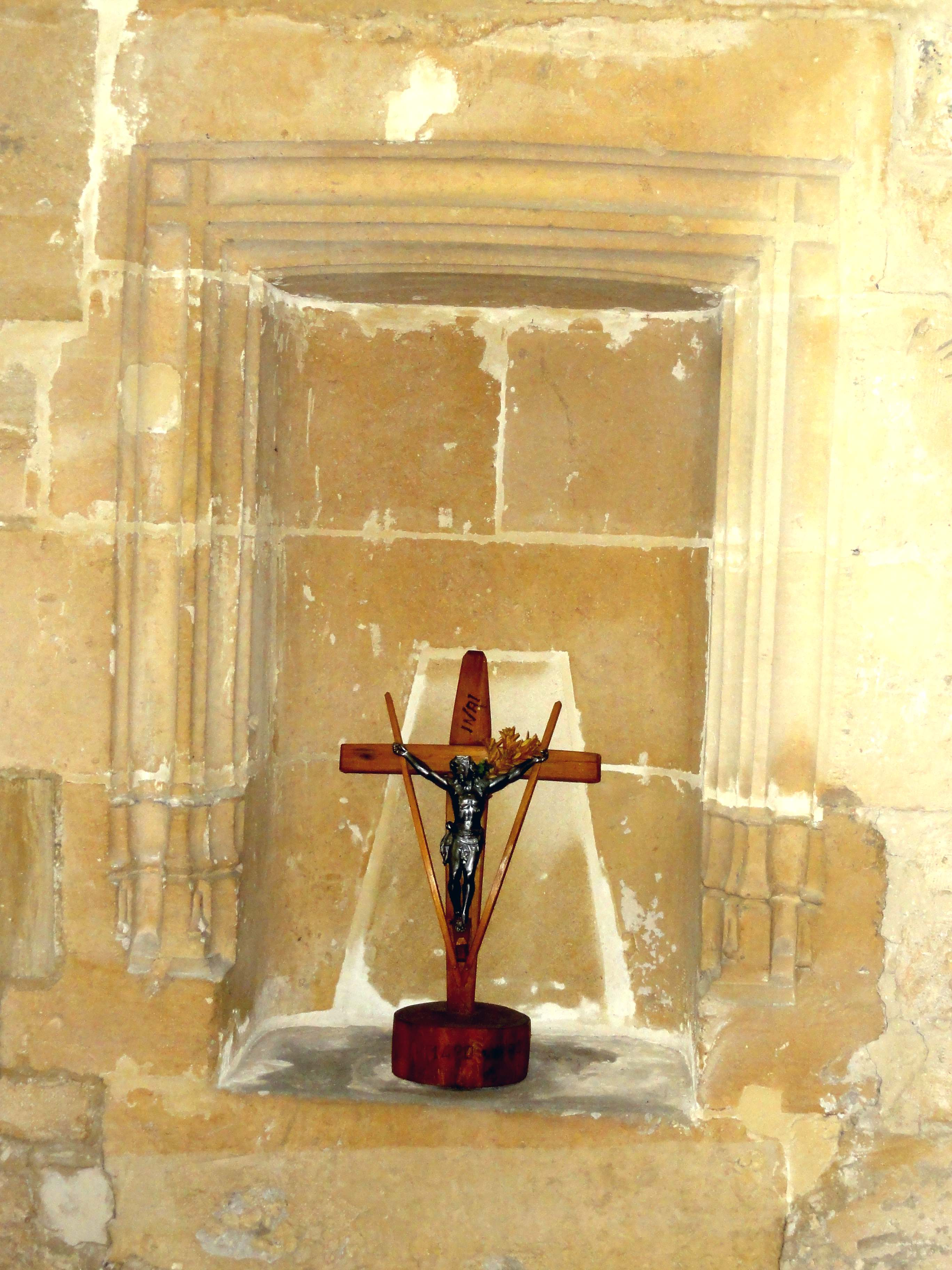
Piscine liturgique.
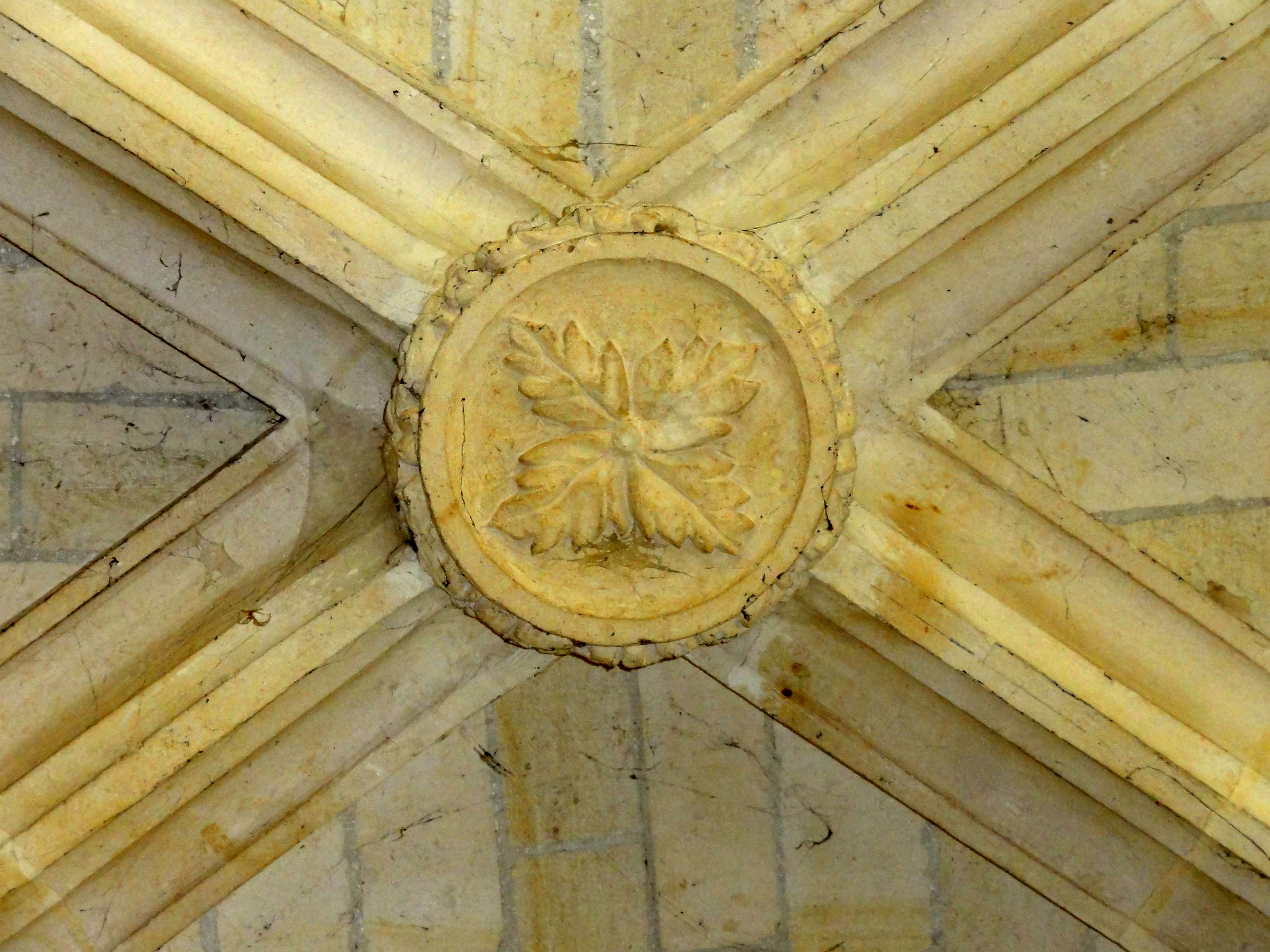
5e travée, clé de voûte.

### Extérieur

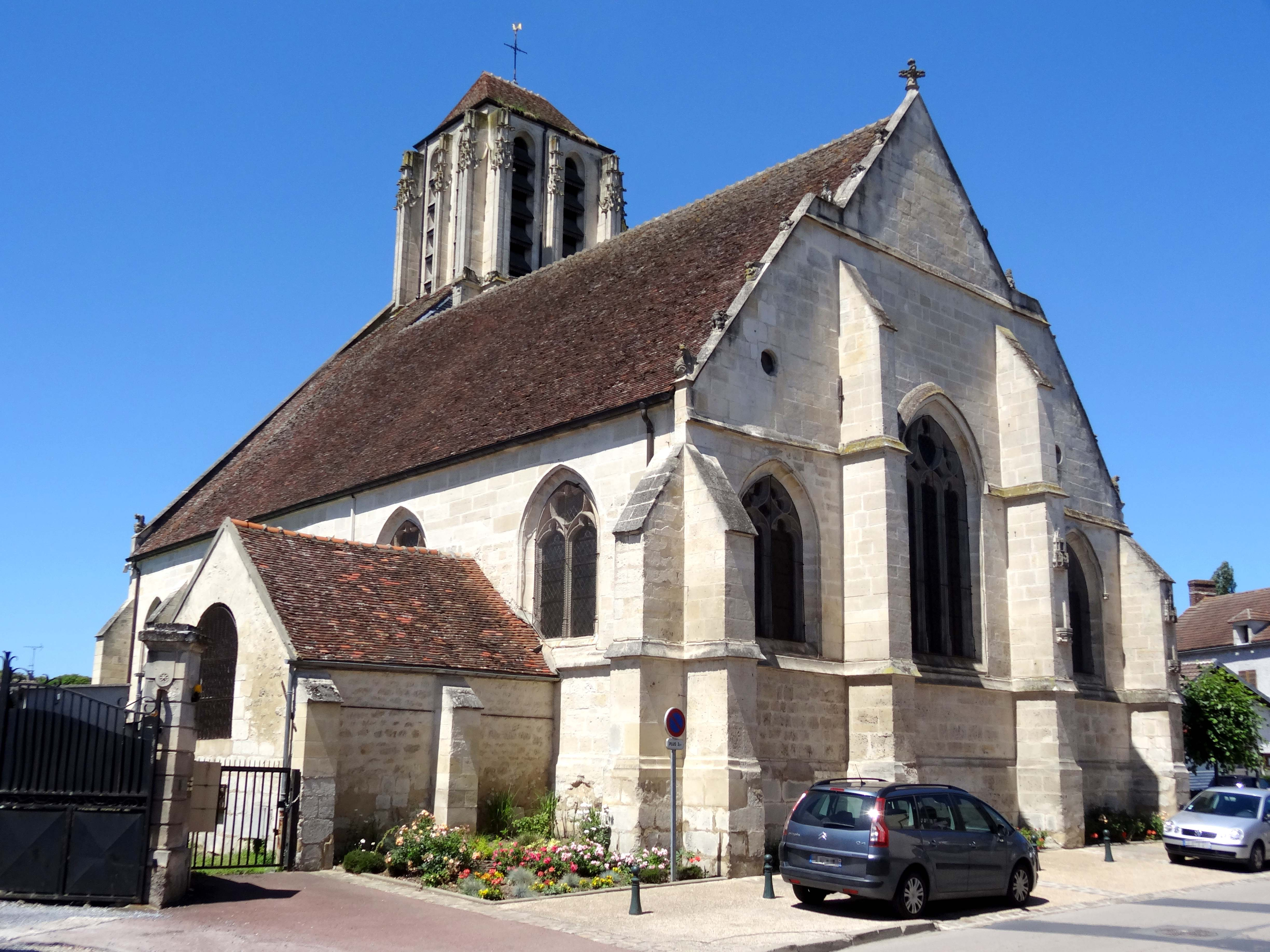
Vue depuis le sud-est.

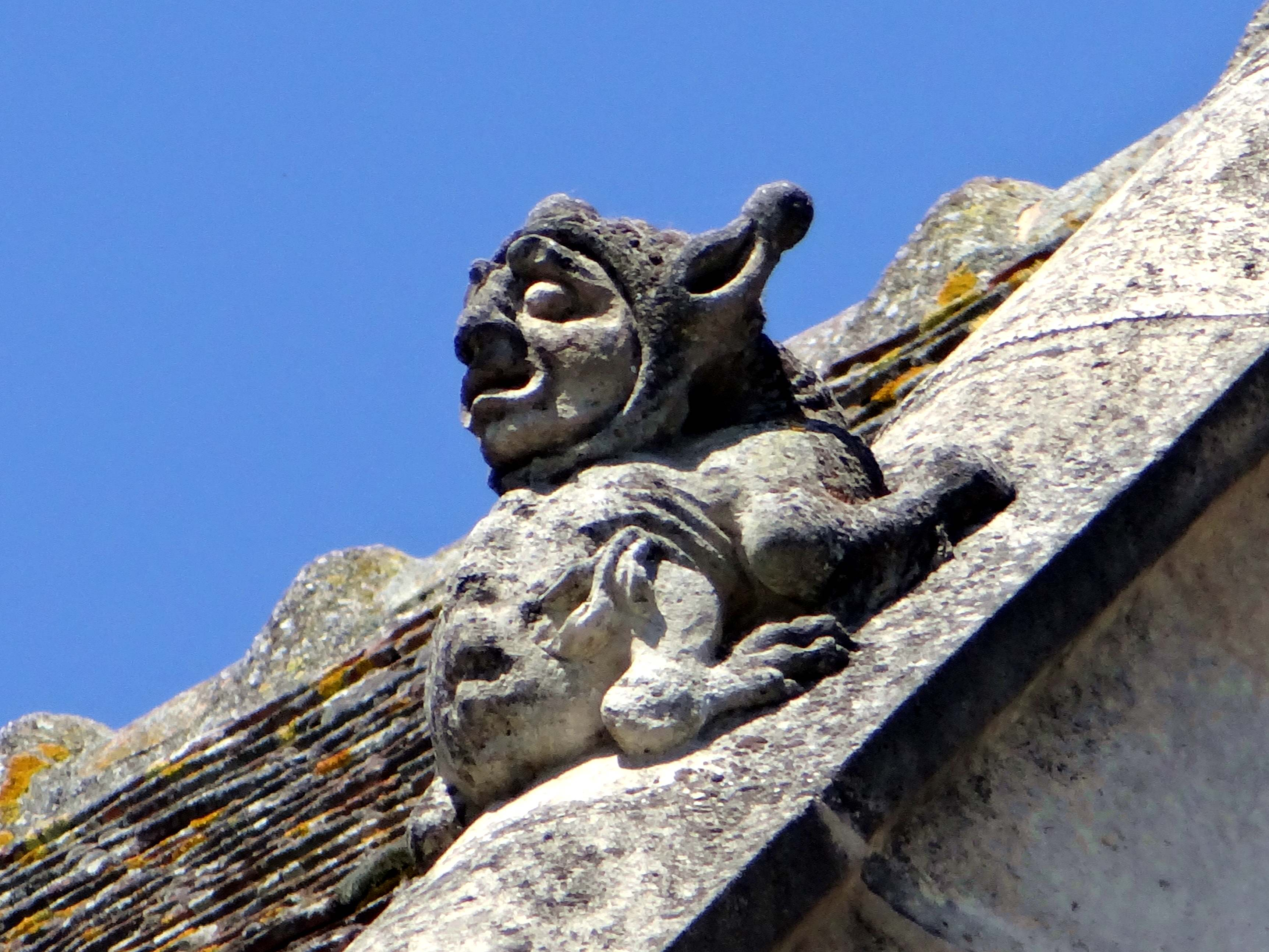
Chevet, sculpture sur le rpignon du collatéral sud.

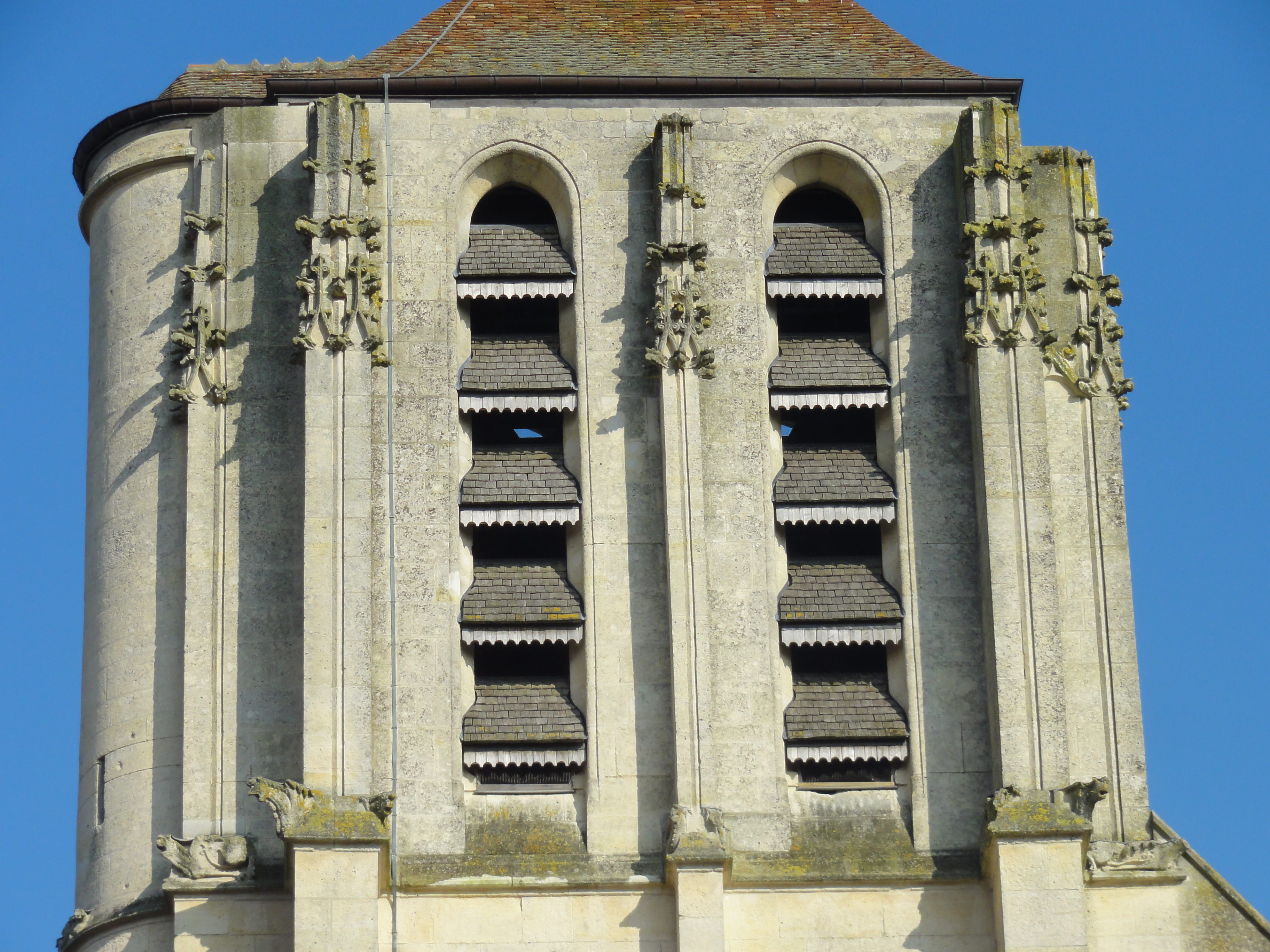
Clocher, étage de beffroi.

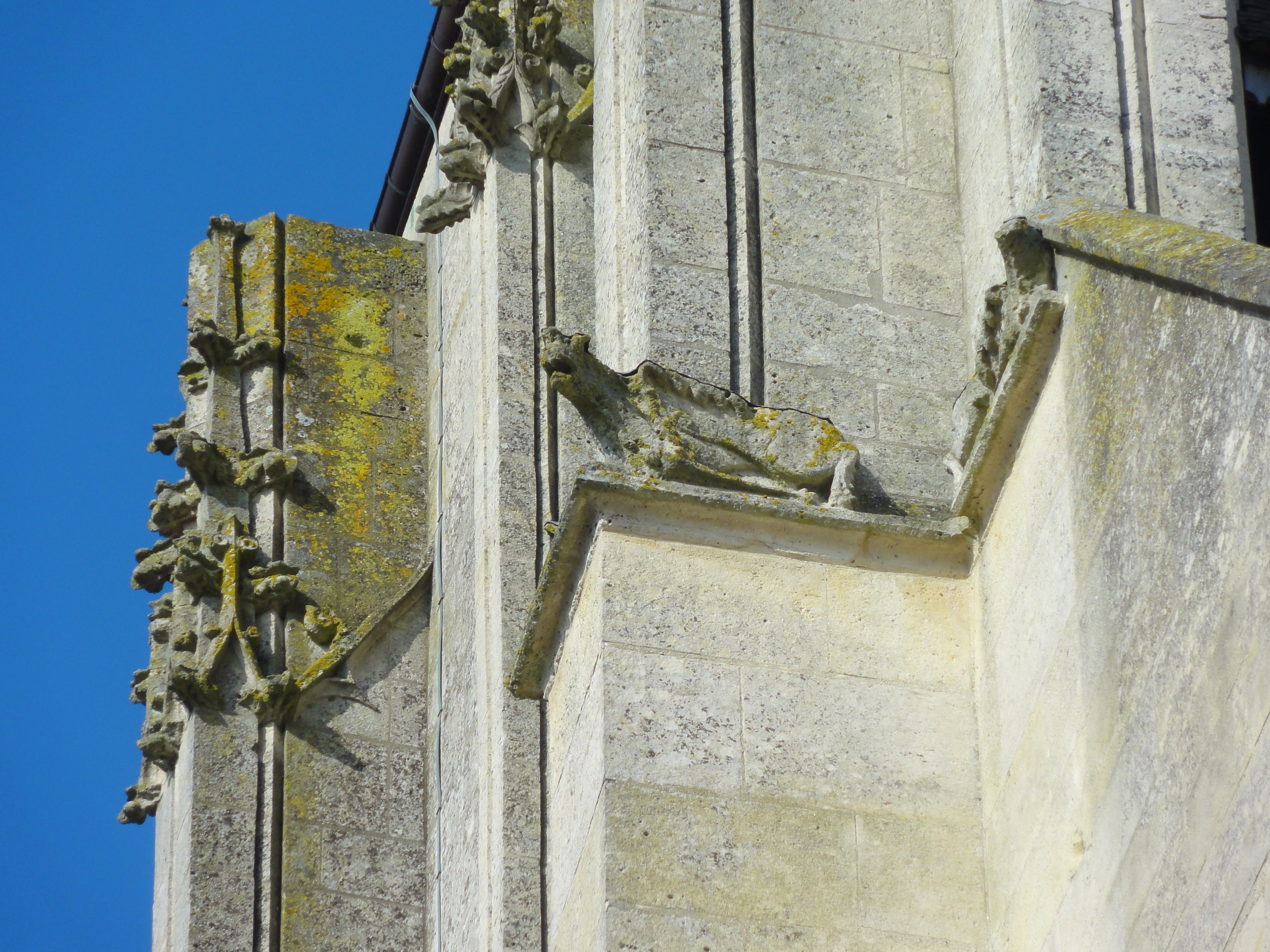
Clocher, pinacle et chimère.

Toute l'église est soigneusement appareillée en pierre de taille. Les différentes campagnes de construction qui se manifestent à travers un petit nombre de détails à l'intérieur ne se distinguent pas à l'extérieur. On note seulement la discontinuité des rampants du pignon du chevet, qui comportent tous les deux une courte section horizontale à l'intersection entre vaisseau central et collatéraux ; un faible ressaut entre la troisième et la quatrième travée, du côté nord ; une rupture dans l'appareil entre le bas-côté nord et le clocher ; et des fenêtres plus grandes dans la quatrième et cinquième travée, du côté sud. Tout autour, une plinthe moulurée marque la limite du soubassement, et un larmier légèrement galbé court à la limite des allèges, tout en passant autour des contreforts. Des larmiers analogues subdivisent le clocher en plusieurs niveaux. Le premier niveau correspond à la corniche des bas-côtés, qui se résume du reste à une simple gorge, et trois autres niveaux de hauteur à peu près équivalente suivent au-dessus. Sur la façade occidentale, où la grande fenêtre de la nef se situe au-dessus du portail, l'on trouve un larmier supplémentaire à l'appui de cette fenêtre. En revanche, le larmier à l'appui du demi-pignon du bas-côté nord manque.
À l'exception de la base du clocher, dont les baies sont entourées d'un tore et d'une gorge, le pourtour des baies est mouluré d'une fine moulure concave et d'une gorge. Les baies du chevet et des bas-côtés sont pourvues des réseaux flamboyants déjà signalés dans le contexte de la description de l'intérieur. L'absence de remplage sur la vaste baie occidentale saute aux yeux, et ne correspond certainement pas à la disposition d'origine. La baie d'axe du chevet et la baie orientale du bas-côté nord sont surmontées d'un bandeau mouluré en forme de sourcil. Pour la première, il s'agit en fait du larmier à l'appui du pignon qui s'infléchit au-dessus de la baie. Concernant la seconde, le larmier retombe sur de petits culs-de-lampe sculptés. Les contreforts sont tous orthogonaux et amortis par un glacis formant larmier. Seul le contrefort à gauche du portail septentrional est coiffé d'un chaperon à gâble. Ce contrefort correspond au dernier arc-doubleau du XIIIe siècle qui subsiste dans l'église. Les contreforts sont scandés par les larmiers présents également sur les murs. S'y ajoute un larmier supplémentaire au milieu de l'avant-dernier étage du clocher.
Le caractère homogène de l'ensemble de l'édifice à l'extérieur ne justifie guère une description individuelle des différentes élévations. Il suffit d'évoquer le décor, les portails et l'étage de beffroi du clocher. En dehors des portails et de l'étage de beffroi, le décor se limite à des niches à statues avec des consoles diversement sculptées et des dais architecturés flamboyants finement ciselés sur les deux contreforts de part et d'autre de la baie orientale du bas-côté nord ; des niches à statues avec des dais sous la forme d'édicules Renaissance assez simples sur les contreforts de part et d'autre du portail septentrional ; à l'antéfixe du pignon du chevet ; et aux chimères et feuilles de chou frisées, quatorze au total, qui garnissent les rampants du pignon du chevet. Sur la façade, l'on s'est contenté d'une unique chimère en bas du rampant de droite (sud). Le portail septentrional est entouré de trois voussures, dont les deux voussures inférieures sont séparées par un tore entre deux listels, et les deux voussures supérieures, par un tore seul. Les arêtes qui délimitent les voussures sont munies de bases flamboyantes à l'instar des meneaux des fenêtres. La moitié inférieure du portail est occupée par deux portes en anse de panier séparées par un trumeau, et surmontées d'une seule voussure qui s'interpénètre, à gauche et à droite, avec la voussure inférieure du portail. Le trumeau porte en haut une console sculptée de feuillages, qui reçoit les voussures des deux portes, et une seconde console en forme d'écusson, qui était destinée à abriter une statue, comme l'indique le dais Renaissance plus haut. À gauche et à droite du fond légèrement concave de la niche à statue, la partie haute du portail est agrémenté d'un réseau plaqué, mais l'examen intérieur a montré qu'il s'agissait initialement d'un tympan ajouré. Les lancettes en plein cintre et les têtes trilobées arrondies indiquent la période flamboyante finissante, et l'ensemble du portail devrait donc dater de la période des dais Renaissance, et constituer un ajout postérieur des années 1540. Malgré cette date tardive, les chimères et feuilles de chou foisonnent encore. De même, les flancs de l'accolade un peu rudimentaire qui surmonte le portail sont chacun garnis d'une chimère et d'une feuille de chou frisée.
Dans son ensemble, le portail septentrional est donc relativement soigné, mais il n'offre rien de vraiment remarquable et est loin de constituer un chef-d'œuvre, comme le montre la comparaison avec Saint-Justin de Louvres et Saint-Pierre de Senlis. Quant au portail occidental, détourné de la ville, il n'appelle guère de remarques. Ses piédroits sont moulurées d'une gorge et d'une fine moulure concave, dont la position est inversée par rapport aux fenêtres. Ces moulures ne se continuent pas sur le linteau en anse de panier, qui porte un bandeau d'un profil prismatique complexe, dont les extrémités sont garnies d'une feuille de chou frisée. Ce linteau s'est déformé.
La plupart des clochers flamboyants et Renaissance de la région sont édifiés en façade, au-dessus de la première travée de l'une des deux bas-côtés, mais presque tous se situent à droite de la façade. Le Mesnil-en-Thelle fait exception, de même que Boran-sur-Oise, Le Mesnil-Amelot, Verneuil-en-Halatte. Une tourelle d'escalier cylindrique, qui monte jusqu'en haut du dernier étage, est accolée à l'élévation septentrionale, près de l'angle nord-ouest, ce qui explique que la base du clocher ne possède qu'une fenêtre au nord, mais deux en façade. Ce nombre de deux baies pour l'un des niveaux inférieurs du clocher est inhabituel, et s'explique en l'occurrence par la présence d'un mince contrefort médian au milieu des élévations ouest, sud et est de la tour, qui départage également les baies abat-son de l'étage de beffroi.
La tourelle d'escalier est éclairée par de petites ouvertures rectangulaires, mais le premier et le deuxième étage intermédiaire sont sinon aveugles. L'étage de beffroi est bien sûr moins austère, et une chimère est disposée sur le larmier à gauche et à droite de chacun des contreforts d'angle. De même, les contreforts d'angle s'amortissent par des pinacles géminés, et les contreforts médians par des pinacles simples. Les baies ne sont en revanche par décorées, mais seulement entourées du tore et de la gorge que l'on note déjà sur les baies du rez-de-chaussée. Elles sont presque en plein cintre, et donc nettement moins aigües que les baies de la base. La corniche fait défaut, et le clocher se termine de manière assez abrupte par un toit à la hache surbaissé, ce qui justifie que les auteurs le considèrent comme inachevé. 

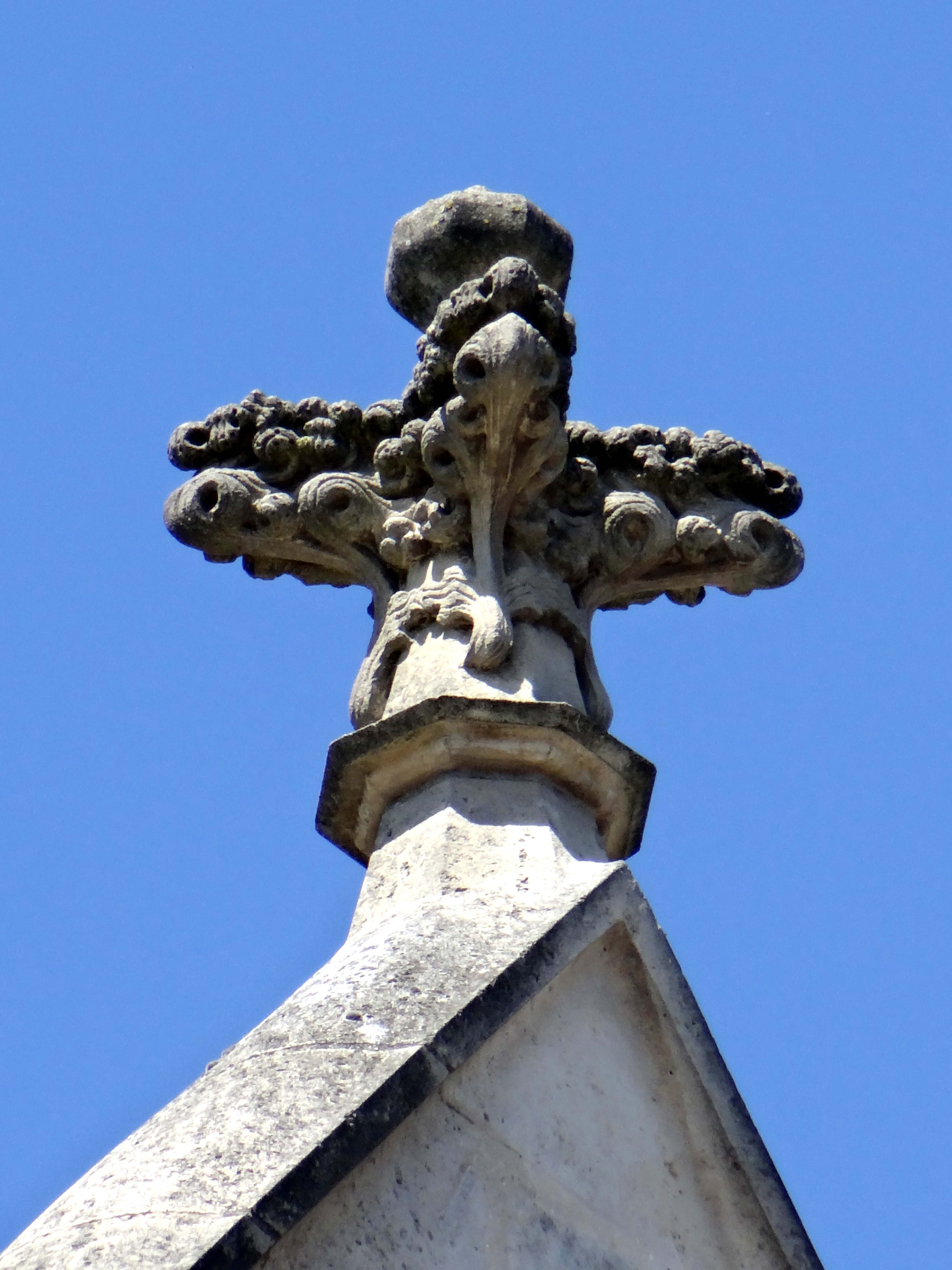
Chevet, antéfixe du pignon.
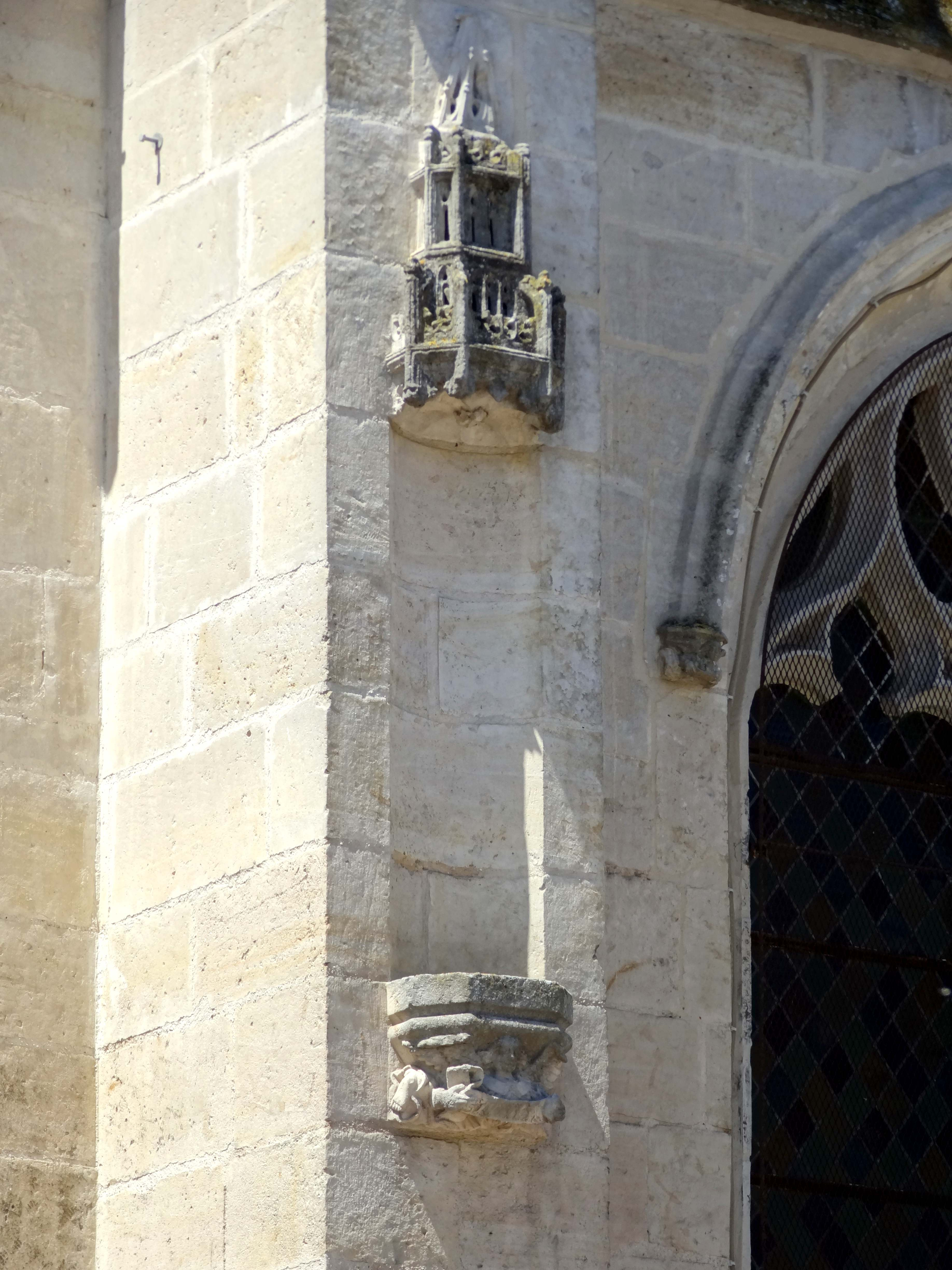
Chevet, niche à statue.
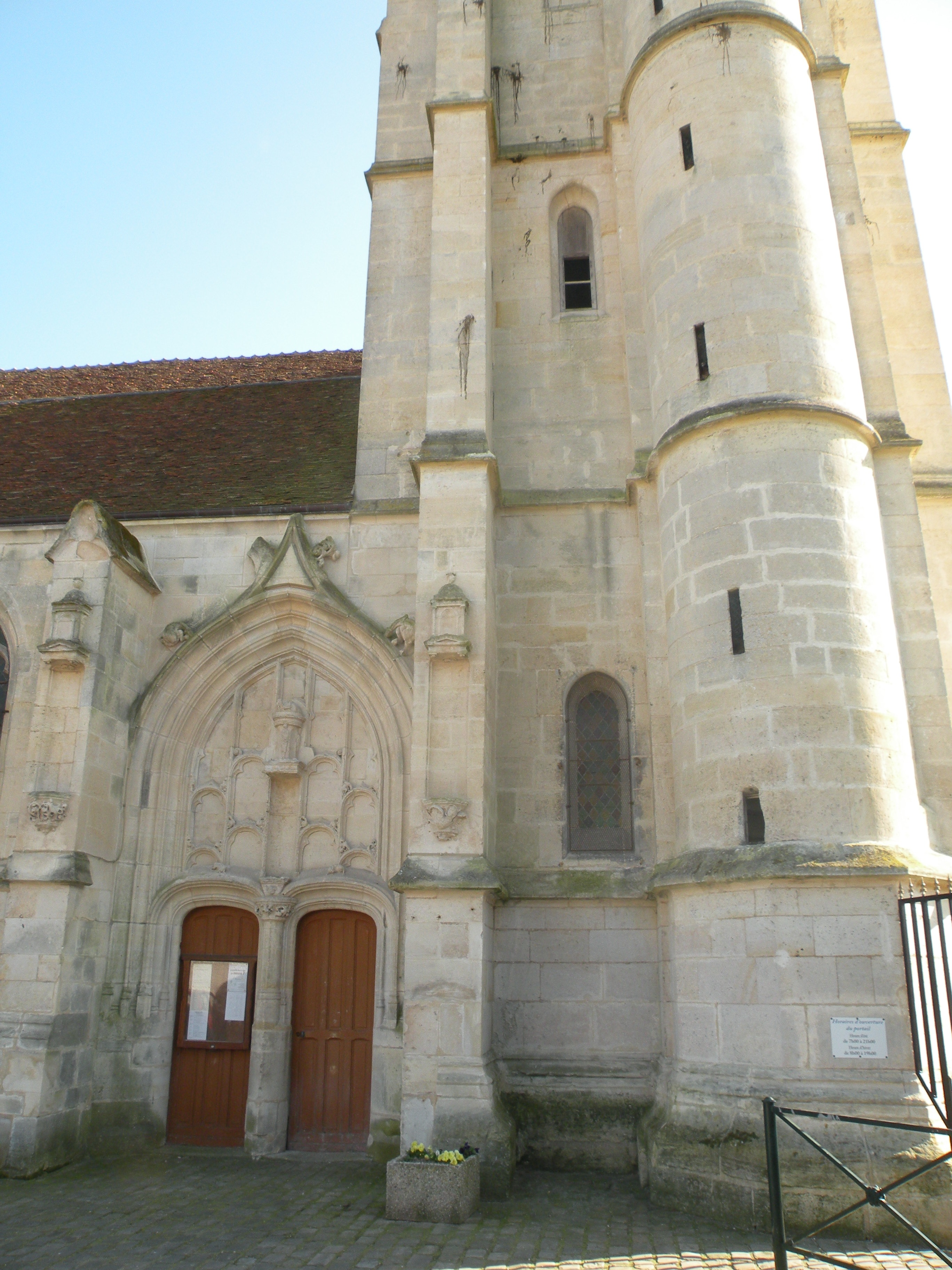
Portail latéral nord.
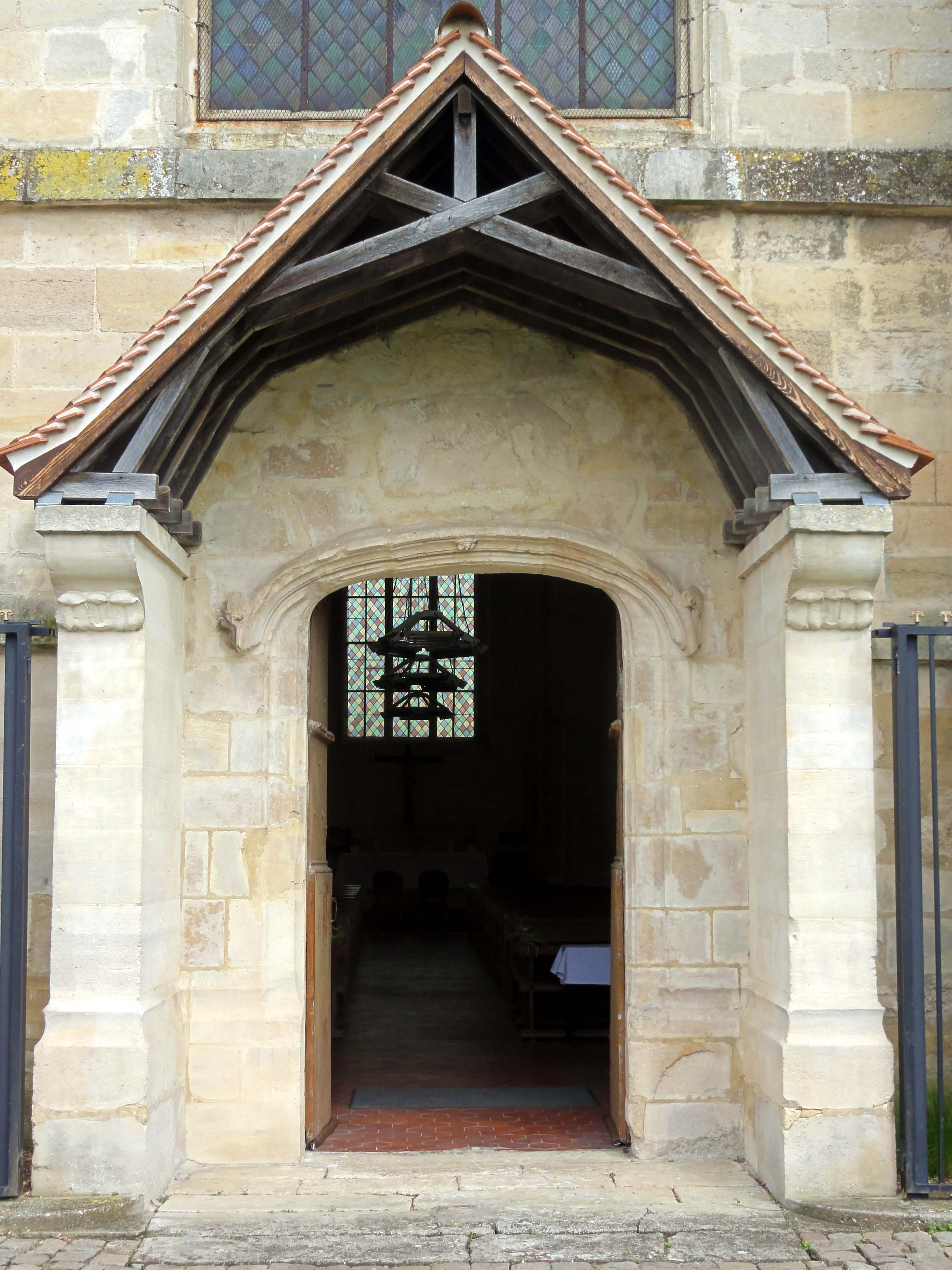
Portail occidental.
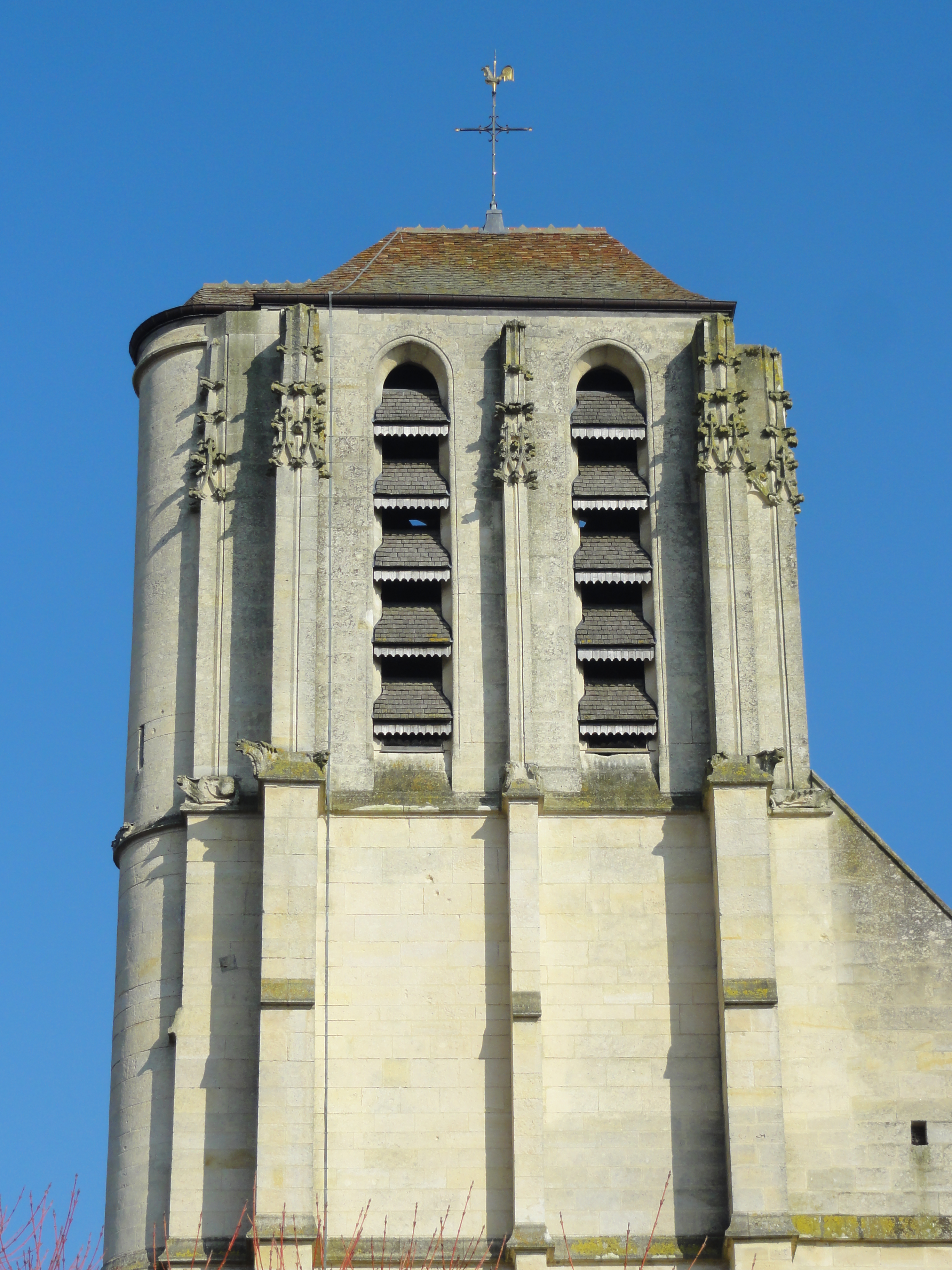
Clocher, parties hautes.
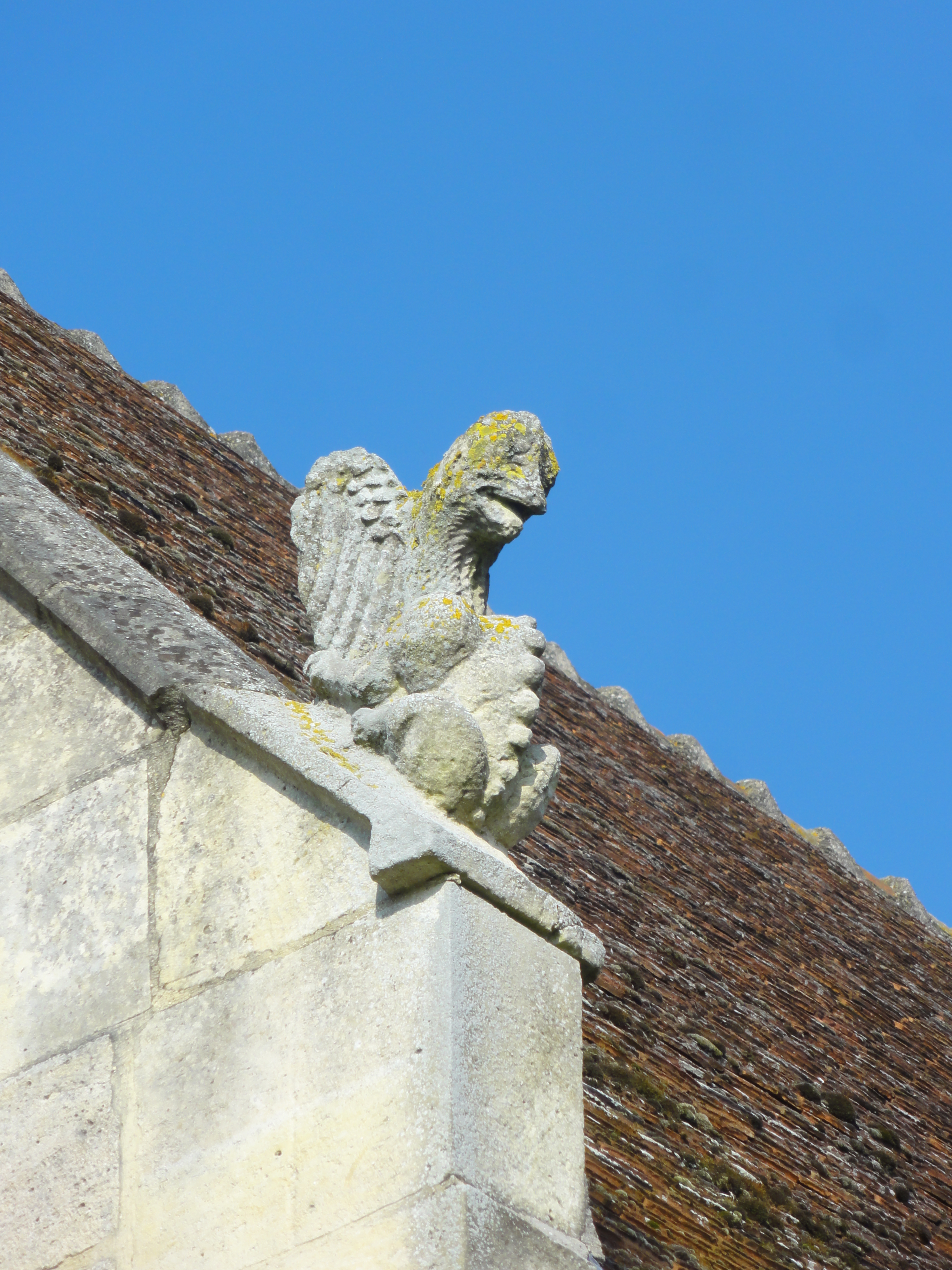
Façade, chimère à droite.

## Mobilier

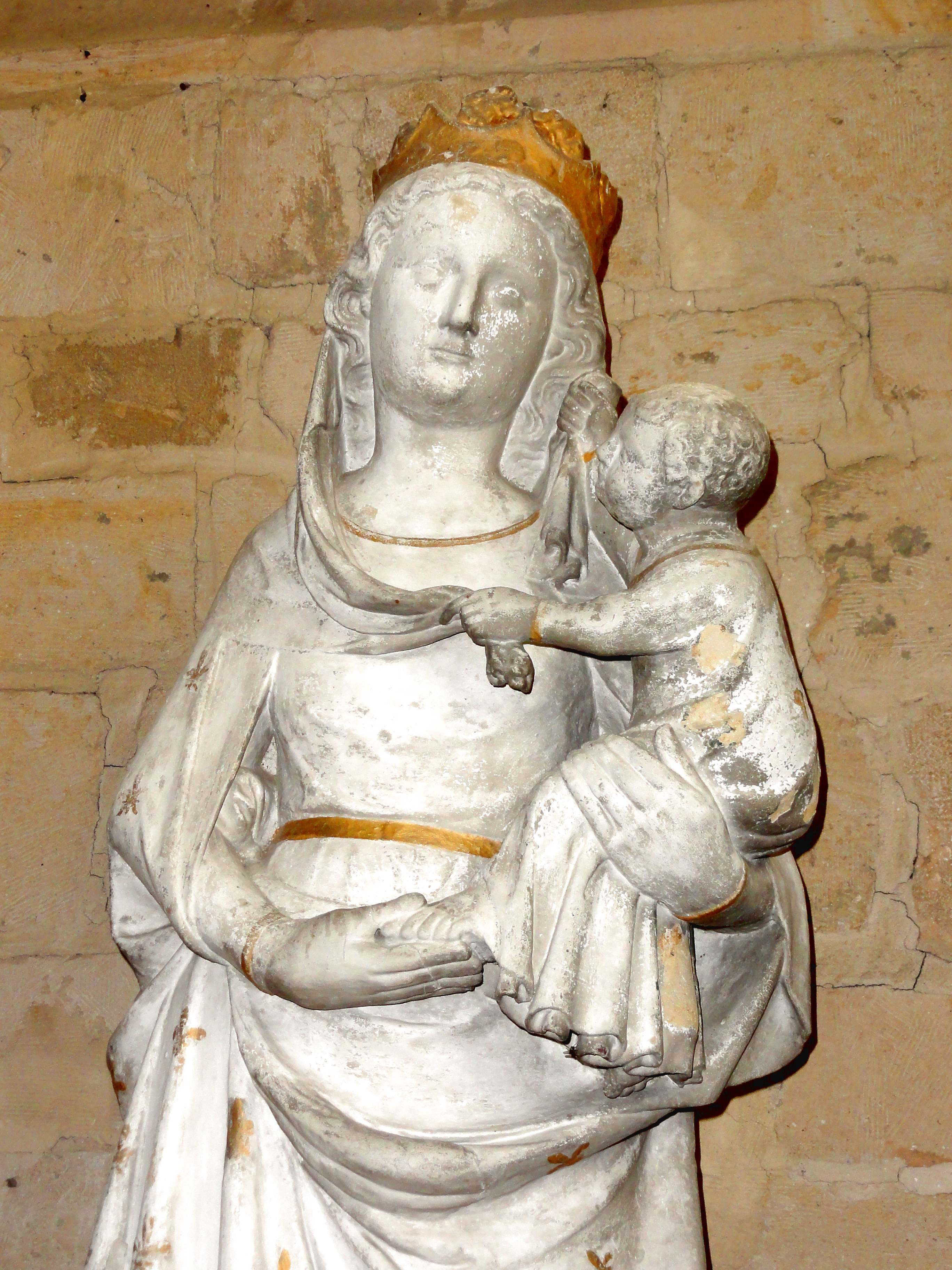
Vierge à l'Enfant.

Parmi le mobilier de l'église, trois éléments sont classés monument historique au titre objet, ainsi que la cloche. Également classés étaient le groupe sculpté en bois représentant l'Éducation de la Vierge Marie par sainte Anne, de la première moitié du XVIe siècle, et une nappe en toile brodée à guipure du XVIe siècle, mesurant environ un mètre de largeur pour deux mètres de longueur. Ces éléments ont disparu.
- Les fonts baptismaux, en pierre calcaire, se présentent sous la forme d'une grande et profonde cuve baptismale à infusion de plan octogonal oblong, placée directement sur un socle de plan approximativement ovale. Ils mesurent 85 cm de hauteur, 126 cm de longueur et 92 cm de largeur, et datent de la première moitié du XVIe siècle. La cuve ne porte pas de décor sculptée, mais elle était jadis peinte de chevrons. Un graffiti représentant une rose à six pétales inscrite dans un cercle a été exécuté sur l'une des faces. La bordure est moulurée d'un listel et d'une doucine. Telle est aussi, mais à plus grande échelle, le profil de la partie supérieure de la cuve. Sur sa partie inférieure, elle s'évase pour se rapprocher successivement du diamètre du pied. Celui-ci a deux côtés droits et deux côtés en arc de cercle, et s'apparente à une plinthe moulurée. Des fonts baptismaux du même type existent dès la fin du XIe siècle, mais en l'occurrence, les profils indiquent bien la période gothique flamboyante. Le classement des fonts au titre objet remonte à novembre 1912[11].
- La crédence ou table d'applique, en bois peint, mesure 79 cm de hauteur, 1 113 cm de largeur et 52 cm de profondeur. Elle est de style Louis XV, et date du deuxième quart du XVIIIe siècle. C'est une console à deux pieds reliés par une entretoise, et décorée de palmes et de coquilles. Elle est en mauvais état : elle a été enduite d'une épaisse couche de peinture, et des éléments du décor manquent. Le plateau de marbre d'origine a été remplacé par un plateau en bois traité en faux-marbre. Le classement au titre objet est également intervenu en novembre 1912[12].
- La statue de la Vierge à l'Enfant, en pierre calcaire, mesure 145 cm de hauteur, et date du second quart du XIVe siècle. Elle est sculptée en ronde-bosse, mais le revers est seulement ébauché. La Vierge se tient debout, la jambe gauche légèrement fléchie et le corps faiblement déhanché. Elle est couronnée, et ses cheveux ouverts débordent du léger voile qu'elle porte sous la couronne. L'Enfant Jésus joue avec les deux bouts de ce voile tout en fixant sa mère du regard. Habillé d'une longue tunique, il est installé sur l'avant-bras gauche de Marie, qui soutient en même temps ses pieds par sa main droite. La mère est vêtue d'une robe ceinturée haut sous la poitrine, et d'un ample manteau qu'elle ramène sous son bras droit. L'on note qu'il forme des plis onduleux et souples sur son flanc droit, et des plis à becs sur son flanc gauche. Mais la Vierge se caractérise surtout par une haute silhouette aux épaules effacées ; un visage plat et doux, avec des yeux en relief dans le globe oculaire ; et une bouche étroite et fine. On peut la rapprocher de la Vierge d'Ully-Saint-Georges et d'autres Vierges de la même époque d'Île-de-France. Depuis son classement en mai 1905, la statue n'a pas encore été proprement restaurée. La pierre se fend à certains endroits, et les fleurons de la couronne sont en partie tronqués. Dans le passé, l'on a tenté de parer à ces problèmes par des reprises maladroites en plâtre, et l'application d'un badigeon blanc fleurdelisé. Des traces d'une polychromie ancienne subsistent sous l'enduit[13].
- La cloche en bronze mesure 120 cm de hauteur et de diamètre, et date de 1610. Sa surface est usée, et son décor est presque illisible. L'on distingue toutefois une frise de feuilles placée au-dessus d'une figure humaine tenant une corne d'abondance. Son inscription a été relevée pour le dossier de classement de novembre 1912 : « L'an Mil VIC X je fus faicte par les habitants du Mesnil-Saint-Denis maistre de céans de […] curé et susnommé / Michelle par noble homme maistre Jehan Bouvillers, sir Desmarats et dame Anne de Vadelar espouse du sir de Fresnoy / Claude Boucher, Denis Prudhomme, marguilliers pour lors ». La marque de fondeur semble être PC, mais on devra plutôt lire PG pour Pierre Guérin[14].

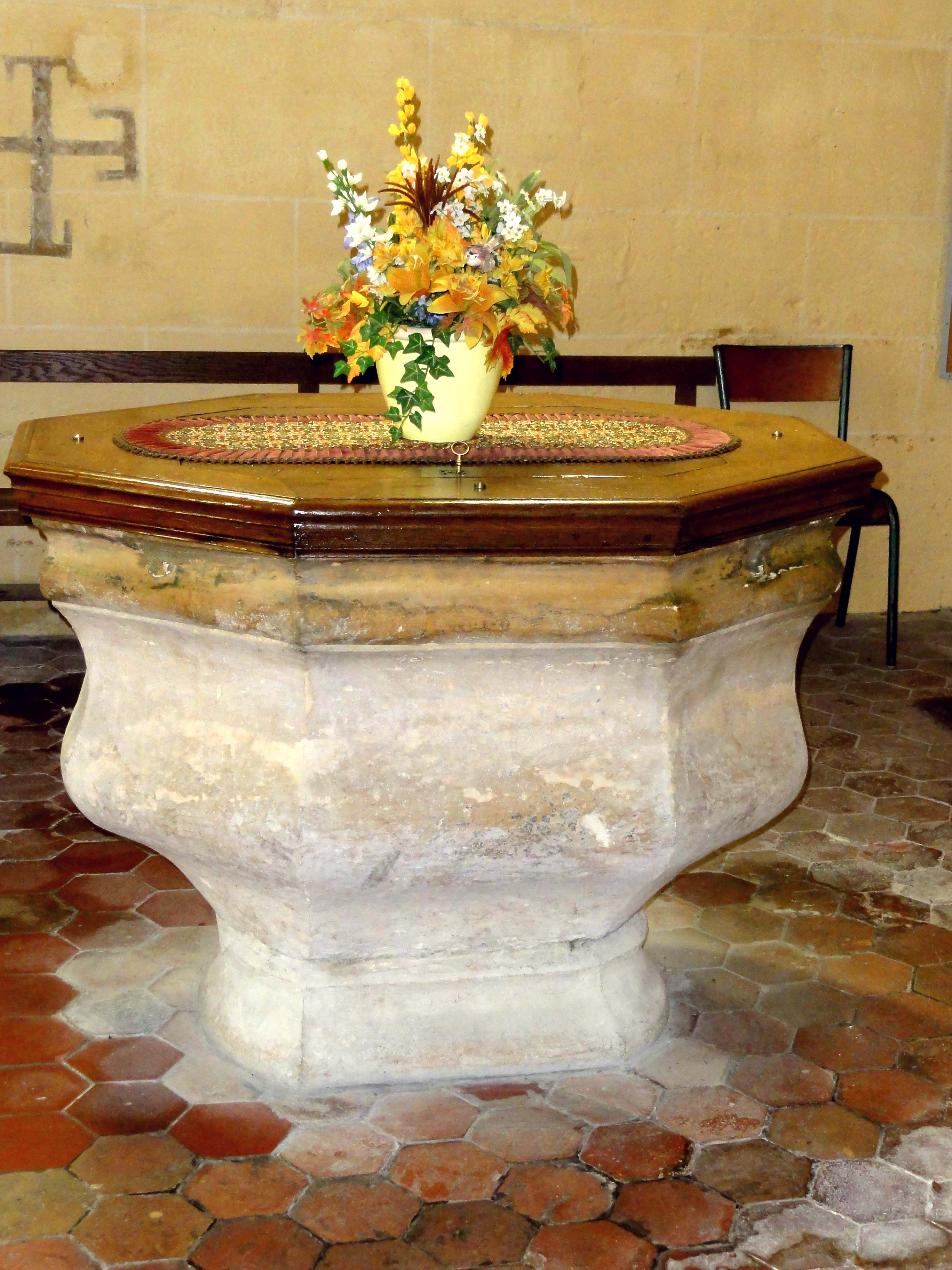
Fonts baptismaux.
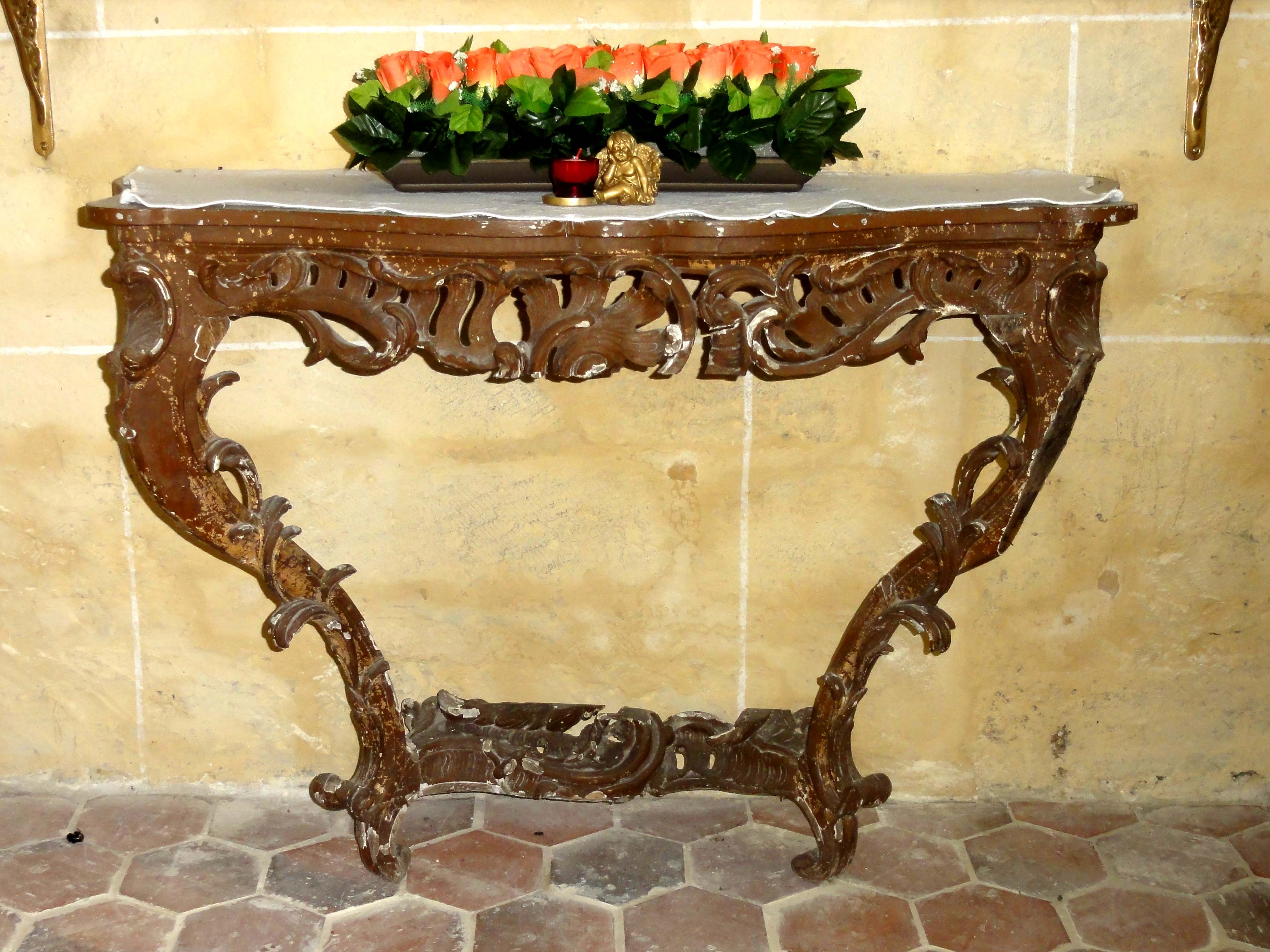
Crédence.
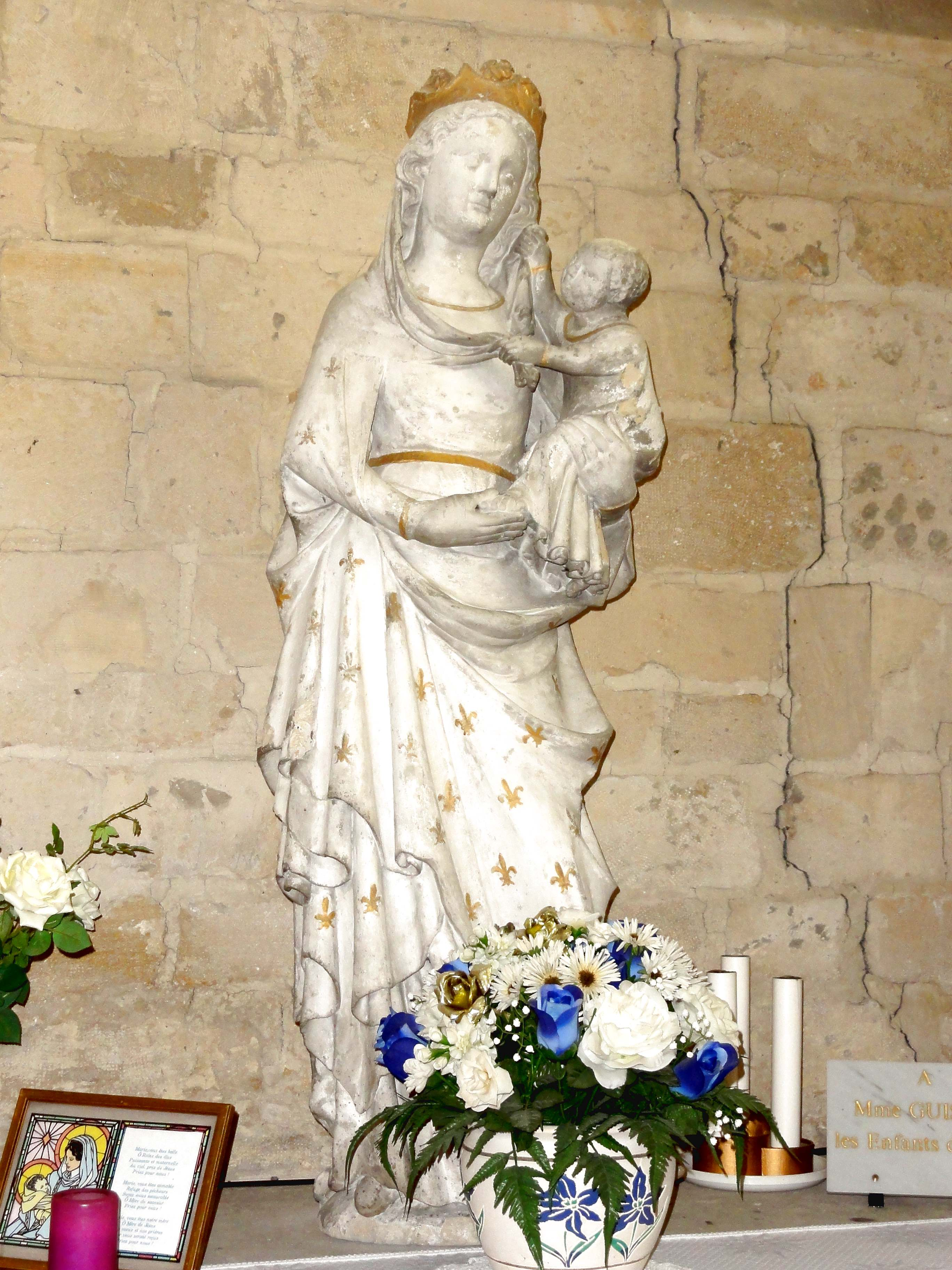
Vierge à l'Enfant.
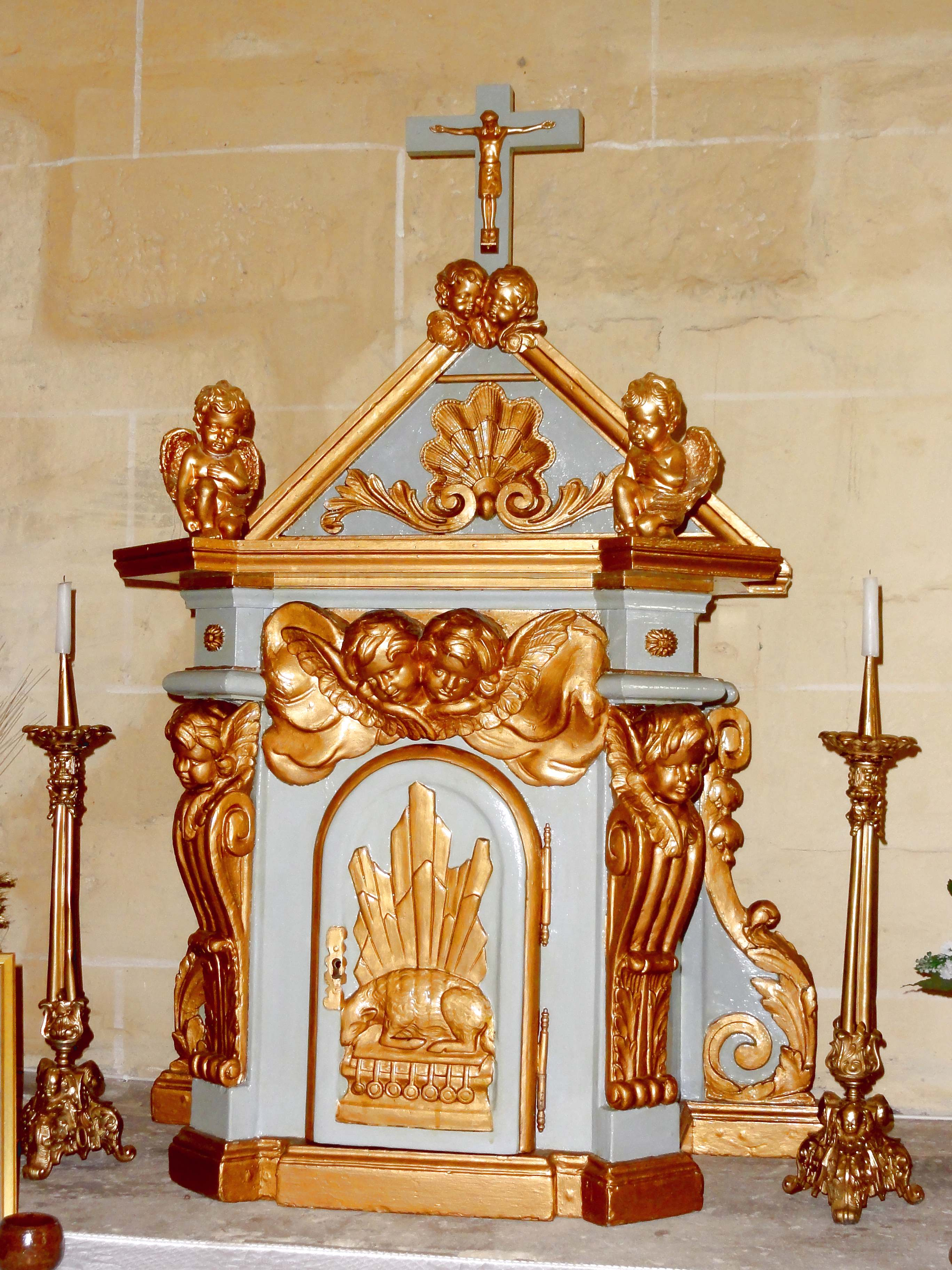
Tabernacle.
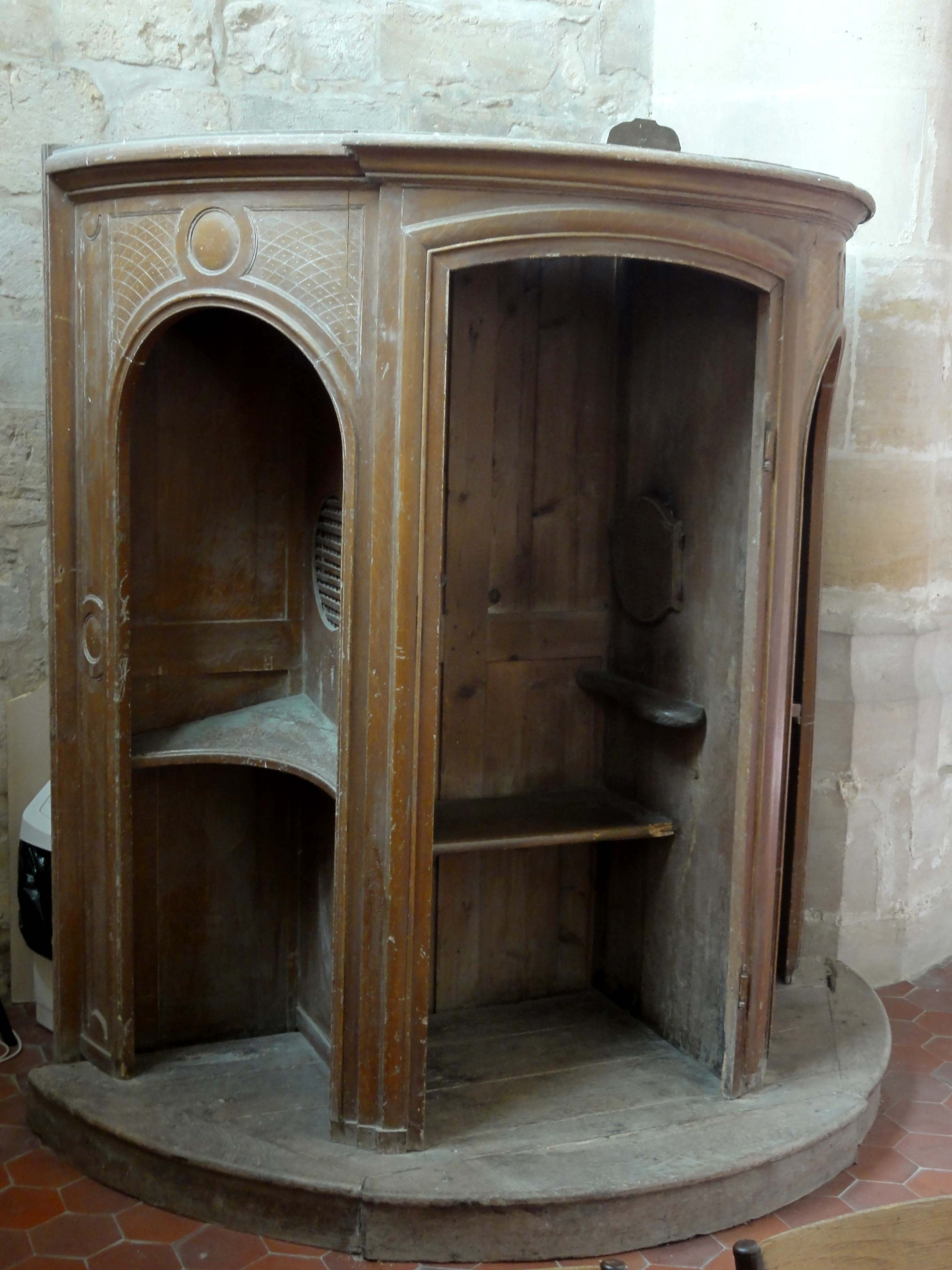
Confessionnal.
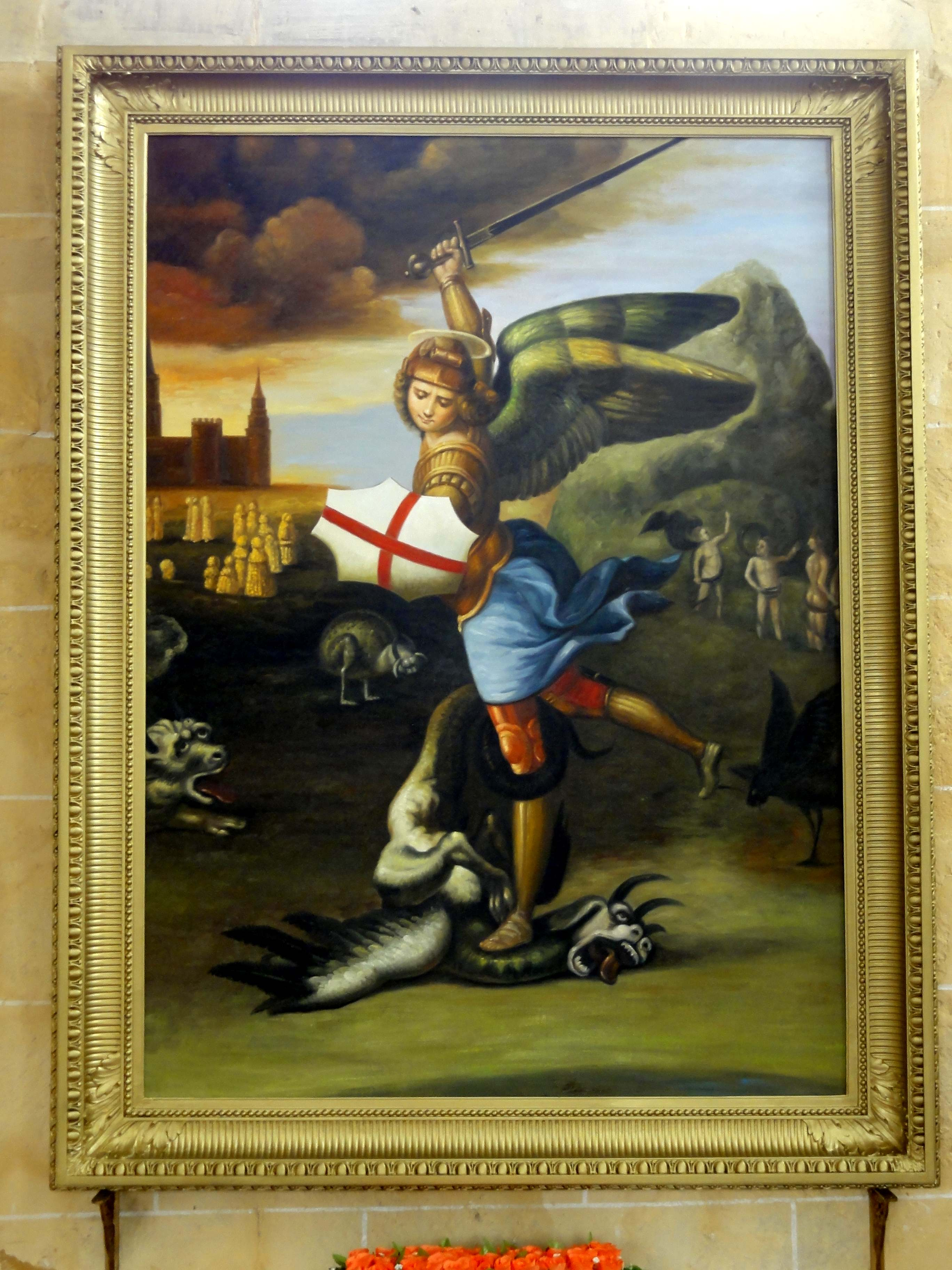
Tableau - Saint Michel. Copie d'après le Petit saint Michel de Raphaël.